# Celebrity Big Brother (Royaume-Uni)
Pour les articles homonymes, voir CBB.
Celebrity Big Brother (CBB) est un format de Big Brother adapté au Royaume-Uni avec des célébrités localement connues comme candidats. L'émission peut être comparé à Promi Big Brother, Grande Fratello VIP, ou à la version australienne.
C'est la version Vip de Big Brother UK.
Le 14 septembre 2018, le soir du lancement de la 19e saison de Big Brother, il est officialisé que le format (normal et célébrités) est arrêté sur Channel 5.
Le 4 mars 2024 l'émission est de retour sur la chaîne ITV.

## Présentation
Marcus Bentley fait la voix de Big Brother (2001-présent). Davina McCall anime les émissions sur Channel 4 (2001-2010), celle de Big Brother, Celebrity Big Brother, et le final de la chaîne, l'Ultimate Big Brother.
Emma Willis arrive pour la saison 11 de Big Brother, et continue sur Channel 5 (2010-présente). Elle anime l'émission qui suit les quotidiennes ou les primes.
Brian Dowling, le gagnant de la saison 2 de Big Brother et de l'Ultimate, anime sur Channel 5 (2011-2013).
Le 2 avril 2013, il est annoncé qu'Emma Willis (animatrice de Big Brother's Bit on the Side) anime désormais les émissions Big Brother et Celebrity Big Brother.
À partir de 2024, et la diffusion sur ITV, ce sont  AJ Odudu et Will Best qui anime l'émission.

## Diffusion
Dans certains pays, le gain d'argent normalement attribué au vainqueur est offert à une œuvre de charité. Toutes les célébrités sont payées pour apparaître dans l'émission tant qu'elles ne partent pas volontairement avant leur expulsion ou la fin de l'émission. Les autres règles sont presque identiques à la version originale. L'émission, qui a fait son apparition pour la première fois en 2000 aux Pays-Bas, a été diffusée en prime-time dans de nombreux pays.
Une seconde version est apparue aux Pays-Bas en 2006 : Hôtel Big Brother. Dans cette version, un groupe de célébrités et un patron parcourent un hôtel, rassemblant de l'argent pour la charité, sans nomination, expulsion ou gagnant.
Une troisième version est apparue au Royaume-Uni début 2008 : Big Brother: Celebrity Hijack, qui remplace l'édition 2008 de Celebrity Big Brother. Au lieu de célébrités jouant le rôle des candidats, les célébrités deviennent en fait Big Brother lui-même. Les célébrités créent des tâches, des nominations, etc. avec l'aide de Big Brother. Le prix pour le gagnant de la série était de £50 000.
Légende :
- Vainqueur
- Deuxième place
- Troisième place
- Finaliste(s)
- Éliminé(e)
- Abandon
- Exclusion
- Arrivé plus tard dans le jeu
- Invité(e)
- En compétition

## Déroulement des saisons

### Saison 1 (2001)

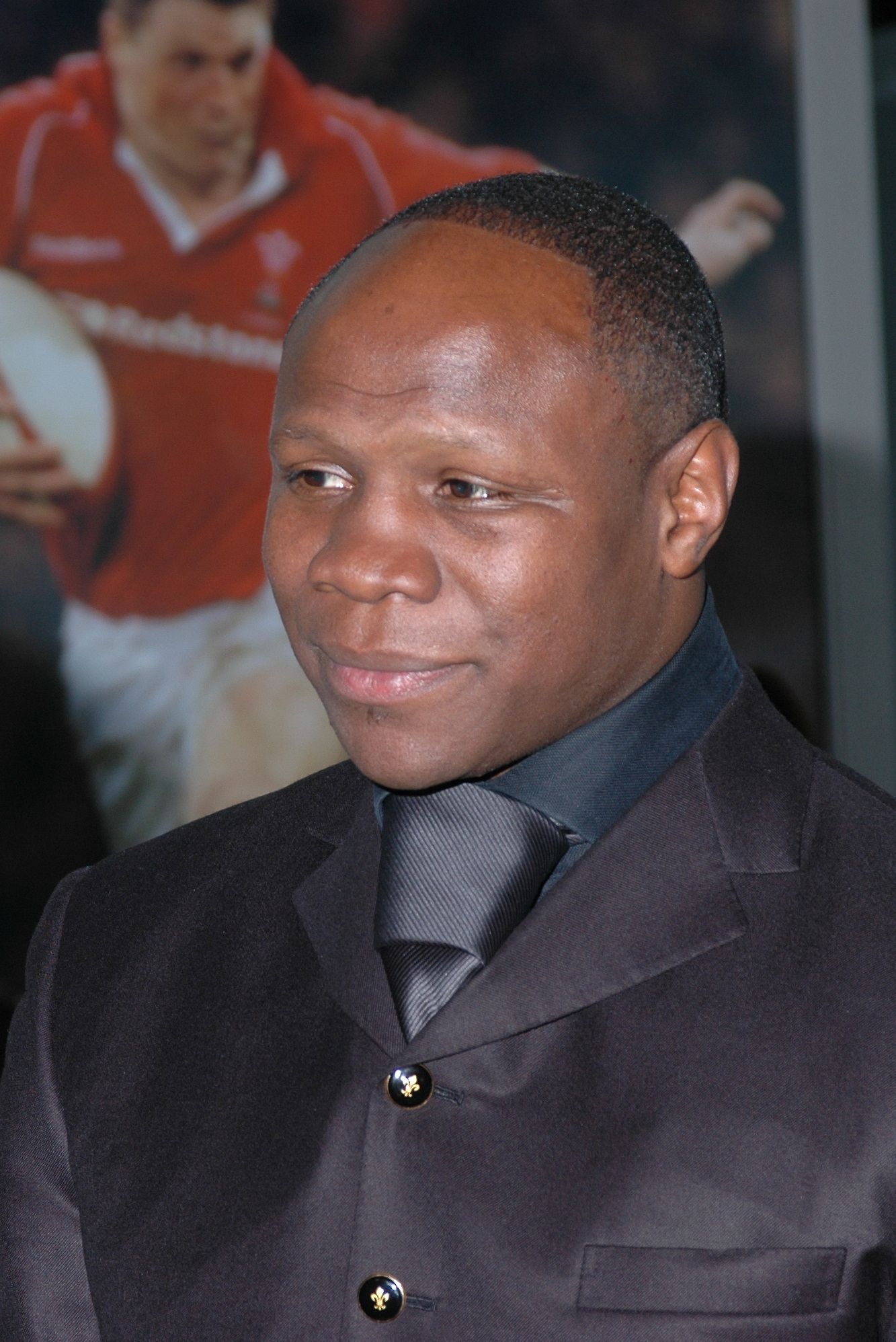
Chris Eubank, premier éliminé de Celebrity Big Brother 1

L'émission a été diffusée du 9 au 16 mars 2001.
| Candidat            | Occupation                                     | Arrivée | Départ | Statut    |
| ------------------- | ---------------------------------------------- | ------- | ------ | --------- |
| Jack Dee (en)       | Acteur et humoriste                            | Jour 1  | Jour 8 | Vainqueur |
| Claire Sweeney (en) | Animatrice de télévision, actrice et chanteuse | Jour 1  | Jour 8 | Deuxième  |
| Keith Duffy         | Chanteur, membre du groupe Boyzone             | Jour 1  | Jour 8 | Troisième |
| Anthea Turner (en)  | Animatrice de télévision                       | Jour 1  | Jour 6 | Éliminée  |
| Vanessa Feltz (en)  | Journaliste, personnalité de la télévision     | Jour 1  | Jour 4 | Éliminée  |
| Chris Eubank        | Boxeur                                         | Jour 1  | Jour 2 | Éliminé   |

- Vanessa a participé à Ultimate Big Brother en 2010.
- Chris a participé à I'm a Celebrity... Get Me Out of Here ! 15 en 2015.

Nominations
|                          | Jour 1                   | Jour 2                     | Jour 4                    | Finale Jour 8                   | Totale vote pour nommer |
| ------------------------ | ------------------------ | -------------------------- | ------------------------- | ------------------------------- | ----------------------- |
| Jack                     | Anthea, Chris            | Vanessa, Anthea            | Anthea, Keith             | Vainqueur (Jour 8)              | 8                       |
| Claire                   | Anthea, Chris            | Vanessa, Jack              | Jack, Keith               | Seconde Place (Jour 8)          | 2                       |
| Keith                    | Chris, Jack              | Jack, Vanessa              | Anthea, Claire            | Troisième Place (Jour 8)        | 6                       |
| Anthea                   | Chris, Keith             | Keith, Jack                | Jack, Keith               | Éliminée (Jour 6)               | 6                       |
| Vanessa                  | Chris, Jack              | Keith, Jack                | Éliminée (Jour 4)         | Éliminée (Jour 4)               | 3                       |
| Chris                    | Claire, Anthea           | Éliminé (Jour 2)           | Éliminé (Jour 2)          | Éliminé (Jour 2)                | 5                       |
|                          |                          |                            |                           |                                 |                         |
| Soumis au vote du public | Anthea, Chris            | Jack, Vanessa              | Anthea, Jack, Keith       | Claire, Jack, Keith             |                         |
| Éliminé (e)              | Chris 66 % pour éliminer | Vanessa 71 % pour éliminer | Anthea 52 % pour éliminer | Keith 16 % pour gagner (sur 3)  |                         |
| Éliminé (e)              | Chris 66 % pour éliminer | Vanessa 71 % pour éliminer | Anthea 52 % pour éliminer | Claire 41 % pour gagner (sur 2) |                         |
| Éliminé (e)              | Chris 66 % pour éliminer | Vanessa 71 % pour éliminer | Anthea 52 % pour éliminer | Jack 59 % pour gagner           |                         |

### Saison 2 (2002)

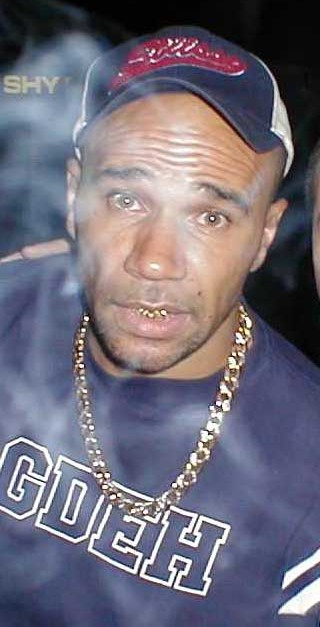
Goldie, premier éliminé de Celebrity Big Brother 2

L'émission a été diffusée du 20 au 29 novembre 2002.
| Candidat               | Caractéristique                                         | Arrivée | Départ  | Statut    |
| ---------------------- | ------------------------------------------------------- | ------- | ------- | --------- |
| Mark Owen              | Membre du groupe Take That                              | Jour 1  | Jour 10 | Vainqueur |
| Les Dennis (en)        | Comédien et présentateur de télévision                  | Jour 1  | Jour 10 | Deuxième  |
| Melinda Messenger (en) | Mannequin                                               | Jour 1  | Jour 10 | Troisième |
| Sue Perkins            | Animatrice de radio et télévision, actrice et écrivaine | Jour 1  | Jour 9  | Éliminée  |
| Anne Diamond (en)      | Animatrice de télévision et journaliste                 | Jour 1  | Jour 7  | Éliminée  |
| Goldie                 | DJ et compositeur                                       | Jour 1  | Jour 5  | Éliminé   |

- Goldie a participé à Strictly Come Dancing 8, au côté de Patsy (saison 15) et Ann (saison 21).
- Melinda a participé à Dancing on Ice 4 en 2009.

Nominations
|                          | Jour 3                    | Jour 6                    | Jour 7                 | Finale Jour 10                   | Totale vote nomination reçue |
| ------------------------ | ------------------------- | ------------------------- | ---------------------- | -------------------------------- | ---------------------------- |
| Mark                     | Les, Melinda              | Non votant                | Sue, Melinda           | Vainqueur (Jour 10)              | 3                            |
| Les                      | Goldie, Sue               | Sue, Anne                 | Mark, Sue              | Seconde Place (Jour 10)          | 3                            |
| Melinda                  | Goldie, Anne              | Non votante               | Sue, Mark              | Troisième Place (Jour 10)        | 4                            |
| Sue                      | Goldie, Les               | Non votante               | Melinda, Mark          | Éliminée (Jour 9)                | 6                            |
| Anne                     | Goldie, Sue               | Non votante               | Éliminée (Jour 7)      | Éliminée (Jour 7)                | 2                            |
| Goldie                   | Les, Melinda              | Éliminé (Jour 5)          | Éliminé (Jour 5)       | Éliminé (Jour 5)                 | 4                            |
|                          |                           |                           |                        |                                  |                              |
| Soumis au vote du public | Goldie, Les               | Anne, Sue                 | Mark, Sue              | Les, Mark, Melinda               |                              |
| Éliminé (e)              | Goldie 56 % pour éliminer | Anne 50,6 % pour éliminer | Sue 75 % pour éliminer | Melinda 21 % pour gagner (sur 3) |                              |
| Éliminé (e)              | Goldie 56 % pour éliminer | Anne 50,6 % pour éliminer | Sue 75 % pour éliminer | Les 23 % pour gagner (sur 2)     |                              |
| Éliminé (e)              | Goldie 56 % pour éliminer | Anne 50,6 % pour éliminer | Sue 75 % pour éliminer | Mark 77 % pour gagner            |                              |

### Saison 3 (2005)

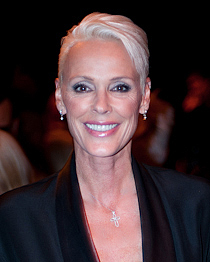
Brigitte Nielsen, finaliste de Celebrity Big Brother 3

L'émission a été diffusée du 6 au 23 janvier 2005.
| Candidat            | Caractéristique                                                | Arrivée | Départ  | Statut    |
| ------------------- | -------------------------------------------------------------- | ------- | ------- | --------- |
| Mark "Bez" Perry    | Danseur, DJ et musicien                                        | Jour 1  | Jour 18 | Vainqueur |
| Kenzie (en)         | Rappeur                                                        | Jour 1  | Jour 18 | Deuxième  |
| Brigitte Nielsen    | Actrice, chanteuse, mannequin. Ex-épouse de Sylvester Stallone | Jour 1  | Jour 18 | Troisième |
| Jeremy Edwards (en) | Acteur et présentateur de télévision                           | Jour 1  | Jour 16 | Éliminé   |
| Caprice Bourret     | Mannequin et personnalité de la télévision                     | Jour 1  | Jour 16 | Éliminée  |
| Lisa I'Anson (en)   | Animatrice de radio et télévision                              | Jour 1  | Jour 14 | Éliminée  |
| John McCririck (en) | Expert pour Channel 4, journaliste de sport hippique           | Jour 1  | Jour 12 | Éliminé   |
| Jackie Stallone     | Astrologue, mère de Sylvester Stallone                         | Jour 5  | Jour 9  | Éliminée  |
| Germaine Greer      | Écrivaine                                                      | Jour 1  | Jour 6  | Abandon   |

- Brigitte a participé à The Surreal Life, Celebrity Rehab, La Ferme Célébrités en Afrique, à Let's Dance, et a remporté la version allemande de I'm a Celebrity... Get Me Out of Here!. Ses fils Killian et Aaron ont participé en 2011 et 2019 à L'isola dei famosi, émission où Ivana Trump de la saison 7 avait été invitée.
- Caprice a participé à The Surreal Life.
- Jeremy a participé à Dancing on Ice 4 en 2009.
- John a participé à Ultimate Big Brother.

Nominations
|                          | Jour 7                  | Jour 10               | Jour 13              | Finale Jour 18                               | Finale Jour 18                               | Total vote nomination reçue |
| ------------------------ | ----------------------- | --------------------- | -------------------- | -------------------------------------------- | -------------------------------------------- | --------------------------- |
| Bez                      | Jackie, John            | Brigitte, Kenzie      | Jeremy, Lisa         | Vainqueur (Jour 18)                          | Vainqueur (Jour 18)                          | 11                          |
| Kenzie                   | John, Jackie            | John, Bez             | Bez, Brigitte        | Seconde Place (Jour 18)                      | Seconde Place (Jour 18)                      | 2                           |
| Brigitte                 | John, Jackie            | John, Bez             | Bez, Caprice         | Troisième Place (Jour 18)                    | Troisième Place (Jour 18)                    | 6                           |
| Jeremy                   | Jackie, Lisa            | Bez, Brigitte         | Brigitte, Caprice    | Éliminé (Jour 16)                            | Éliminé (Jour 16)                            | 3                           |
| Caprice                  | John, Jackie            | Bez, John             | Bez, Brigitte        | Éliminée (Jour 16)                           | Éliminée (Jour 16)                           | 3                           |
| Lisa                     | John, Jackie            | John, Bez             | Bez, Kenzie          | Éliminée (Jour 14)                           | Éliminée (Jour 14)                           | 2                           |
| John                     | Bez, Caprice            | Brigitte, Jeremy      | Éliminé (Jour 12)    | Éliminé (Jour 12)                            | Éliminé (Jour 12)                            | 9                           |
| Jackie                   | Bez, Jeremy             | Éliminée (Jour 9)     | Éliminée (Jour 9)    | Éliminée (Jour 9)                            | Éliminée (Jour 9)                            | 6                           |
| Germaine                 | Abandon (Jour 6)        | Abandon (Jour 6)      | Abandon (Jour 6)     | Abandon (Jour 6)                             | Abandon (Jour 6)                             | N/A                         |
|                          |                         |                       |                      |                                              |                                              |                             |
| Soumis au vote du public | Jackie, John            | Bez, John             | none                 | Bez, Brigitte, Caprice, Jeremy, Kenzie, Lisa | Bez, Brigitte, Caprice, Jeremy, Kenzie, Lisa |                             |
| Abandon                  | Germaine                | aucun                 | aucun                | aucun                                        | aucun                                        |                             |
| Éliminé (e)              | Jackie 33 % pour rester | John 39 % pour rester | Nominations annulées | Lisa 3 % pour rester                         | Brigitte 28 % pour gagner (sur 3)            |                             |
| Éliminé (e)              | Jackie 33 % pour rester | John 39 % pour rester | Nominations annulées | Caprice 5 % pour rester                      | Kenzie 46 % pour gagner (sur 2)              |                             |
| Éliminé (e)              | Jackie 33 % pour rester | John 39 % pour rester | Nominations annulées | Jeremy 12 % pour rester                      | Bez 54 % pour gagner                         |                             |

### Saison 4 (2006)

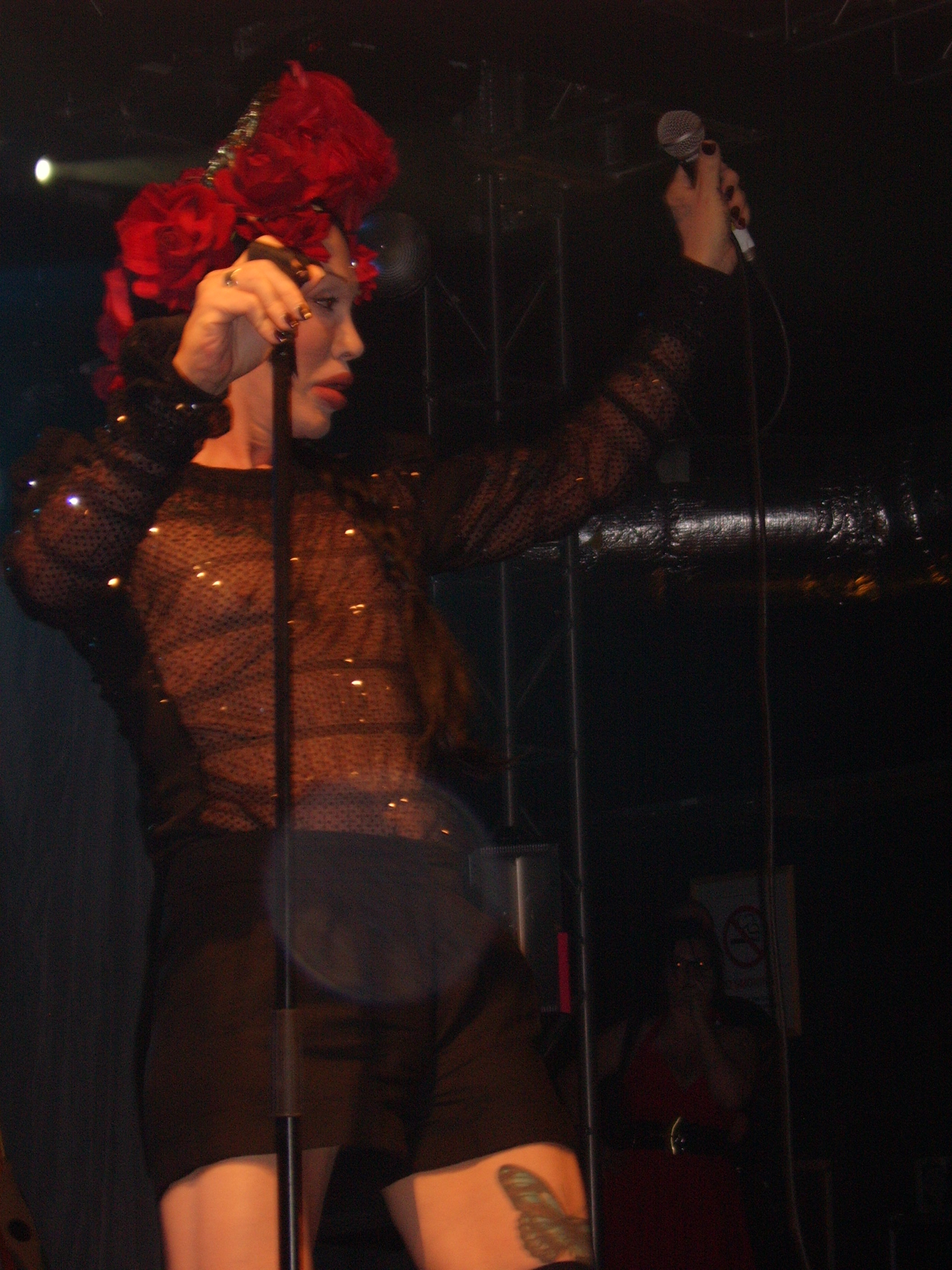
Pete Burns, finaliste de Celebrity Big Brother 4

L'émission a été diffusée du 5 au 17 janvier 2006.
- Trois célébrités sont entrées en tant que guests : Jimmy Savile, Richard Madeley (en) et Judy Finnigan (en) (tous présentateurs de télévision).

| Candidat               | Caractéristique                                                        | Arrivée | Départ  | Statut    |
| ---------------------- | ---------------------------------------------------------------------- | ------- | ------- | --------- |
| Chantelle Houghton     | Non célèbre                                                            | Jour 1  | Jour 23 | Vainqueur |
| Michael Barrymore      | Comédien et animateur TV                                               | Jour 1  | Jour 23 | Deuxième  |
| Maggot (en)            | Rappeur, membre du groupe Goldie Lookin Chain (en)                     | Jour 1  | Jour 23 | Troisième |
| Samuel Preston Preston | Chanteur et musicien, leader du groupe The Ordinary Boys               | Jour 1  | Jour 23 | Quatrième |
| Pete Burns             | Chanteur, ancien membre de Dead or Alive                               | Jour 1  | Jour 23 | Cinquième |
| Traci Bingham          | Mannequin et actrice (Alerte à Malibu)                                 | Jour 1  | Jour 23 | Sixième   |
| Dennis Rodman          | Ancien basketteur                                                      | Jour 1  | Jour 21 | Éliminé   |
| George Galloway        | Homme politique                                                        | Jour 1  | Jour 21 | Éliminé   |
| Rula Lenska (en)       | Comédienne, ancienne épouse de Brian Deacon et de Dennis Waterman (en) | Jour 1  | Jour 16 | Éliminée  |
| Faria Alam (en)        | Ancienne secrétaire de la Fédération anglaise de football              | Jour 1  | Jour 14 | Éliminée  |
| Jodie Marsh            | Mannequin                                                              | Jour 1  | Jour 8  | Éliminée  |

- Chantelle et Preston ont participé à Ultimate Big Brother.
- Traci a participé à The Surreal Life et Celebrity Boot Camp.
- Dennis a participé aux Celebrity Apprentice 2 et 6 ainsi que Celebrity Rehab.

Nominations
|                          | Jour 5                   | Jour 12                  | Jour 15                 | Jour 17                     | Finale Jour 23                                   | Finale Jour 23                                   | Totale vote nomination reçue |
| ------------------------ | ------------------------ | ------------------------ | ----------------------- | --------------------------- | ------------------------------------------------ | ------------------------------------------------ | ---------------------------- |
| Chantelle                | Rula, George             | Dennis, Michael          | Non votante             | George, Dennis              | Vainqueur (Jour 23)                              | Vainqueur (Jour 23)                              | 5                            |
| Michael                  | Dennis, Jodie            | Faria, George            | Non votant              | Dennis, Pete                | Seconde Place (Jour 23)                          | Seconde Place (Jour 23)                          | 3                            |
| Maggot                   | Pete, Jodie              | Faria, Pete              | Non votant              | Pete, George                | Troisième Place (Jour 23)                        | Troisième Place (Jour 23)                        | 1                            |
| Preston                  | George, Faria            | Traci, Dennis            | Traci, Maggot, Rula     | George, Dennis              | Éliminé (Jour 23)                                | Éliminé (Jour 23)                                | 2                            |
| Pete                     | Jodie, George            | Rula, Chantelle          | Non votant              | Traci, Chantelle            | Éliminé (Jour 23)                                | Éliminé (Jour 23)                                | 9                            |
| Traci                    | Jodie, Preston           | George, Michael          | Non votante             | George, Chantelle           | Éliminée (Jour 23)                               | Éliminée (Jour 23)                               | 4                            |
| Dennis                   | Preston, Jodie           | Chantelle, Rula          | Non votant              | Chantelle, Michael          | Éliminé (Jour 21)                                | Éliminé (Jour 21)                                | 8                            |
| George                   | Jodie, Pete              | Traci, Faria             | Traci, Maggot, Rula     | Nommé d'office              | Éliminé (Jour 21)                                | Éliminé (Jour 21)                                | 10                           |
| Rula                     | Dennis, Jodie            | Pete                     | Non votante             | Éliminée (Jour 16)          | Éliminée (Jour 16)                               | Éliminée (Jour 16)                               | 4                            |
| Faria                    | Jodie, Pete              | Pete, Dennis             | Éliminée (Jour 14)      | Éliminée (Jour 14)          | Éliminée (Jour 14)                               | Éliminée (Jour 14)                               | 4                            |
| Jodie                    | Pete, George             | Éliminée (Jour 9)        | Éliminée (Jour 9)       | Éliminée (Jour 9)           | Éliminée (Jour 9)                                | Éliminée (Jour 9)                                | 8                            |
|                          |                          |                          |                         |                             |                                                  |                                                  |                              |
| Soumis au vote du public | George, Jodie, Pete      | Dennis, Faria, Pete      | Maggot, Rula, Traci     | Chantelle, Dennis, George   | Chantelle, Maggot, Michael, Pete, Preston, Traci | Chantelle, Maggot, Michael, Pete, Preston, Traci |                              |
| Éliminé (e)              | Jodie 42 % pour éliminer | Faria 45 % pour éliminer | Rula 50 % pour éliminer | George 65 % pour éliminer   | Traci 5,3 % pour gagner (sur 6)                  | Maggot 23,5 % pour gagner (sur 3)                |                              |
| Éliminé (e)              | Jodie 42 % pour éliminer | Faria 45 % pour éliminer | Rula 50 % pour éliminer | George 65 % pour éliminer   | Pete 13,6 % pour gagner (sur 5)                  | Maggot 23,5 % pour gagner (sur 3)                |                              |
| Éliminé (e)              | Jodie 42 % pour éliminer | Faria 45 % pour éliminer | Rula 50 % pour éliminer | Dennis 23,5 % pour éliminer | Michael 43,6 % pour gagner (sur 2)               |                                                  |                              |
| Éliminé (e)              | Jodie 42 % pour éliminer | Faria 45 % pour éliminer | Rula 50 % pour éliminer | Dennis 23,5 % pour éliminer | Michael 43,6 % pour gagner (sur 2)               | Preston 16,7 % pour gagner (sur 4)               |                              |
| Éliminé (e)              | Jodie 42 % pour éliminer | Faria 45 % pour éliminer | Rula 50 % pour éliminer | Dennis 23,5 % pour éliminer | Chantelle 56,4 % pour gagner                     |                                                  |                              |

### Saison 5 (2007)

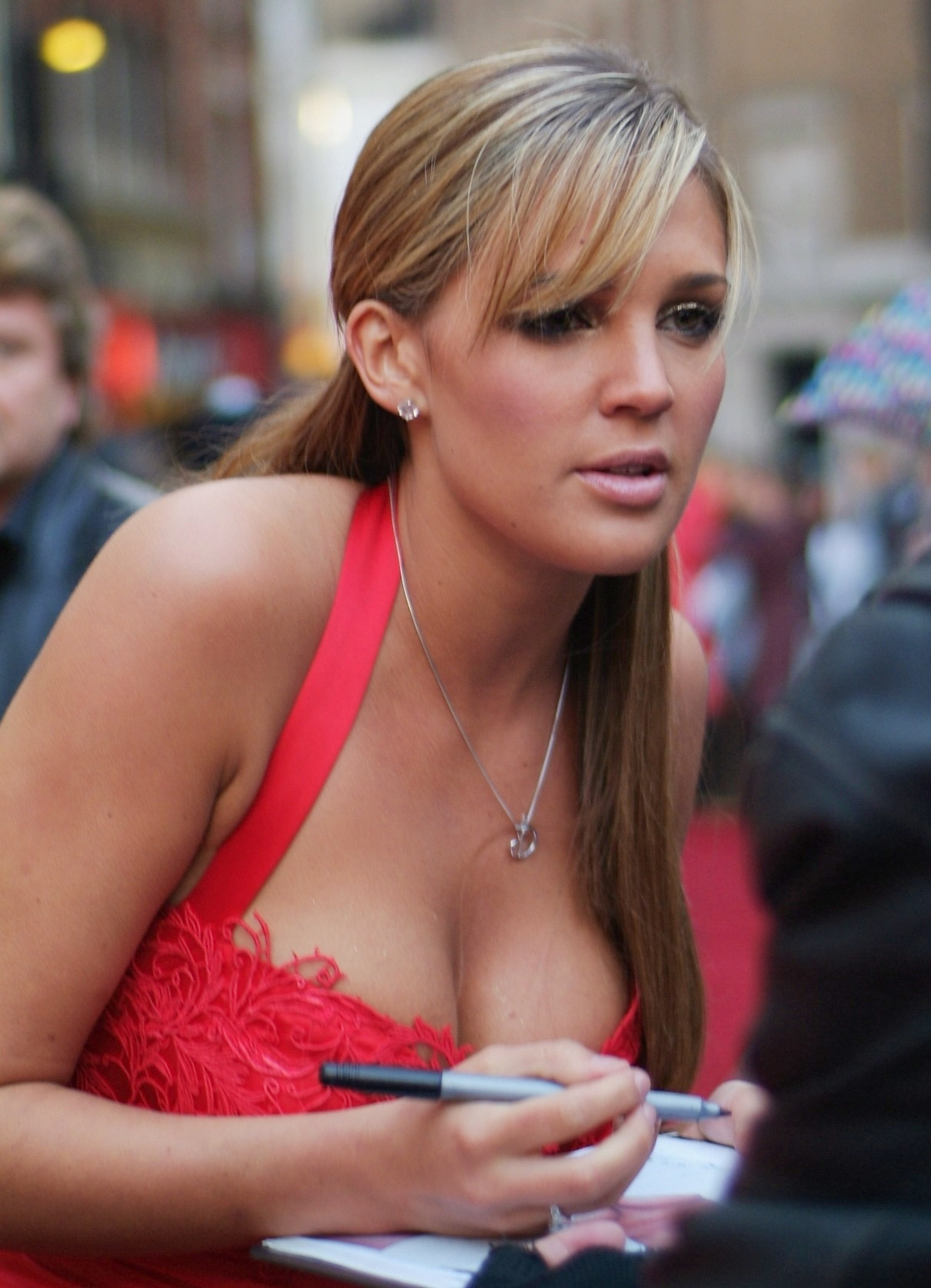
Danielle Lloyd, finaliste de Celebrity Big Brother 5

L'émission a été diffusée du 3 au 28 janvier 2007.

Plan de la maison de la saison 5 en 2007.

- John et Sylvia Caddock sont entrés en tant que guests ; ce sont les parents de Jackiey, et les grands-parents de Jade.
- Cette saison fit scandale à la suite des propos racistes que certains candidats ont tenus envers Shilpa. Des personnalités politiques comme Gordon Brown, Tony Blair ou encore la reine Élisabeth II ont du prendre part au débat autour de l'émission et du racisme[2].

| Candidat             | Caractéristique                                            | Arrivée | Départ  | Statut    |
| Shilpa Shetty        | Actrice indienne                                           | Jour 1  | Jour 26 | Vainqueur |
| Jermaine Jackson     | Ancien membre des Jackson 5                                | Jour 1  | Jour 26 | Deuxième  |
| Dirk Benedict        | Acteur (L'Agence tous risques)                             | Jour 1  | Jour 26 | Troisième |
| Ian "H" Watkins (en) | Chanteur, danseur et acteur, ancien membre du groupe Steps | Jour 1  | Jour 26 | Quatrième |
| Danielle Lloyd       | Mannequin, Miss Angleterre 2004, Miss Grande-Bretagne 2006 | Jour 1  | Jour 26 | Cinquième |
| Jack Tweed           | Mari de Jade                                               | Jour 3  | Jour 26 | Sixième   |
| Cleo Rocos (en)      | Actrice comique                                            | Jour 1  | Jour 24 | Éliminée  |
| Jo O'Meara           | Chanteuse et actrice, ancienne membre du groupe S Club 7   | Jour 1  | Jour 24 | Éliminée  |
| Jade Goody           | Star de télé-réalité                                       | Jour 3  | Jour 17 | Éliminée  |
| Carole Malone (en)   | Chroniqueuse                                               | Jour 1  | Jour 10 | Éliminée  |
| Leo Sayer            | Chanteur                                                   | Jour 1  | Jour 10 | Abandon   |
| Jackiey Budden       | Mère de Jade                                               | Jour 3  | Jour 8  | Éliminée  |
| Ken Russell          | Réalisateur                                                | Jour 1  | Jour 5  | Abandon   |
| Donny Tourette (en)  | Chanteur, membre du groupe Towers of London (en)           | Jour 1  | Jour 3  | Abandon   |

- Jade a participé à de nombreuses émissions de télé-réalité, ayant notamment été finaliste de Big Brother UK en 2002. En 2008 elle est candidate durant deux jours à Bigg Boss 2, présenté par Shilpa Shetty.
- Jermaine a participé à Gone Country.
- Ian est le premier du groupe Steps à participer à CBB, Claire sera candidate lors de la saison 11.

Nominations
|                          | Jour 3                                     | Jour 9                      | Jour 15                   | Jour 21                     | Finale Jour 26                              | Finale Jour 26                              | Totale de vote nomination reçu |
| ------------------------ | ------------------------------------------ | --------------------------- | ------------------------- | --------------------------- | ------------------------------------------- | ------------------------------------------- | ------------------------------ |
| Shilpa                   | Maison Principale                          | Jack, Leo                   | Jade, Jack                | Dirk, Jack                  | Vainqueur (Jour 26)                         | Vainqueur (Jour 26)                         | 9                              |
| Jermaine                 | Maison Principale                          | Jo, Danielle                | Jade, Jo                  | Danielle, Jo                | Seconde place (Jour 26)                     | Seconde place (Jour 26)                     | 2                              |
| Dirk                     | Maison voisine                             | Ian, Jermaine               | Jade, Jermaine            | Cleo, Jo                    | Troisième place (Jour 26)                   | Troisième place (Jour 26)                   | 13                             |
| Ian                      | Maison voisine                             | Leo, Dirk                   | Danielle, Jade            | Cleo, Jo                    | Éliminé (Jour 26)                           | Éliminé (Jour 26)                           | 3                              |
| Danielle                 | Maison voisine                             | Leo, Dirk                   | Shilpa, Dirk              | Dirk, Ian                   | Éliminée (Jour 26)                          | Éliminée (Jour 26)                          | 3                              |
| Jack                     | Maison Principale                          | Shilpa, Dirk                | Shilpa, Dirk              | Dirk, Shilpa                | Éliminé (Jour 26)                           | Éliminé (Jour 26)                           | 5                              |
| Cleo                     | Maison voisine                             | Nommée d'office             | Shilpa, Jade              | Ian, Dirk                   | Éliminée (Jour 24)                          | Éliminée (Jour 24)                          | 2                              |
| Jo                       | Maison voisine                             | Leo, Jack                   | Shilpa, Dirk              | Dirk, Shilpa                | Éliminée (Jour 24)                          | Éliminée (Jour 24)                          | 6                              |
| Jade                     | Maison Principale                          | Shilpa, Dirk                | Shilpa, Dirk              | Éliminée (Jour 17)          | Éliminée (Jour 17)                          | Éliminée (Jour 17)                          | 5                              |
| Carole                   | Maison voisine                             | Nommée d'office             | Éliminée (Jour 10)        | Éliminée (Jour 10)          | Éliminée (Jour 10)                          | Éliminée (Jour 10)                          | 0                              |
| Leo                      | Maison voisine                             | Jack, Jo                    | Abandon (Jour 10)         | Abandon (Jour 10)           | Abandon (Jour 10)                           | Abandon (Jour 10)                           | 4                              |
| Jackiey                  | Maison Principale                          | Éliminée (Jour 8)           | Éliminée (Jour 8)         | Éliminée (Jour 8)           | Éliminée (Jour 8)                           | Éliminée (Jour 8)                           | N/A                            |
| Ken                      | Maison Principale                          | Abandon (Jour 5)            | Abandon (Jour 5)          | Abandon (Jour 5)            | Abandon (Jour 5)                            | Abandon (Jour 5)                            | N/A                            |
| Donny                    | Maison voisine                             | Abandon (Jour 3)            | Abandon (Jour 3)          | Abandon (Jour 3)            | Abandon (Jour 3)                            | Abandon (Jour 3)                            | N/A                            |
|                          |                                            |                             |                           |                             |                                             |                                             |                                |
| Soumis au vote du public | Jack, Jackiey, Jade, Jermaine, Ken, Shilpa | Carole, Dirk, Leo           | Jade, Shilpa              | Cleo, Dirk, Ian, Jo, Shilpa | Danielle, Dirk, Ian, Jack, Jermaine, Shilpa | Danielle, Dirk, Ian, Jack, Jermaine, Shilpa |                                |
| Abandon                  | Donny, Ken                                 | Leo                         | aucun                     | aucun                       | aucun                                       | aucun                                       |                                |
| Éliminé (e)              | Jackiey 4,6 % pour rester                  | Carole 77,4 % pour éliminer | Jade 82,0 % pour éliminer | Jo 48,4 % pour éliminer     | Jack 3,15 % pour gagner (sur 6)             | Dirk 16 % pour gagner (sur 3)               |                                |
| Éliminé (e)              | Jackiey 4,6 % pour rester                  | Carole 77,4 % pour éliminer | Jade 82,0 % pour éliminer | Jo 48,4 % pour éliminer     | Danielle 3,30 % pour gagner (sur 6)         | Dirk 16 % pour gagner (sur 3)               |                                |
| Éliminé (e)              | Jackiey 4,6 % pour rester                  | Carole 77,4 % pour éliminer | Jade 82,0 % pour éliminer | Jo 48,4 % pour éliminer     | Jermaine 37 % pour gagner (sur 2)           |                                             |                                |
| Éliminé (e)              | Jackiey 4,6 % pour rester                  | Carole 77,4 % pour éliminer | Jade 82,0 % pour éliminer | Cleo 27,9 % pour éliminer   | Ian 5,3 % pour gagner (sur 4)               |                                             |                                |
| Éliminé (e)              | Jackiey 4,6 % pour rester                  | Carole 77,4 % pour éliminer | Jade 82,0 % pour éliminer | Cleo 27,9 % pour éliminer   | Shilpa 63 % pour gagner                     |                                             |                                |

### Saison 6 (2009)

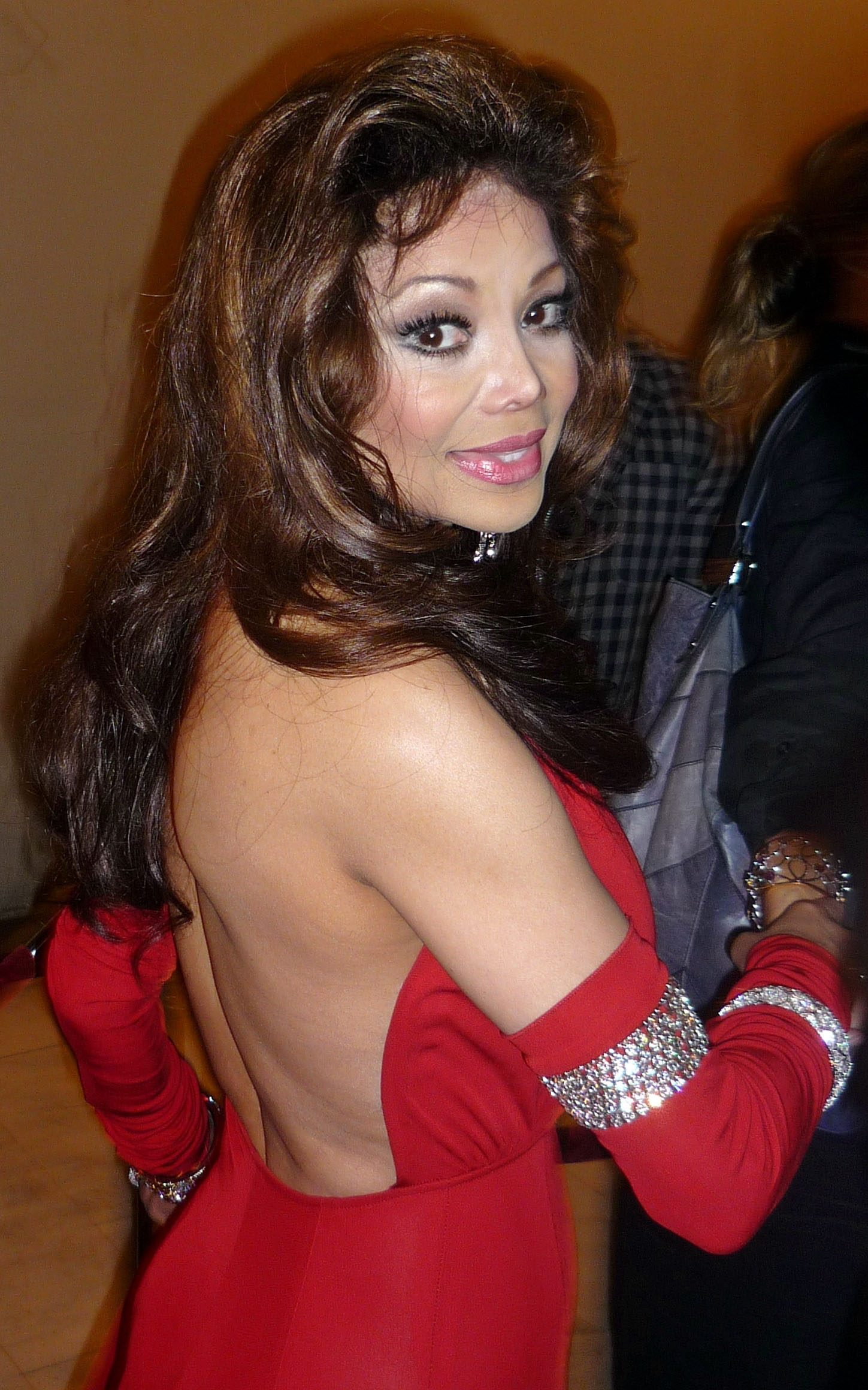
LaToya Jackson, candidate de Celebrity Big Brother 6

En 2008, au lieu de Celebrity Big Brother 2008, il y a eu Big Brother: Celebrity Hijack.
L'émission a été diffusée du 2 au 23 janvier 2009.
- Quatre célébrités sont venues en tant que guests : Michael Barrymore (acteur et humoriste, candidat de la saison 4), Chesney Hawkes (chanteur), Alice Barry et Rebecca Ryan (actrices de la série Shameless), et Nikki Grahame (candidate de Big Brother UK en 2006).

| Candidat             | Caractéristique                                | Arrivée | Départ  | Statut    |
| Ulrika Jonsson (en)  | Ancienne présentatrice météo                   | Jour 1  | Jour 22 | Vainqueur |
| Terry Christian (en) | Animateur de télévision et journaliste         | Jour 1  | Jour 22 | Deuxième  |
| Coolio               | Rappeur et acteur                              | Jour 1  | Jour 22 | Troisième |
| Verne Troyer         | Acteur (Austin Powers, Harry Potter)           | Jour 1  | Jour 22 | Quatrième |
| Ben Adams (en)       | Chanteur, membre du groupe a1                  | Jour 1  | Jour 22 | Cinquième |
| Tommy Sheridan       | Homme politique                                | Jour 1  | Jour 20 | Éliminé   |
| LaToya Jackson       | Chanteuse, membre de la Famille Jackson        | Jour 1  | Jour 20 | Éliminée  |
| Michelle Heaton (en) | Chanteuse, ancienne membre du groupe Liberty X | Jour 1  | Jour 18 | Éliminée  |
| Mutya Buena          | Chanteuse, ancienne membre du groupe Sugababes | Jour 1  | Jour 15 | Abandon   |
| Tina Malone          | Actrice (Shameless)                            | Jour 1  | Jour 15 | Éliminée  |
| Lucy Pinder          | Mannequin glamour                              | Jour 1  | Jour 8  | Éliminée  |

- Ulrika a participé à Dancing one Ice 2 en 2007 et Ultimate Big Brother en 2010.
- Coolio a participé à Ultimate Big Brother en 2010.
- LaToya a participé à The Celebrity Apprentice en 2011 et 2013.
- Michelle a participé à Popstars en 2001 (elle forma avec les 4 autres finalistes le groupe Liberty X (2001-2007, 2008)) et Fáilte Towers en 2008.
- En 2012, Ben participe à Skal Vi Danse 8, la version norvégienne de Danse avec les stars. Il y termine deuxième.
- En 2013, Tina participe à la version anglaise de Splash : le grand plongeon.

Nominations
|                          | Jour 5                  | Jour 12                       | Jour 17                     | Finale Jour 22                                    | Finale Jour 22                                    | Totale vote nomination reçu |
| ------------------------ | ----------------------- | ----------------------------- | --------------------------- | ------------------------------------------------- | ------------------------------------------------- | --------------------------- |
| Ulrika                   | Nommée                  | Ben, La Toya                  | Terry, Tommy                | Vainqueur (Jour 22)                               | Vainqueur (Jour 22)                               | 11                          |
| Terry                    | Ulrika, Lucy, Ben       | Michelle, Ulrika              | Ben, Verne                  | Seconde place (Jour 22)                           | Seconde place (Jour 22)                           | 2                           |
| Coolio                   | Ben pour rester         | Ulrika, Mutya                 | Ulrika, Mutya               | Troisième Place (Jour 22)                         | Troisième Place (Jour 22)                         | 3                           |
| Verne                    | Ben pour rester         | Ulrika, Tina                  | Ulrika, Terry               | Éliminé (Jour 22)                                 | Éliminé (Jour 22)                                 | 2                           |
| Ben                      | Sauvé de la nomination  | Tina, Mutya                   | Ulrika, Coolio              | Éliminé (Jour 22)                                 | Éliminé (Jour 22)                                 | 4                           |
| Tommy                    | Ben pour rester         | Ulrika, Mutya                 | Ulrika, Michelle            | Éliminé (Jour 20)                                 | Éliminé (Jour 20)                                 | 3                           |
| La Toya                  | Ben pour rester         | Ulrika, Michelle              | Ulrika, Michelle            | Éliminée (Jour 20)                                | Éliminée (Jour 20)                                | 1                           |
| Michelle                 | Ben pour rester         | Tina, Coolio                  | Coolio, Tommy               | Éliminée (Jour 18)                                | Éliminée (Jour 18)                                | 6                           |
| Mutya                    | Lucy pour rester        | Tommy, Verne                  | Abandon (Jour 15)           | Abandon (Jour 15)                                 | Abandon (Jour 15)                                 | 3                           |
| Tina                     | Ulrika pour rester      | Michelle, Ben                 | Éliminée (Jour 15)          | Éliminée (Jour 15)                                | Éliminée (Jour 15)                                | 3                           |
| Lucy                     | Nommée                  | Evicted (Day 8)               | Evicted (Day 8)             | Evicted (Day 8)                                   | Evicted (Day 8)                                   | 1                           |
|                          |                         |                               |                             |                                                   |                                                   |                             |
| Soumis au vote du public | Lucy, Ulrika            | Michelle, Mutya, Tina, Ulrika | Michelle, Ulrika            | Ben, Coolio, La Toya, Terry, Tommy, Ulrika, Verne | Ben, Coolio, La Toya, Terry, Tommy, Ulrika, Verne |                             |
| Abandon                  | aucun                   | Mutya                         | aucun                       | aucun                                             | aucun                                             |                             |
| Éliminé (e)              | Lucy 57 % pour éliminer | Tina 38,8 % pour éliminer     | Michelle 67 % pour éliminer | La Toya 6,6 % pour rester (sur 7)                 | Tommy 9,2 % pour rester (sur 7)                   |                             |
| Éliminé (e)              | Lucy 57 % pour éliminer | Tina 38,8 % pour éliminer     | Michelle 67 % pour éliminer | Ben 15,2 % pour gagner (sur 5)                    | Verne 15,8 % pour gagner (sur 5)                  |                             |
| Éliminé (e)              | Lucy 57 % pour éliminer | Tina 38,8 % pour éliminer     | Michelle 67 % pour éliminer | Coolio 25,3 % pour gagner (sur 3)                 | Terry 43,3 % pour gagner (sur 2)                  |                             |
| Éliminé (e)              | Lucy 57 % pour éliminer | Tina 38,8 % pour éliminer     | Michelle 67 % pour éliminer | Ulrika 56,7 % pour gagner                         |                                                   |                             |

### Saison 7 (2010)

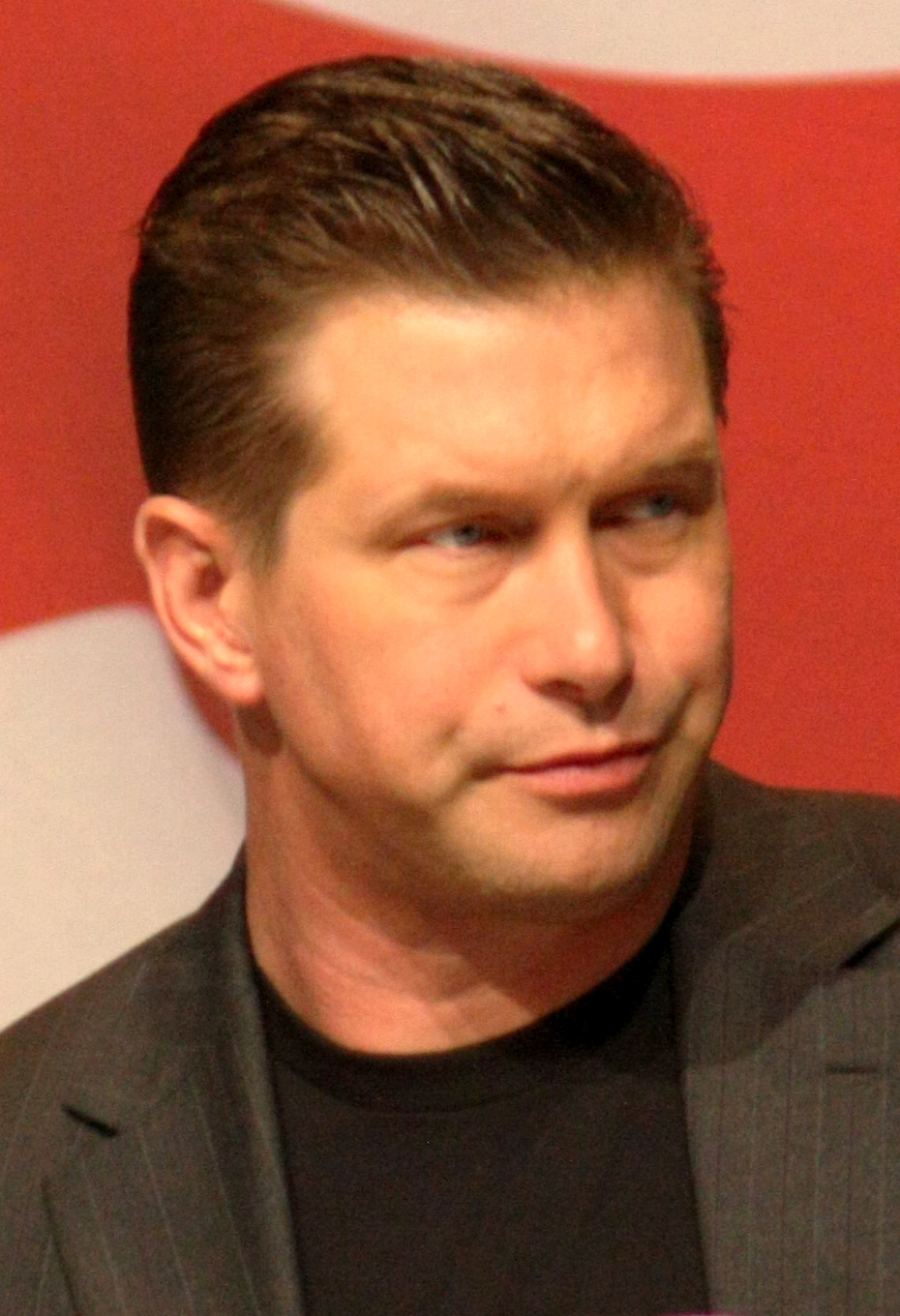
Stephen Baldwin, candidat de Celebrity Big Brother 7

L'émission a été diffusée du 3 au 29 janvier 2010.
- La présentatrice historique de Big Brother, Davina McCall, est rentrée dans la maison lors du 25e jour, déguisée en Nicola, alors que celle-ci venait d'être éliminée en secret.

| Candidat          | Caractéristique                                | Arrivée | Départ  | Statut    |
| ----------------- | ---------------------------------------------- | ------- | ------- | --------- |
| Alex Reid (en)    | Catcheur, petit ami de Katie Price             | Jour 1  | Jour 27 | Vainqueur |
| Dane Bowers (en)  | Chanteur, ex de Katie Price                    | Jour 1  | Jour 27 | Deuxième  |
| Vinnie Jones      | Ancien footballeur, acteur                     | Jour 1  | Jour 27 | Troisième |
| Jonas Altberg     | Chanteur et DJ (sous le pseudonyme Basshunter) | Jour 1  | Jour 27 | Quatrième |
| Stephanie Beacham | Actrice (Dynastie)                             | Jour 1  | Jour 27 | Cinquième |
| Nicola Tappenden  | Mannequin et chanteuse                         | Jour 1  | Jour 25 | Éliminée  |
| Ivana Trump       | Jet setteuse, ancienne épouse de Donald Trump  | Jour 6  | Jour 25 | Éliminée  |
| Sisqó             | Chanteur de R&B                                | Jour 1  | Jour 20 | Éliminé   |
| Stephen Baldwin   | Acteur américain, frère d'Alec Baldwin         | Jour 1  | Jour 20 | Éliminé   |
| Lady Sovereign    | Rappeuse                                       | Jour 1  | Jour 16 | Éliminée  |
| Heidi Fleiss      | Ancienne tenancière de lupanar                 | Jour 1  | Jour 13 | Éliminée  |
| Katia Ivanova     | Ancienne compagne de Ronnie Wood               | Jour 1  | Jour 13 | Éliminée  |

- Stephanie a participé à Strictly Come Dancing.
- Ivana a été invitée en 2010 au Koh-Lanta: Célébrités, et en 2018 à Ballando con le stelle.
- Stephen a participé à The Celebrity Apprentice et I'm a Celebrity... Get Me Out of Here! (avec son frère Daniel, qui lui participe à la saison 16 en 2015).
- Heidi a participé à Celebrity Rehab.

Ce sera la dernière saison de Celebrity Big Brother (UK) sur Channel 4.
Nominations
|                          | Jour 8                     | Jour 14                   | Jour 16                    | Finale Jour 27                                      | Finale Jour 27                                      | Totale de vote nomination reçu |
| ------------------------ | -------------------------- | ------------------------- | -------------------------- | --------------------------------------------------- | --------------------------------------------------- | ------------------------------ |
| Alex                     | Heidi, Lady                | Lady, Sisqó               | Sisqó, Dane                | Vainqueur (Jour 27)                                 | Vainqueur (Jour 27)                                 | 4                              |
| Dane                     | Katia, Stephen             | Lady, Ivana               | Ivana, Stephen             | Seconde place (Jour 27)                             | Seconde place (Jour 27)                             | 4                              |
| Vinnie                   | Heidi, Stephen             | Alex, Nicola              | Sisqó, Alex                | Troisième place (Jour 27)                           | Troisième place (Jour 27)                           | 0                              |
| Jonas                    | Heidi, Sisqó               | Sisqó, Lady               | Ivana, Sisqó               | Éliminé (Jour 27)                                   | Éliminé (Jour 27)                                   | 5                              |
| Stephanie                | Jonas, Katia               | Lady, Jonas               | Stephen, Ivana             | Éliminée (Jour 27)                                  | Éliminée (Jour 27)                                  | 3                              |
| Nicola                   | Sisqó, Katia               | Stephen, Lady             | Stephen, Ivana             | Éliminée (Jour 25)                                  | Éliminée (Jour 25)                                  | 6                              |
| Ivana                    | Immunisée                  | Jonas, Nicola             | Jonas, Stephen             | Éliminée (Jour 25)                                  | Éliminée (Jour 25)                                  | 8                              |
| Sisqó                    | Heidi, Dane                | Ivana, Nicola             | Ivana, Alex                | Éliminé (Jour 20)                                   | Éliminé (Jour 20)                                   | 7                              |
| Stephen                  | Lady Jonas                 | Nicola, Dane              | Nicola, Dane               | Éliminé (Jour 20)                                   | Éliminé (Jour 20)                                   | 7                              |
| Lady                     | Heidi, Alex                | Ivana, Stephanie          | Éliminée (Jour 16)         | Éliminée (Jour 16)                                  | Éliminée (Jour 16)                                  | 8                              |
| Heidi                    | Lady, Stephanie            | Éliminée (Jour 13)        | Éliminée (Jour 13)         | Éliminée (Jour 13)                                  | Éliminée (Jour 13)                                  | 5                              |
| Katia                    | Nicola, Stephanie          | Éliminée (Jour 13)        | Éliminée (Jour 13)         | Éliminée (Jour 13)                                  | Éliminée (Jour 13)                                  | 3                              |
|                          |                            |                           |                            |                                                     |                                                     |                                |
| Soumis au vote du public | Heidi, Katia, Lady         | Lady, Nicola              | Ivana, Sisqó, Stephen      | Alex, Dane, Ivana, Jonas, Nicola, Stephanie, Vinnie | Alex, Dane, Ivana, Jonas, Nicola, Stephanie, Vinnie |                                |
| Éliminé (e)              | Katia 44 % pour éliminer   | Lady 69,5 % pour éliminer | Stephen 50 % pour éliminer | Ivana 5,74 % pour rester (sur 7)                    | Nicola 6 % pour rester (sur 7)                      |                                |
| Éliminé (e)              | Katia 44 % pour éliminer   | Lady 69,5 % pour éliminer | Stephen 50 % pour éliminer | Stephanie 8,6 % pour gagner (sur 5)                 | Jonas 12,8 % pour gagner (sur 5)                    |                                |
| Éliminé (e)              | Heidi 28,6 % pour éliminer | Lady 69,5 % pour éliminer | Sisqó 29 % pour éliminer   | Vinnie 20,2 % pour gagner (sur 3)                   | Dane 34,1 % pour gagner (sur 2)                     |                                |
| Éliminé (e)              | Heidi 28,6 % pour éliminer | Lady 69,5 % pour éliminer | Sisqó 29 % pour éliminer   | Alex 65,9 % pour gagner                             |                                                     |                                |

### Saison 8 (2011)

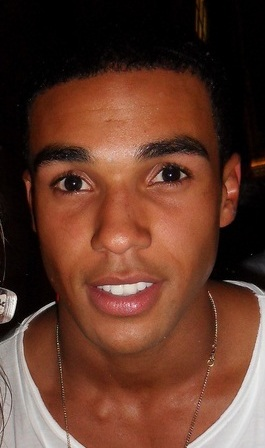
Lucien Laviscount, finaliste de Celebrity Big Brother 8

La chaîne Channel 5 ayant acheté les formats de Big Brother et Celebrity Big Brother, elle diffuse la nouvelle saison entre août et septembre 2011, avant le Big Brother 12 (2011).
La huitième saison a commencé le jeudi 18 août 2011, et s'est terminé le 8 septembre 2011.
- Cette saison, les invités ont été Mohamed Al-Fayed (jour 3), Marco Pierre White (jour 10), Anton Yelchin et Christopher Mintz-Plasse (jour 12), ainsi que Pamela Anderson, le jour de la finale, et qui reste dans la maison pour le lancement de Big Brother 12.
- C'est Pamela, éliminée le jour 14, qui nomme Bobby, Darryn, Lucien et Tara, car elle avait annoncé lors de sa sortie à Brian (le présentateur), qu'elle sauvait de la nomination Amy, Jedward, Kerry et Paddy.

| Candidat           | Caractéristique                                             | Arrivée | Départ  | Statut    |
| ------------------ | ----------------------------------------------------------- | ------- | ------- | --------- |
| Paddy Doherty (en) | Héros de la série documentaire Big Fat Gypsy Weddings (en)  | Jour 1  | Jour 22 | Vainqueur |
| Kerry Katona       | Chanteuse, ancienne leadeuse du groupe Atomic Kitten        | Jour 1  | Jour 22 | Deuxième  |
| Jedward            | Duo de chanteurs jumeaux                                    | Jour 1  | Jour 22 | Troisième |
| Amy Childs         | Vedette de télévision, mannequin                            | Jour 1  | Jour 22 | Quatrième |
| Lucien Laviscount  | Acteur de télévision, mannequin                             | Jour 1  | Jour 22 | Cinquième |
| Darryn Lyons (en)  | Paparazzi et personnalité de la télévision                  | Jour 1  | Jour 22 | Sixième   |
| Bobby Sabel        | Mannequin                                                   | Jour 1  | Jour 22 | Septième  |
| Tara Reid          | Actrice américaine (notamment des films American Pie)       | Jour 1  | Jour 16 | Éliminée  |
| Pamela Bach        | Actrice, ancienne épouse de David Hasselhoff                | Jour 1  | Jour 14 | Éliminée  |
| Sally Bercow (en)  | Épouse de John Bercow, Président de la Chambre des Communes | Jour 1  | Jour 9  | Éliminée  |

- Kerry a remporté le jeu d'aventure I'm a Celebrity… Get Me Out of Here! 3 en 2004 en Angleterre, et a participé à Dancing on Ice 6 (version originale de Skating with the Stars) en 2011.
- Le groupe Jedward (formé de John et Edward Grimes) a participé à The X-Factor 6 en 2009 en Angleterre.
- Amy faisait partie du casting du docu-réalité The Only Way is Essex, mais a quitté le show en 2011 (saisons 1-2).
- David Hasselhoff, l'ancien mari de Pamela a participé comme candidat à Dancing with the Stars (2010) et The Celebrity Apprentice Australia (2012), et comme juge à America's Got Talent (2006-09) et Britain's Got Talent (2011). En 2013 il participe à la version allemande: Promi Big Brother (tout comme Pamela Anderson qui sera invitée).
- L'émission de Paddy est diffusée sur Channel 4, l'ancienne chaîne de Celebrity Big Brother 1-7.
- Darryn participe en 2012 à l'émission australienne Excess Baggage, avec notamment Kevin Federline.
- En janvier 2012, Paddy et Sally sont les héros de l'émission When Paddy Met Sally, sur Channel 5.

Nominations
|                          | Jour 2              | Jour 11           | Jour 14                     | Finale Jour 22                                    | Finale Jour 22                                    | Totale vote nomination reçus |
| ------------------------ | ------------------- | ----------------- | --------------------------- | ------------------------------------------------- | ------------------------------------------------- | ---------------------------- |
| Paddy                    | Non votant          | Bobby, Pamela     | Pas de nominations          | Vainqueur (Jour 22)                               | Vainqueur (Jour 22)                               | 0                            |
| Kerry                    | Bobby, Sally        | Pamela, Tara      | Pas de nominations          | Deuxième (Jour 22)                                | Deuxième (Jour 22)                                | 0                            |
| Jedward                  | Non votants         | Lucien, Darryn    | Pas de nominations          | Troisième (Jour 22)                               | Troisième (Jour 22)                               | 0                            |
| Amy                      | Non votante         | Pamela, Bobby     | Pas de nominations          | Éliminée (Jour 22)                                | Éliminée (Jour 22)                                | 0                            |
| Lucien                   | Non votant          | Pamela, Darryn    | Pas de nominations          | Éliminé (Jour 22)                                 | Éliminé (Jour 22)                                 | 1                            |
| Darryn                   | Non votant          | Pamela, Tara      | Pas de nominations          | Éliminé (Jour 22)                                 | Éliminé (Jour 22)                                 | 5                            |
| Bobby                    | Non votant          | Pamela, Darryn    | Pas de nominations          | Éliminé (Jour 22)                                 | Éliminé (Jour 22)                                 | 4                            |
| Tara                     | Non votante         | Pamela, Darryn    | Pas de nominations          | Éliminée (Jour 16)                                | Éliminée (Jour 16)                                | 2                            |
| Pamela                   | Non votante         | Darryn, Bobby     | Éliminée (Jour 14)          | Éliminée (Jour 14)                                | Éliminée (Jour 14)                                | 7                            |
| Sally                    | Non votante         | Éliminée (Jour 9) | Éliminée (Jour 9)           | Éliminée (Jour 9)                                 | Éliminée (Jour 9)                                 | 1                            |
|                          |                     |                   |                             |                                                   |                                                   |                              |
| Soumis au vote du public | Bobby, Kerry, Sally | Darryn, Pamela    | Bobby, Darryn, Lucien, Tara | Amy, Bobby, Darryn, Jedward, Kerry, Lucien, Paddy | Amy, Bobby, Darryn, Jedward, Kerry, Lucien, Paddy |                              |
| Éliminé (e) s            | Sally               | Pamela            | Tara                        | Bobby pour gagner (sur 7)                         | Darryn pour gagner (sur 6)                        |                              |
| Éliminé (e) s            | Sally               | Pamela            | Tara                        | Lucien pour gagner (sur 5)                        | Amy pour gagner (sur 4)                           |                              |
| Éliminé (e) s            | Sally               | Pamela            | Tara                        | Jedward pour gagner (sur 3)                       | Kerry pour gagner (sur 3)                         |                              |
| Éliminé (e) s            | Sally               | Pamela            | Tara                        | Paddy pour gagner (sur 3)                         |                                                   |                              |

### Saison 9 (2012)

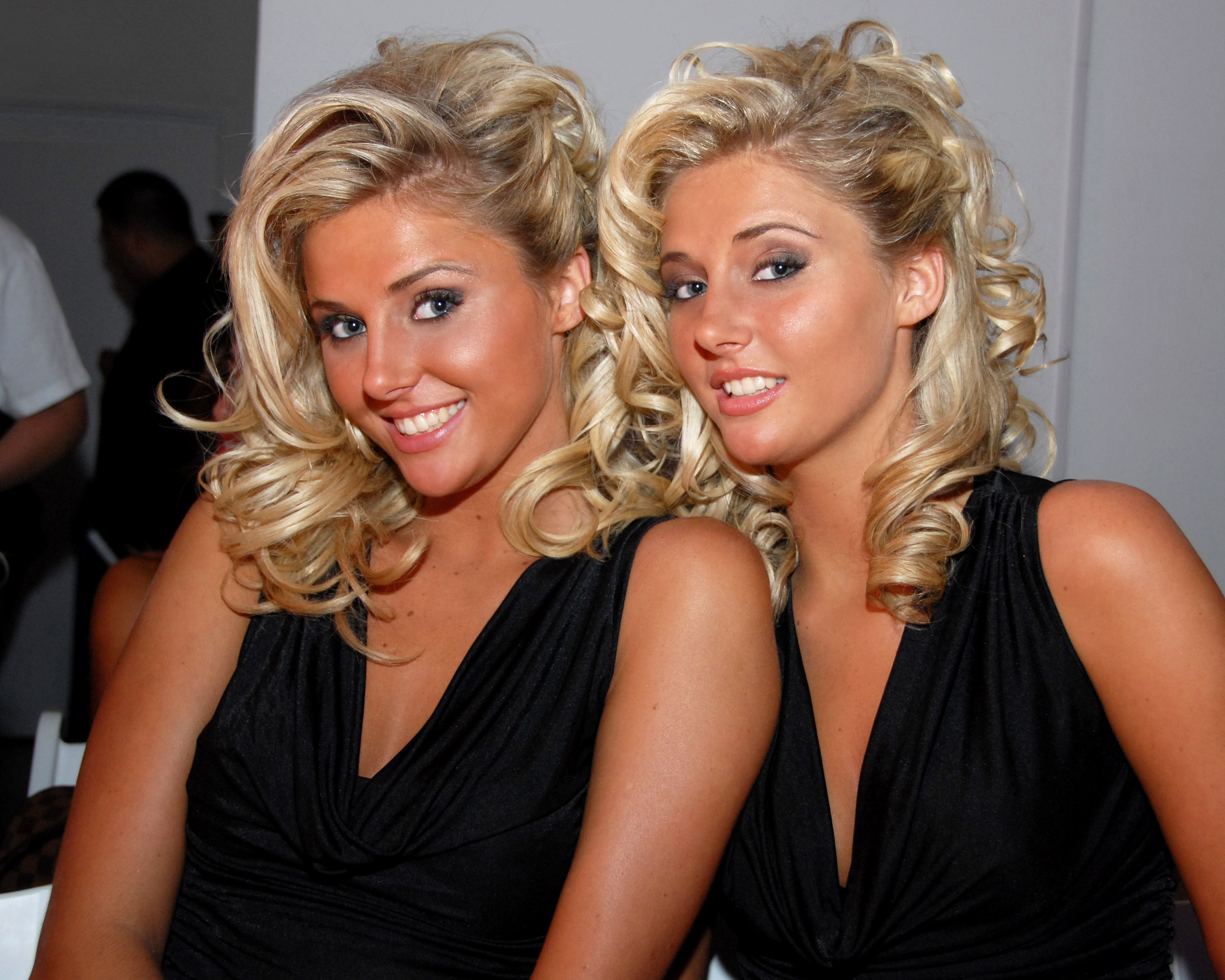
Kristina et Karissa Shannon, finalistes de Celebrity Big Brother 9

La saison 9 est diffusée entre les 5 et 27 janvier 2012.
- Cette saison, les invités ont été Jodie Marsh (candidate de la saison 4), Aldo Zilli (en) (célèbre cuisinier) et le duo Jedward (candidats à la saison 8).

| Candidat                    | Caractéristique                                                | Arrivée | Départ  | Statut     |
| --------------------------- | -------------------------------------------------------------- | ------- | ------- | ---------- |
| Denise Welch (en)           | Actrice, danseuse et animatrice de télévision                  | Jour 1  | Jour 23 | Vainqueur  |
| Frankie Cocozza (en)        | Chanteur découvert par The X Factor                            | Jour 1  | Jour 23 | Deuxième   |
| Gareth Thomas               | Ancien joueur de rugby à XV                                    | Jour 1  | Jour 23 | Troisième  |
| Michael Madsen              | Acteur                                                         | Jour 1  | Jour 23 | Quatrième  |
| Kristina et Karissa Shannon | Playmates (jumelles) et vedettes de télévision                 | Jour 1  | Jour 23 | Cinquièmes |
| Romeo Dunn (en)             | Rappeur, membre du groupe So Solid Crew (en)                   | Jour 1  | Jour 21 | Éliminé    |
| Nicola McLean (en)          | Ancienne mannequin glamour, épouse du footballeur Tom Williams | Jour 1  | Jour 21 | Éliminée   |
| Natalie Cassidy (en)        | Actrice de télévision (EastEnders)                             | Jour 1  | Jour 16 | Éliminée   |
| Kirk Norcross (en)          | Promoteur de night club et vedette de télévision               | Jour 1  | Jour 16 | Éliminé    |
| Georgiá Sálpa               | Mannequin glamour                                              | Jour 1  | Jour 14 | Éliminée   |
| Natasha Giggs               | Belle-sœur du footballeur Ryan Giggs                           | Jour 1  | Jour 9  | Éliminée   |
| Andrew Stone                | Danseur et vedette de télévision                               | Jour 1  | Jour 7  | Éliminé    |

- Natalie a participé en 2009 à Strictly Come Dancing 7.
- Andrew est un des héros de l'émission de danse Pineapple Dance Studios depuis 2010.
- Kristina et Karissa Shannon sont des jumelles américaines qui faisaient partie de l'émission Les Girls de Playboy entre 2009 et 2010.
- Frankie a participé à The X-Factor 8 en 2011.
- Nicola a participé en 2008 à l'émission I'm a Celebrity... Get Me Out of Here ! 8.
- Kirk a participé au show The Only Way Is Essex (comme Amy Childs de la saison 8).
- Denise a participé à Dancing one Ice 6 en 2011 (avec notamment Kerry Katona de la saison 8), et elle est une des animatrices de Loose Women (en) depuis 2005, comme Coleen de la saison 10 l'a été entre 1999 et 2012

Nominations
|                            | Jour 4           | Jour 7           | Jour 11           | Jour 14                                                       | Final Jour 23                                          | Final Jour 23                                          | Totale vote nomination reçus |
| -------------------------- | ---------------- | ---------------- | ----------------- | ------------------------------------------------------------- | ------------------------------------------------------ | ------------------------------------------------------ | ---------------------------- |
| Denise                     | Georgia, Michael | Non votante      | Michael, Georgia  | Michael, K & K                                                | Vainqueur (Jour 23)                                    | Vainqueur (Jour 23)                                    | 2                            |
| Frankie                    | Andrew, K & K    | Non votant       | Georgia, K & K    | K & K, Romeo                                                  | Deuxième (Jour 23)                                     | Deuxième (Jour 23)                                     | 3                            |
| Gareth                     | Georgia, Andrew  | Non votant       | Georgia, K & K    | K & K, Michael                                                | Troisième (Jour 23)                                    | Troisième (Jour 23)                                    | 1                            |
| Michael                    | Andrew, Gareth   | Non votant       | Denise, Georgia   | Denise, Nicola                                                | Éliminé (Jour 23)                                      | Éliminé (Jour 23)                                      | 13                           |
| K & K (Kristina & Karissa) | Nicola, Frankie  | Non votantes     | Michael, Kirk     | Kirk, Natalie                                                 | Éliminées (Jour 23)                                    | Éliminées (Jour 23)                                    | 13                           |
| Romeo                      | Georgia, Natasha | Non votant       | Georgia, Michael  | Frankie, Michael                                              | Éliminé (Jour 21)                                      | Éliminé (Jour 21)                                      | 1                            |
| Nicola                     | Georgia, K & K   | Non votante      | Georgia, Michael  | Michael, K & K                                                | Éliminée (Jour 21)                                     | Éliminée (Jour 21)                                     | 4                            |
| Natalie                    | Georgia, Andrew  | Non votante      | Georgia, Michael  | Michael, K & K                                                | Éliminée (Jour 16)                                     | Éliminée (Jour 16)                                     | 1                            |
| Kirk                       | K & K, Andrew    | Non votant       | K & K, Georgia    | Michael, K & K                                                | Éliminé (Jour 16)                                      | Éliminé (Jour 16)                                      | 3                            |
| Georgia                    | Nicola, Andrew   | Nicola, Natasha  | Michael, Kirk     | Éliminée (Jour 14)                                            | Éliminée (Jour 14)                                     | Éliminée (Jour 14)                                     | 13                           |
| Natasha                    | K & K, Andrew    | Non votante      | Éliminée (Jour 9) | Éliminée (Jour 9)                                             | Éliminée (Jour 9)                                      | Éliminée (Jour 9)                                      | 3                            |
| Andrew                     | Natasha, Frankie | Éliminé (Jour 7) | Éliminé (Jour 7)  | Éliminé (Jour 7)                                              | Éliminé (Jour 7)                                       | Éliminé (Jour 7)                                       | 7                            |
|                            |                  |                  |                   |                                                               |                                                        |                                                        |                              |
| Nommé (e) s                | Andrew, Georgia  | Natasha, Nicola  | Georgia, Michael  | Denise, Frankie, K & K, Kirk, Michael, Natalie, Nicola, Romeo | Denise, Frankie, Gareth, K & K, Michael, Nicola, Romeo | Denise, Frankie, Gareth, K & K, Michael, Nicola, Romeo |                              |
| Éliminé (e) s              | Andrew           | Natasha          | Georgia           | Kirk                                                          | Nicola (sur 7)                                         | Romeo (sur 6)                                          |                              |
| Éliminé (e) s              | Andrew           | Natasha          | Georgia           | Kirk                                                          | K & K (sur 5)                                          | Michael (sur 4)                                        |                              |
| Éliminé (e) s              | Andrew           | Natasha          | Georgia           | Natalie                                                       | Gareth (sur 3)                                         | Frankie (sur 2)                                        |                              |
| Éliminé (e) s              | Andrew           | Natasha          | Georgia           | Natalie                                                       | Denise Plus de votes pour gagner                       |                                                        |                              |

### Saison 10 (2012)

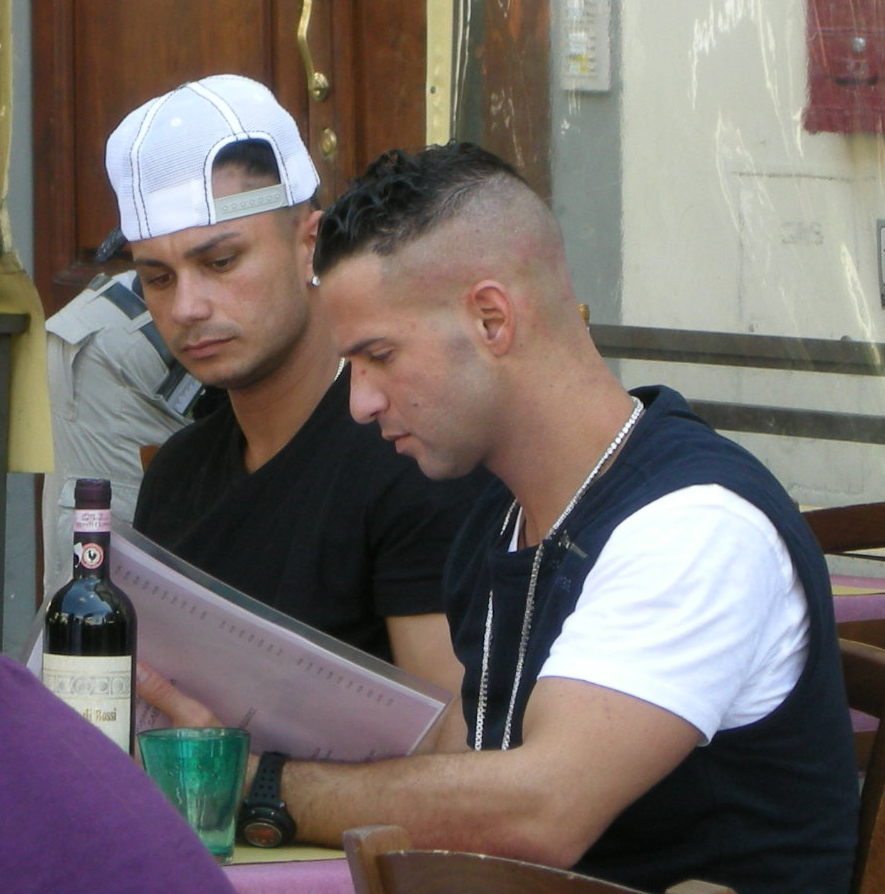
Michael "Mike" Sorrentino (à droite), finaliste de Celebrity Big Brother 10

La saison 10 est diffusée du 15 août au 7 septembre 2012.
- Le jour 11, Marilyn Galsworthy, la mère de Jasmine, est entrée dans la maison avec une mission: faire croire qu'elle est une nouvelle candidate. Jasmine quant à elle était dans une loge, cachée, pour guider sa mère.
- Le jour 15, après l'élimination de Rhian, les célébrités doivent de nouveau nommer certaines d'entre elles. The Situation parlera par la suite des nominations. Big Brother décidera d'annuler ces votes (Coleen et Danica) et de le bannir des prochaines nominations (il ne pourra donc pas nommer). Cela ne change rien pour les votes, puisque c'est toujours Coleen, Danica et Samantha qui ont le plus de voix pour l'expulsion du public du jour 17.
- Le jour 22 Lorenzo et Julie sont les derniers éliminés avant la finale. Lorenzo aura été le seul homme à être éliminé, et Coleen la dernière candidate encore dans la maison le soir de la finale.

| Candidat                       | Caractéristique                                                                                 | Arrivée | Départ  | Statut    |
| ------------------------------ | ----------------------------------------------------------------------------------------------- | ------- | ------- | --------- |
| Julian Clary                   | Comédien et romancier                                                                           | Jour 1  | Jour 24 | Vainqueur |
| Coleen Nolan                   | Chanteuse, membre du groupe The Nolans, animatrice de télévision et écrivaine                   | Jour 1  | Jour 24 | Deuxième  |
| Martin Kemp                    | Musicien, membre du groupe Spandau Ballet et acteur                                             | Jour 1  | Jour 24 | Troisième |
| Michael "Mike" Sorrentino (en) | Personnalité de télévision, connue sous le surnom "The Situation" dans Bienvenue à Jersey Shore | Jour 1  | Jour 24 | Quatrième |
| Ashley McKenzie (en)           | Judoka, qualifié aux JO de Londres                                                              | Jour 1  | Jour 24 | Cinquième |
| Harvey (en)                    | Rappeur, ancien membre du groupe So Solid Crew (en), ancien mari d'Alesha Dixon                 | Jour 1  | Jour 24 | Sixième   |
| Julie Goodyear (en)            | Actrice, anciennement dans Coronation Street                                                    | Jour 1  | Jour 22 | Éliminée  |
| Lorenzo Borghese (en)          | Prince membre de la Famille Borghese                                                            | Jour 1  | Jour 22 | Éliminé   |
| Danica Thrall (en)             | Mannequin glamour et vedette de télévision                                                      | Jour 1  | Jour 17 | Éliminée  |
| Samantha Brick (en)            | Journaliste au Daily Mail                                                                       | Jour 1  | Jour 17 | Éliminée  |
| Rhian Sugden (en)              | Mannequin glamour et animatrice de télévision                                                   | Jour 1  | Jour 15 | Éliminée  |
| Cheryl Fergison (en)           | Actrice, anciennement dans EastEnders                                                           | Jour 1  | Jour 10 | Éliminée  |
| Jasmine Lennard (en)           | Mannequin                                                                                       | Jour 1  | Jour 8  | Éliminée  |

- Michael "Mike" a participé en 2010 à Dancing with the Stars au côté notamment de David Hasselhoff, l'ex mari de Pamela de la saison 8.
- Lorenzo a été le héros de The Bachelor 9 en 2006.
- Jasmine a eu un enfant en 2010 avec Seth Binzer qui a participé à Celebrity Rehab saisons 1 et 2.
- Michael "MC" Harvey est le deuxième membre des So Solid Crew (en), après Romeo de la saison 9 en janvier 2012. Son ex femme, Alesha Dixon, a remporté Strictly Come Dancing 5 en 2007. Entre 2009 et 2011, elle est juge, mais à partir de 2012, elle rejoint le panel de Britain's Got Talent.
- Julian a fini troisième en 2004 à Strictly Come Dancing.
- Coleen était une des animatrices de Loose Women (en) entre 1999 et 2012, comme Denise la gagnante de la saison 9. Elle a également participé à Dancing on Ice 4 en 2009 aux côtés de Melinda et Jeremy des saisons 2 et 3.

Nominations
|                                    | Jour 3                             | Jour 8                                                | Jour 12                                | Jour 15                                     | Jour 19                                           | Finale Jour 24                                        | Finale Jour 24                                        | Totale vote nomination reçus |  |
| ---------------------------------- | ---------------------------------- | ----------------------------------------------------- | -------------------------------------- | ------------------------------------------- | ------------------------------------------------- | ----------------------------------------------------- | ----------------------------------------------------- | ---------------------------- |  |
| Julian                             | The Situation                      | The Situation, Prince Lorenzo                         | Samantha, Prince Lorenzo               | Samantha, The Situation                     | Prince Lorenzo, Martin                            | Vainqueur (Jour 24)                                   | Vainqueur (Jour 24)                                   | 9                            |  |
| Coleen                             | Rhian                              | The Situation, Julie                                  | The Situation, Samantha                | Samantha, The Situation                     | Julie, Martin                                     | Deuxième Place (Jour 24)                              | Deuxième Place (Jour 24)                              | 9                            |  |
| Martin                             | Jasmine                            | Coleen, Rhian                                         | Danica, Harvey                         | Samantha, Julian                            | Julie, Julian                                     | Troisième Place (Jour 24)                             | Troisième Place (Jour 24)                             | 6                            |  |
| The Situation (Michael Sorrentino) | Coleen                             | Coleen, Cheryl                                        | Danica, Prince Lorenzo                 | Coleen, Danica                              | Banni                                             | Éliminé (Jour 24)                                     | Éliminé (Jour 24)                                     | 10                           |  |
| Ashley                             | Prince Lorenzo                     | Danica, Julian                                        | Danica, Rhian                          | Danica, Coleen                              | Julie, Martin                                     | Éliminé (Jour 24)                                     | Éliminé (Jour 24)                                     | 1                            |  |
| Harvey                             | Danica                             | Danica, Julian                                        | Danica, Coleen                         | Danica, Prince Lorenzo                      | Prince Lorenzo, Martin                            | Éliminé (Jour 24)                                     | Éliminé (Jour 24)                                     | 2                            |  |
| Julie                              | Coleen                             | Prince Lorenzo, Coleen                                | Rhian, Danica                          | Danica, Coleen                              | The Situation, Prince Lorenzo                     | Éliminée (Jour 22)                                    | Éliminée (Jour 22)                                    | 7                            |  |
| Prince Lorenzo (Lorenzo Borghese)  | Jasmine                            | Cheryl, Julian                                        | Julian, The Situation                  | Julian, Julie                               | Julie, Harvey                                     | Éliminé (Jour 22)                                     | Éliminé (Jour 22)                                     | 10                           |  |
| Danica                             | Jasmine                            | Julian, Prince Lorenzo                                | Martin, Samantha                       | Samantha, Ashley                            | Éliminée (Jour 17)                                | Éliminée (Jour 17)                                    | Éliminée (Jour 17)                                    | 14                           |  |
| Samantha                           | Rhian                              | Julian, Rhian                                         | Rhian, Danica                          | Coleen, Danica                              | Éliminée (Jour 17)                                | Éliminée (Jour 17)                                    | Éliminée (Jour 17)                                    | 9                            |  |
| Rhian                              | Martin                             | Samantha, Cheryl                                      | Martin, The Situation                  | Éliminée (Jour 15)                          | Éliminée (Jour 15)                                | Éliminée (Jour 15)                                    | Éliminée (Jour 15)                                    | 8                            |  |
| Cheryl                             | Rhian                              | The Situation, Samantha                               | Éliminée (Jour 10)                     | Éliminée (Jour 10)                          | Éliminée (Jour 10)                                | Éliminée (Jour 10)                                    | Éliminée (Jour 10)                                    | 3                            |  |
| Jasmine                            | Danica                             | Éliminée (Jour 8)                                     | Invitée (Jour 11)                      |                                             |                                                   |                                                       |                                                       | 3                            |  |
|                                    |                                    |                                                       |                                        |                                             |                                                   |                                                       |                                                       |                              |  |
| Nommé (e) s                        | Jasmine, Rhian                     | Cheryl, Coleen, Julian, Prince Lorenzo, The Situation | Danica, Rihan, Samantha, The Situation | Coleen, Danica, Samantha                    | Julie, Martin, Prince Lorenzo                     | Ashley, Coleen, Harvey, Julian, Martin, The Situation | Ashley, Coleen, Harvey, Julian, Martin, The Situation |                              |  |
| Éliminé (e) s                      | Jasmine Moins de votes pour rester | Cheryl Moins de votes (sur 3) pour rester             | Rhian Moins de votes pour rester       | Samantha Moins de votes (sur 3) pour rester | Prince Lorenzo Moins de votes (sur 3) pour rester | Harvey Moins de votes (sur 6)                         | The Situation Moins de votes (sur 4)                  |                              |  |
| Éliminé (e) s                      | Jasmine Moins de votes pour rester | Cheryl Moins de votes (sur 3) pour rester             | Rhian Moins de votes pour rester       | Samantha Moins de votes (sur 3) pour rester | Prince Lorenzo Moins de votes (sur 3) pour rester | Ashley Moins de votes (sur 5)                         | The Situation Moins de votes (sur 4)                  |                              |  |
| Éliminé (e) s                      | Jasmine Moins de votes pour rester | Cheryl Moins de votes (sur 3) pour rester             | Rhian Moins de votes pour rester       | Danica Moins de votes (sur 2) pour rester   | Julie Moins de votes (sur 2) pour rester          | Martin Moins de votes (sur 3)                         | Coleen Moins de votes (sur 2)                         |                              |  |
| Éliminé (e) s                      | Jasmine Moins de votes pour rester | Cheryl Moins de votes (sur 3) pour rester             | Rhian Moins de votes pour rester       | Danica Moins de votes (sur 2) pour rester   | Julie Moins de votes (sur 2) pour rester          | Julian Plus de votes pour gagner                      |                                                       |                              |  |

### Saison 11 (2013)

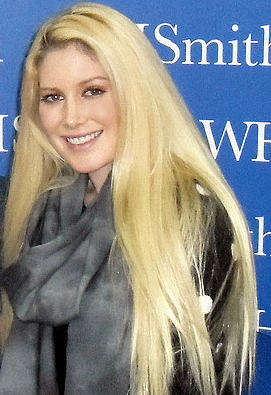
Heidi Montag, finaliste de Celebrity Big Brother 11 (en duo avec son mari Spencer Pratt)

La saison 11 est diffusée du 3 au 26 janvier 2013.
- Le jour du lancement de Celebrity Big Brother 11, Big Brother donne à Frankie et Rylan comme mission de désigner qui entre dans la maison principale, ou dans la maison en sous-sol (sans aucun luxe). Paula, Razor, Ryan, Sam, et Heidi et Spencer sont choisis pour descendre directement au sous-sol. Mais le jour 2, Paula tombe malade et intègre donc la maison, et Frankie est choisi par les habitants de la maison pour aller au sous-sol en échange du couple "Speidi".
- Le jour 7, après que Paula a été éliminée de la maison, Big Brother donne une mission secrète à Speidi (Heid et Spencer). Ils doivent faire semblant d'abandonner l'aventure. Les autres candidats pensent que le couple américain a réellement quitté la maison car en 2009 ils avaient déjà abandonné deux fois l'émission I'm a Celebrity…. En réalité ils sont enfermés dans la maison secrète, d'où ils peuvent tout espionner. Le jour 9, après l'élimination de Sam, ils réintègrent la maison principale.
- Le jour 14, après l'élimination de Lacey, Razor et Ryan discutent des nominations. Big Brother décide de nommer l'ensemble des célébrités pour l'élimination de vendredi.

| Candidat                      | Caractéristique                                        | Arrivée | Départ  | Statut    |
| ----------------------------- | ------------------------------------------------------ | ------- | ------- | --------- |
| Rylan Clark                   | Mannequin et chanteur                                  | Jour 1  | Jour 23 | Vainqueur |
| Heidi Montag et Spencer Pratt | Vedettes de télévision                                 | Jour 1  | Jour 23 | Deuxièmes |
| Ryan Moloney (en)             | Acteur                                                 | Jour 1  | Jour 23 | Troisième |
| Claire Richards               | Chanteuse et danseuse, ancienne membre du groupe Steps | Jour 1  | Jour 23 | Quatrième |
| Neil "Razor" Ruddock          | Ancien footballeur et personnalité de télévision       | Jour 1  | Jour 23 | Cinquième |
| Tricia Penrose                | Actrice et chanteuse                                   | Jour 1  | Jour 21 | Éliminée  |
| Frankie Dettori               | Jockey                                                 | Jour 1  | Jour 21 | Éliminé   |
| Gillian Taylforth             | Actrice                                                | Jour 1  | Jour 16 | Éliminée  |
| Lacey Banghard                | Mannequin glamour                                      | Jour 1  | Jour 14 | Éliminée  |
| Sam Robertson (en)            | Acteur et mannequin                                    | Jour 1  | Jour 9  | Éliminé   |
| Paula Hamilton (en)           | Ancienne mannequin                                     | Jour 1  | Jour 7  | Éliminée  |

- Rylan a été un des candidats de The X Factor UK en 2012.
- Paula a été jurée dans Britain's Next Top Model entre 2006 et 2007.
- Claire est la deuxième membre du groupe Steps à participer à CBB, Ian été candidat lors de la saison 5.
- Heidi et Spencer ont été les vedettes de The Hills entre 2006 et 2010, et candidats à I'm a Celebrity... Get Me Out of Here ! 2 en 2009 (comme Stephen de la saison 7, Daniel et Janice de la saison 16). Pour Celebrity Big Brother ils forment le duo "Speidi".
- Neil a participé à la saison 3 de I'm a Celebrity... Get Me Out of Here ! UK, comme Katie Price de la saison 15, Kerry Katona de la saison 8. À noter qu'Alex Best a été la belle-mère de Calum des saisons 15 et 19.

Nominations
|                 | Jour 4                           | Jour 7                         | Jour 11                               | Jour 14                                                               | Final Jour 23                                                | Final Jour 23                                                | Totale vote pour nommer |  |
| --------------- | -------------------------------- | ------------------------------ | ------------------------------------- | --------------------------------------------------------------------- | ------------------------------------------------------------ | ------------------------------------------------------------ | ----------------------- |  |
| Rylan           | Heidi & Spencer, Lacey           | Sam, Ryan                      | Heidi & Spencer, Lacey                | Pas de nominations                                                    | Vainqueur (Jour 23)                                          | Vainqueur (Jour 23)                                          | 3                       |  |
| Heidi & Spencer | Rylan, Gillian                   | Pièce secrète                  | Claire, Rylan                         | Pas de nominations                                                    | Deuxièmes (Jour 23)                                          | Deuxièmes (Jour 23)                                          | 18                      |  |
| Ryan            | Paula, Heidi & Spencer           | Sam, Rylan                     | Heidi & Spencer, Razor                | Pas de nominations                                                    | Troisième (Jour 23)                                          | Troisième (Jour 23)                                          | 5                       |  |
| Claire          | Heidi & Spencer, Paula           | Sam, Ryan                      | Heidi & Spencer, Lacey                | Pas de nominations                                                    | Éliminée (Jour 23)                                           | Éliminée (Jour 23)                                           | 3                       |  |
| Razor           | Heidi & Spencer, Lacey           | Lacey, Sam                     | Heidi & Spencer, Lacey                | Pas de nominations                                                    | Éliminé (Jour 23)                                            | Éliminé (Jour 23)                                            | 5                       |  |
| Tricia          | Heidi & Spencer, Sam             | Sam, Razor                     | Heidi & Spencer, Lacey                | Pas de nominations                                                    | Éliminée (Jour 21)                                           | Éliminée (Jour 21)                                           | 1                       |  |
| Frankie         | Heidi & Spencer, Paula           | Ryan, Razor                    | Lacey, Heidi & Spencer                | Pas de nominations                                                    | Éliminé (Jour 21)                                            | Éliminé (Jour 21)                                            | 0                       |  |
| Gillian         | Paula, Heidi & Spencer           | Sam, Ryan                      | Heidi & Spencer, Lacey                | Pas de nominations                                                    | Éliminée (Jour 16)                                           | Éliminée (Jour 16)                                           | 2                       |  |
| Lacey           | Heidi & Spencer, Claire          | Razor, Ryan                    | Razor, Heidi & Spencer                | Éliminée (Jour 14)                                                    | Éliminée (Jour 14)                                           | Éliminée (Jour 14)                                           | 9                       |  |
| Sam             | Heidi & Spencer, Gillian         | Claire, Tricia                 | Éliminé (Jour 9)                      | Éliminé (Jour 9)                                                      | Éliminé (Jour 9)                                             | Éliminé (Jour 9)                                             | 8                       |  |
| Paula           | Heidi & Spencer, Sam             | Éliminée (Jour 7)              | Éliminée (Jour 7)                     | Éliminée (Jour 7)                                                     | Éliminée (Jour 7)                                            | Éliminée (Jour 7)                                            | 4                       |  |
|                 |                                  |                                |                                       |                                                                       |                                                              |                                                              |                         |  |
| Nommé (e) s     | Frankie, Heidi & Spencer, Paula  | Ryan, Sam                      | Claire, Heidi & Spencer, Lacey, Rylan | Claire, Frankie, Gillian, Heidi & Spencer, Razor, Ryan, Rylan, Tricia | Claire, Frankie, Heidi & Spencer, Razor, Ryan, Rylan, Tricia | Claire, Frankie, Heidi & Spencer, Razor, Ryan, Rylan, Tricia |                         |  |
| Éliminé (e) s   | Paula Moins de votes pour rester | Sam Moins de votes pour rester | Lacey Moins de votes pour rester      | Gillian Moins de votes pour rester                                    | Frankie Moins de votes (sur 7)                               | Tricia Moins de votes (sur 6)                                |                         |  |
| Éliminé (e) s   | Paula Moins de votes pour rester | Sam Moins de votes pour rester | Lacey Moins de votes pour rester      | Gillian Moins de votes pour rester                                    | Razor Moins de votes (sur 5)                                 | Claire Moins de votes (sur 4)                                |                         |  |
| Éliminé (e) s   | Paula Moins de votes pour rester | Sam Moins de votes pour rester | Lacey Moins de votes pour rester      | Gillian Moins de votes pour rester                                    | Ryan Moins de votes (sur 3)                                  | Heidi & Spencer Moins de votes (sur 2)                       |                         |  |
| Éliminé (e) s   | Paula Moins de votes pour rester | Sam Moins de votes pour rester | Lacey Moins de votes pour rester      | Gillian Moins de votes pour rester                                    | Rylan Plus de votes pour gagner                              |                                                              |                         |  |

### Saison 12 (2013)

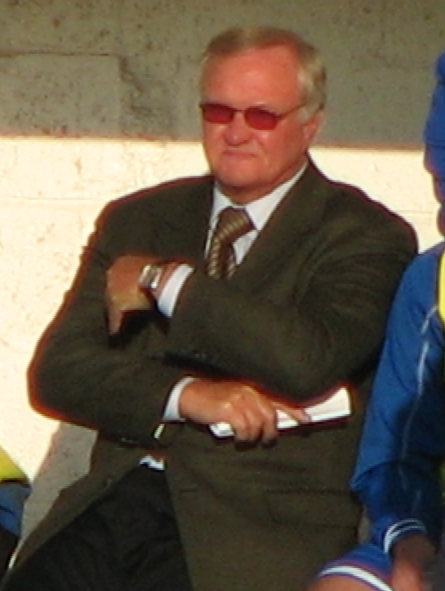
Ron Atkinson, candidat de Celebrity Big Brother 12.

La saison 12 est diffusée deux jours après la finale de Big Brother 14, le 22 août 2013, et se termine le 13 septembre 2013.
| Candidat             | Caractéristique                                                   | Arrivée | Départ  | Statut    |
| -------------------- | ----------------------------------------------------------------- | ------- | ------- | --------- |
| Charlotte Crosby     | Vedette de l'émission Geordie Shore                               | Jour 1  | Jour 23 | Vainqueur |
| Abz Love (en)        | Rappeur, membre du groupe Five                                    | Jour 1  | Jour 23 | Deuxième  |
| Lauren Harries       | Personnalité de la télévision et dramaturge                       | Jour 1  | Jour 23 | Troisième |
| Carol McGiffin (en)  | Animatrice de télévision et radio                                 | Jour 1  | Jour 23 | Quatrième |
| Mario Falcone (en)   | Vedette de The Only Way Is Essex                                  | Jour 1  | Jour 23 | Cinquième |
| Vicky Entwistle (en) | Actrice, notamment dans Coronation Street                         | Jour 1  | Jour 23 | Sixième   |
| Louie Spence (en)    | Chorégraphe, danseur et personnalité de télévision                | Jour 1  | Jour 21 | Éliminé   |
| Courtney Stodden     | Personnalité de télévision et mannequin, épouse de Doug Hutchison | Jour 1  | Jour 21 | Éliminée  |
| Bruce Jones          | Acteur, notamment dans Coronation Street                          | Jour 1  | Jour 16 | Éliminé   |
| Dustin Diamond       | Acteur américain, notamment dans Sauvés par le gong               | Jour 1  | Jour 16 | Éliminé   |
| Sophie Anderton (en) | Mannequin et vedette de télévision                                | Jour 1  | Jour 14 | Éliminée  |
| Ron Atkinson         | Ancien footballeur, devenu entraineur et commentateur de football | Jour 1  | Jour 9  | Éliminé   |
| Danielle Marr        | Personnalité de télévision et docteur[réf. nécessaire] en botox   | Jour 1  | Jour 7  | Éliminée  |

- Dustin a joué dans la série Sauvés par le gong au côté d'Elizabeth Berkley, qui participe en 2013 à Dancing with the Stars 17.
- Mario fait partie du casting de The Only Way Is Essex. Amy de la saison 8 en faisait également partie. Deux autres personnalités de cette émission (Mark et Joey) ont participé à l'émission I'm a Celebrity... Get Me Out of Here! en 2011 et 2013.

Nominations
|                          | Jour 4               | Jour 7                                  | Jour 11                                | Jour 14                                            | Jour 18                              | Final Jour 23                               | Final Jour 23                               | Nominations reçus |
| ------------------------ | -------------------- | --------------------------------------- | -------------------------------------- | -------------------------------------------------- | ------------------------------------ | ------------------------------------------- | ------------------------------------------- | ----------------- |
| Charlotte                | Non votante          | Dustin, Lauren                          | Bruce, Abz                             | Dustin, Abz                                        | Courtney, Carol                      | Vainqueur (Jour 23)                         | Vainqueur (Jour 23)                         | 6                 |
| Abz                      | Non votant           | Carol, Courtney                         | Courtney, Sophie                       | Charlotte, Bruce                                   | Courtney, Carol                      | Deuxième place (Jour 23)                    | Deuxième place (Jour 23)                    | 3                 |
| Lauren                   | Ron, Danielle, Vicky | Ron, Sophie                             | Louie, Mario                           | Louie, Bruce                                       | Louie, Mario                         | Troisième place (Jour 23)                   | Troisième place (Jour 23)                   | 10                |
| Carol                    | Non votante          | Lauren, Ron                             | Sophie, Bruce                          | Courtney                                           | Louie, Mario                         | Éliminée (Jour 23)                          | Éliminée (Jour 23)                          | 5                 |
| Mario                    | Non votant           | Courtney, Lauren                        | Bruce, Lauren                          | Dustin, Lauren                                     | Vicky, Carol                         | Éliminé (Jour 23)                           | Éliminé (Jour 23)                           | 3                 |
| Vicky                    | Non votante          | Louie                                   | Courtney, Charlotte                    | Dustin, Louie                                      | Courtney, Carol                      | Éliminée (Jour 23)                          | Éliminée (Jour 23)                          | 5                 |
| Louie                    | Ron, Danielle, Vicky | Vicky, Ron                              | Bruce, Sophie                          | Dustin, Vicky                                      | Courtney, Carol                      | Éliminé (Jour 21)                           | Éliminé (Jour 21)                           | 8                 |
| Courtney                 | Non votante          | Charlotte, Sophie                       | Carol, Charlotte                       | Mario, Abz                                         | Vicky, Carol                         | Éliminée (Jour 21)                          | Éliminée (Jour 21)                          | 10                |
| Bruce                    | Non votant           | Charlotte, Lauren                       | Lauren, Louie                          | Dustin, Lauren                                     | Éliminé (Jour 16)                    | Éliminé (Jour 16)                           | Éliminé (Jour 16)                           | 7                 |
| Dustin                   | Non votant           | Courtney, Charlotte                     | Louie, Lauren                          | Louie, Vicky                                       | Éliminé (Jour 16)                    | Éliminé (Jour 16)                           | Éliminé (Jour 16)                           | 6                 |
| Sophie                   | Ron, Danielle, Vicky | Courtney, Lauren                        | Courtney, Bruce                        | Éliminée (Jour 14)                                 | Éliminée (Jour 14)                   | Éliminée (Jour 14)                          | Éliminée (Jour 14)                          | 5                 |
| Ron                      | Non votant           | Louie                                   | Éliminé (Jour 9)                       | Éliminé (Jour 9)                                   | Éliminé (Jour 9)                     | Éliminé (Jour 9)                            | Éliminé (Jour 9)                            | 4                 |
| Danielle                 | Non votante          | Éliminée (Jour 7)                       | Éliminée (Jour 7)                      | Éliminée (Jour 7)                                  | Éliminée (Jour 7)                    | Éliminée (Jour 7)                           | Éliminée (Jour 7)                           | 1                 |
|                          |                      |                                         |                                        |                                                    |                                      |                                             |                                             |                   |
| Soumis au vote du public | Danielle, Ron, Vicky | Charlotte, Courtney, Lauren, Louie, Ron | Bruce, Courtney, Lauren, Louie, Sophie | Abz, Bruce, Courtney, Dustin, Lauren, Louie, Vicky | Carol, Courtney, Louie, Mario, Vicky | Abz, Carol, Charlotte, Lauren, Mario, Vicky | Abz, Carol, Charlotte, Lauren, Mario, Vicky |                   |
| Evicted                  | Danielle             | Ron (sur 3)                             | Sophie                                 | Dustin                                             | Courtney                             | Vicky (sur 6)                               | Lauren (sur 3)                              |                   |
| Evicted                  | Danielle             | Ron (sur 3)                             | Sophie                                 | Dustin                                             | Courtney                             | Mario (sur 6)                               | Lauren (sur 3)                              |                   |
| Evicted                  | Danielle             | Ron (sur 3)                             | Sophie                                 | Dustin                                             | Courtney                             | Abz (sur 2)                                 |                                             |                   |
| Evicted                  | Danielle             | Ron (sur 3)                             | Sophie                                 | Bruce                                              | Louie                                | Carol (sur 4)                               |                                             |                   |
| Evicted                  | Danielle             | Ron (sur 3)                             | Sophie                                 | Bruce                                              | Louie                                | Charlotte                                   |                                             |                   |

### Saison 13 (2014)

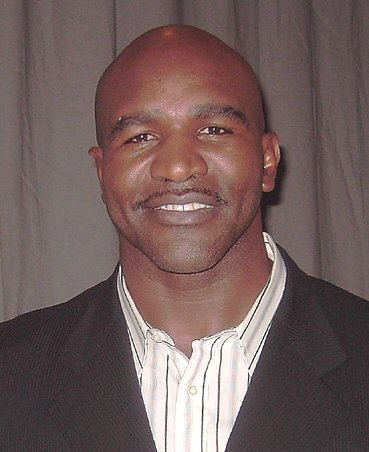
Evander Holyfield, premier éliminé de Celebrity Big Brother 13.

La saison 13 est diffusée du 3 au 29 janvier 2014.
- Le jour 1 les célébrités entrent dans la maison par duo (ils sont également attachés par un bracelet au poignet pour être "inséparables") : Jim et Linda, Dappy et Liz, Sam et Jasmine, Lee et Casey, Ollie et Lionel, et Luisa et Evander. Jim et Linda ont le pouvoir, donné par Big Brother, de choisir un duo qui sera détaché. Ils choisissent Dappy et Liz, qui sont également automatiquement nommés pour la première élimination.
- Dès le 2e jour, Evander reçoit un avertissement de la part de Big Brother. En effet, il a tenu des propos homophobes lors d'une conversation avec la candidate Luisa[5],[6].
- Lee et Casey ont été faussement éliminés le jour 6, et sont entrés dans une pièce secrète. Ce sont eux qui ont, le jour 8, décidé d'éliminer Evander face à Luisa.
- Cette saison aurait dû durer 22 jours, comme lors de la saison 8. Mais à la suite du succès d'audience, la chaîne rallonge l'aventure de 5 jours supplémentaires, soit 27 jours au total, comme la saison 7. Ces deux saisons détiennent ainsi le record le longévité pour Celebrity Big Brother.
- Le jour 22, après l'élimination de Linda, les 7 dernières célébrités en lice sont soumises au vote du public pour la finale du jour 27. Mais tous les candidats ignorent qu'il y aura une élimination surprise lors du 24e jour. Ce jour-là, Emma Willis entre dans la maison, et annonce que c'est Lee qui quitte immédiatement le jeu.

| Candidat           | Caractéristique                                                       | Arrivée | Départ  | Statut    |
| ------------------ | --------------------------------------------------------------------- | ------- | ------- | --------- |
| Jim Davidson       | Comédien et animateur de télévision                                   | Jour 1  | Jour 27 | Vainqueur |
| Dappy              | Rappeur, ancien leader du groupe N-Dubz                               | Jour 1  | Jour 27 | Deuxième  |
| Ollie Locke (en)   | Vedette de télévision (Made in Chelsea)                               | Jour 1  | Jour 27 | Troisième |
| Luisa Zissman (en) | Entrepreneur, finaliste de The Apprentice UK 9                        | Jour 1  | Jour 27 | Quatrième |
| Sam Faiers (en)    | Vedette de télévision (The Only Way Is Essex) et mannequin            | Jour 1  | Jour 27 | Cinquième |
| Casey Batchelor    | Mannequin glamour                                                     | Jour 1  | Jour 27 | Sixième   |
| Lee Ryan           | Chanteur, membre du groupe Blue                                       | Jour 1  | Jour 24 | Éliminé   |
| Linda Nolan        | Chanteuse et actrice, membre du groupe The Nolans                     | Jour 1  | Jour 22 | Éliminée  |
| Liz Jones (en)     | Journaliste                                                           | Jour 1  | Jour 20 | Éliminée  |
| Lionel Blair (en)  | Acteur, chorégraphe, danseur de claquettes et animateur de télévision | Jour 1  | Jour 15 | Éliminé   |
| Jasmine Waltz (en) | Personnalité de la télévision et mannequin                            | Jour 1  | Jour 13 | Éliminée  |
| Evander Holyfield  | Ancien boxeur                                                         | Jour 1  | Jour 8  | Éliminé   |

- Dappy est le cousin de Tulisa, qui été membre de son groupe et qui a été jurée dans The X Factor UK 8 et 9, entre 2011 et 2012.
- Evander a participé en 2005 à Dancing with the Stars, ainsi qu'a Bailando 2016 la version argentine.
- Linda fait partie du groupe The Nolans comme sa sœur Coleen, candidate de la saison 10, et gagnante de la saison 19.
- Ollie a participé entre 2011 et 2013 aux saisons 1 à 5 de Made in Chelsea.
- Sam participe à l'émission The Only Way Is Essex, comme Amy de la saison 8 et Mario de la saison 12.
- Jasmine a connu des aventures avec Ryan Seacrest, Chris Pine, David Arquette et Jesse McCartney.

Nominations
|                       | Jour 3                                                           | Jour 6                                                  | Jour 10                                    | Jour 13                                         | Jour 17                        | Jour 20                                  | Final Jour 27                             | Final Jour 27                             | Totale de vote nomination reçu |  |
| --------------------- | ---------------------------------------------------------------- | ------------------------------------------------------- | ------------------------------------------ | ----------------------------------------------- | ------------------------------ | ---------------------------------------- | ----------------------------------------- | ----------------------------------------- | ------------------------------ |  |
| Jim                   | Pas de nominations                                               | Linda, Liz                                              | Luisa, Liz                                 | Pas de nominations                              | Luisa, Sam                     | Luisa, Linda                             | Vainqueur (Jour 27)                       | Vainqueur (Jour 27)                       | 22                             |  |
| Dappy                 | Pas de nominations                                               | Luisa, Liz                                              | Liz, Luisa                                 | Pas de nominations                              | Liz, Linda                     | Luisa, Linda                             | Deuxième (Jour 27)                        | Deuxième (Jour 27)                        | 3                              |  |
| Ollie                 | Pas de nominations                                               | Liz, Evander                                            | Liz, Jim                                   | Pas de nominations                              | Liz, Jim                       | Jim, Lee                                 | Troisième (Jour 27)                       | Troisième (Jour 27)                       | 3                              |  |
| Luisa                 | Pas de nominations                                               | Dappy, Jim                                              | Jim, Liz                                   | Pas de nominations                              | Jim, Liz                       | Nommée d'office                          | Éliminée (Jour 27)                        | Éliminée (Jour 27)                        | 8                              |  |
| Sam                   | Pas de nominations                                               | Luisa, Jim                                              | Liz, Jim                                   | Pas de nominations                              | Liz, Lee                       | Jim, Lee                                 | Éliminée (Jour 27)                        | Éliminée (Jour 27)                        | 3                              |  |
| Casey                 | Pas de nominations                                               | Pièce secrète                                           | Liz, Jasmine                               | Pas de nominations                              | Liz, Jim                       | Jim, Dappy                               | Éliminée (Jour 27)                        | Éliminée (Jour 27)                        | 0                              |  |
| Lee                   | Pas de nominations                                               | Pièce secrète                                           | Liz, Jim                                   | Pas de nominations                              | Jim, Liz                       | Sam, Ollie                               | Éliminé (Jour 24)                         | Éliminé (Jour 24)                         | 3                              |  |
| Linda                 | Pas de nominations                                               | Jim, Liz                                                | Jim, Dappy                                 | Pas de nominations                              | Jim, Liz                       | Jim, Ollie                               | Éliminée (Jour 22)                        | Éliminée (Jour 22)                        | 5                              |  |
| Liz                   | Pas de nominations                                               | Luisa, Evander                                          | Linda, Jasmine                             | Pas de nominations                              | Jim, Sam                       | Éliminée (Jour 20)                       | Éliminée (Jour 20)                        | Éliminée (Jour 20)                        | 20                             |  |
| Lionel                | Pas de nominations                                               | Jasmine, Jim                                            | Jasmine, Jim                               | Pas de nominations                              | Éliminé (Jour 15)              | Éliminé (Jour 15)                        | Éliminé (Jour 15)                         | Éliminé (Jour 15)                         | 0                              |  |
| Jasmine               | Pas de nominations                                               | Jim, Liz                                                | Liz, Jim                                   | Éliminée (Jour 13)                              | Éliminée (Jour 13)             | Éliminée (Jour 13)                       | Éliminée (Jour 13)                        | Éliminée (Jour 13)                        | 5                              |  |
| Evander               | Pas de nominations                                               | Jasmine, Ollie                                          | Éliminé (Jour 8)                           | Éliminé (Jour 8)                                | Éliminé (Jour 8)               | Éliminé (Jour 8)                         | Éliminé (Jour 8)                          | Éliminé (Jour 8)                          | 2                              |  |
|                       |                                                                  |                                                         |                                            |                                                 |                                |                                          |                                           |                                           |                                |  |
| Soumis au vote public | Casey & Lee, Dappy & Liz, Evander & Luisa                        | Evander, Jasmine, Jim, Liz, Luisa                       | Jasmine, Jim, Liz, Luisa                   | Dappy, Jim, Lee, Lionel, Liz, Luisa, Ollie, Sam | Jim, Liz, Sam                  | Jim, Lee, Linda, Luisa, Ollie            | Casey, Dappy, Jim, Lee, Luisa, Ollie, Sam | Casey, Dappy, Jim, Lee, Luisa, Ollie, Sam |                                |  |
| Éliminé (e) s         | Casey & Lee Plus de votes (sur 2) pour intégrer la pièce secrète | Evander Choix de Casey & Lee (sur 2) pour sortir du jeu | Jasmine Moins de votes (sur 3) pour rester | Lionel Moins de votes (sur 6) pour rester       | Liz Moins de votes pour rester | Linda Moins de votes (sur 3) pour rester | Lee Moins de votes (sur 7)                | Casey Moins de votes (sur 6)              |                                |  |
| Éliminé (e) s         | Casey & Lee Plus de votes (sur 2) pour intégrer la pièce secrète | Evander Choix de Casey & Lee (sur 2) pour sortir du jeu | Jasmine Moins de votes (sur 3) pour rester | Lionel Moins de votes (sur 6) pour rester       | Liz Moins de votes pour rester | Linda Moins de votes (sur 3) pour rester | Sam Moins de votes (sur 5)                | Luisa Moins de votes (sur 4)              |                                |  |
| Éliminé (e) s         | Casey & Lee Plus de votes (sur 2) pour intégrer la pièce secrète | Evander Choix de Casey & Lee (sur 2) pour sortir du jeu | Jasmine Moins de votes (sur 3) pour rester | Lionel Moins de votes (sur 6) pour rester       | Liz Moins de votes pour rester | Linda Moins de votes (sur 3) pour rester | Ollie Moins de votes (sur 3)              | Dappy Moins de votes (sur 2)              |                                |  |
| Éliminé (e) s         | Casey & Lee Plus de votes (sur 2) pour intégrer la pièce secrète | Evander Choix de Casey & Lee (sur 2) pour sortir du jeu | Jasmine Moins de votes (sur 3) pour rester | Lionel Moins de votes (sur 6) pour rester       | Liz Moins de votes pour rester | Linda Moins de votes (sur 3) pour rester | Jim Plus de votes pour gagner             |                                           |                                |  |

### Saison 14 (2014)

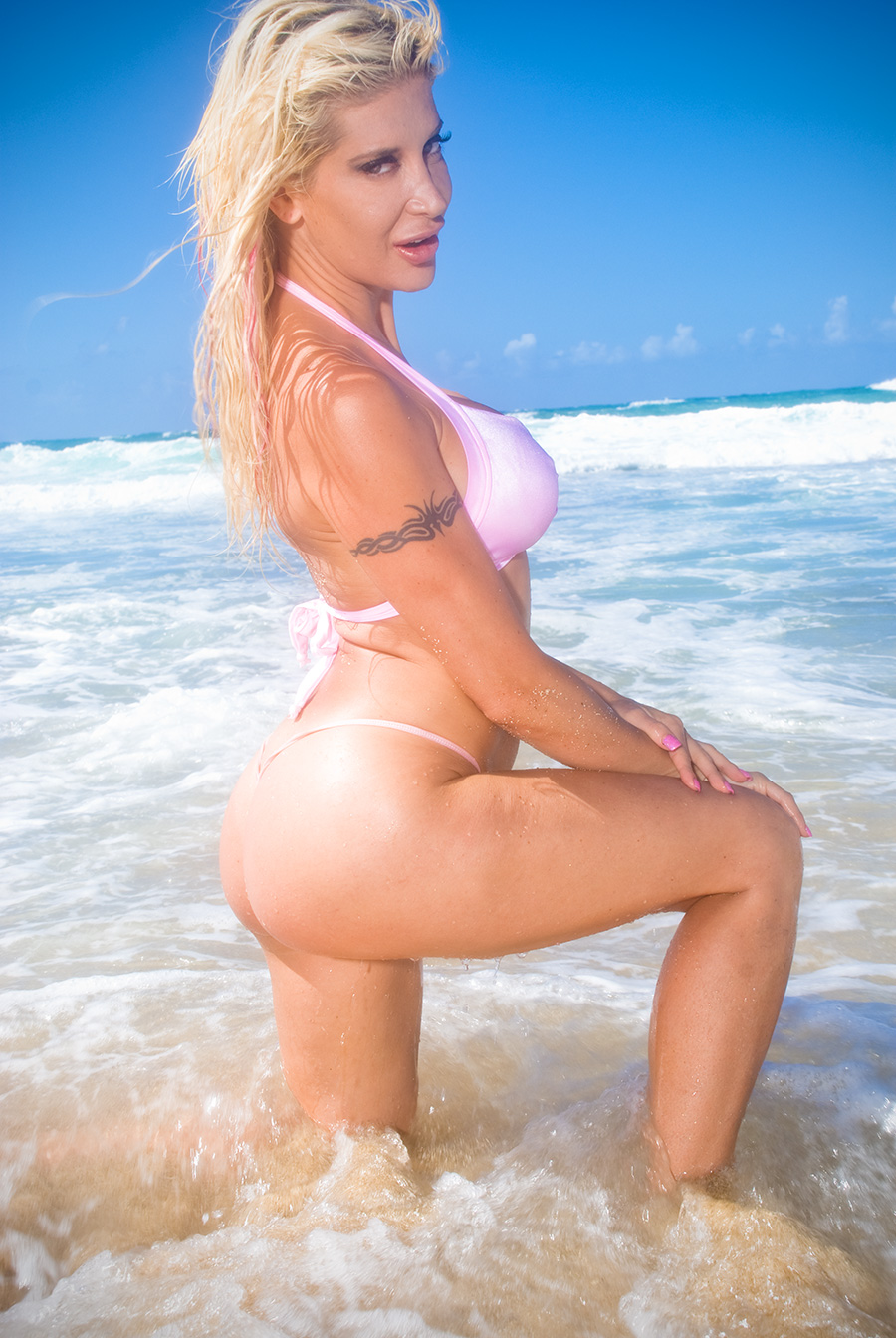
Angelique "Frenchy" Morgan, candidate de Celebrity Big Brother 14

La saison 14 est diffusée du 18 août au 12 septembre 2014.
Cette saison, 14 célébrités sont en compétition. C'est le nombre de candidat le plus élevé sur Channel 5 (depuis 2011), au même niveau que l'édition 2007 (lors de la saison 5 sur Channel 4).
- Gary et Frenchy ont eu une relation amoureuse entre 2008 et 2010[7].
- Claire quitte la maison le jour 14 pour des soins médicaux. Il est annoncé le jour 16 qu'elle ne reviendra pas, et doit donc abandonner l'aventure. C'est la première candidate de l'ère Channel 5 à abandonner le jeu. Le dernier abandon remonte à Mutya Buena lors de la saison 6, en 2009.

| Candidat                   | Caractéristique                                                                    | Arrivée | Départ  | Statut    |
| -------------------------- | ---------------------------------------------------------------------------------- | ------- | ------- | --------- |
| Gary Busey                 | Acteur américain                                                                   | Jour 1  | Jour 26 | Vainqueur |
| Audley Harrison            | Champion de boxe                                                                   | Jour 1  | Jour 26 | Deuxième  |
| James Jordan (en)          | Danseur et chorégraphe de Strictly Come Dancing                                    | Jour 1  | Jour 26 | Troisième |
| George Gilbey (en)         | Vedette de télévision                                                              | Jour 1  | Jour 26 | Quatrième |
| Dee Kelly                  | Vedette de télévision                                                              | Jour 1  | Jour 26 | Cinquième |
| Edele Lynch (en)           | Chanteuse, membre du groupe B*Witched                                              | Jour 1  | Jour 26 | Sixième   |
| Lauren Goodger (en)        | Vedette de télévision et mannequin glamour                                         | Jour 1  | Jour 24 | Éliminée  |
| Ricci Guarnaccio (en)      | Vedette de télévision                                                              | Jour 1  | Jour 24 | Éliminé   |
| Kellie Maloney (en)        | Transgenre, ancienne manageuse de boxe sous son identité masculine (Frank Maloney) | Jour 1  | Jour 19 | Éliminée  |
| Stephanie Pratt (en)       | Vedette de télévision américaine, sœur de Spencer Pratt                            | Jour 1  | Jour 19 | Éliminée  |
| Angelique "Frenchy" Morgan | Vedette de télévision et actrice érotique française                                | Jour 1  | Jour 17 | Éliminée  |
| Claire King                | Actrice                                                                            | Jour 1  | Jour 16 | Abandon   |
| Leslie Jordan              | Acteur et dramaturge américain récompensé d'un Emmy Award                          | Jour 1  | Jour 12 | Éliminé   |
| David McIntosh             | Personnalité de télévision, fiancé de Kelly Brook                                  | Jour 1  | Jour 10 | Éliminé   |

- Audley a participé à Strictly Come Dancing en 2011.
- Claire a participé à SCD en 2006.
- Kelli est né homme sous le nom de Frank Maloney. Le boxeur Lennox Lewis a notamment été son client. Lewis a participé à Celebrity Apprentice 1.
- David a participé à Gladiators en 2008.
- George participe depuis 2013 à l'émission Gogglebox.
- James a été le partenaire de Vanessa de la saison 1 en 2013.
- Lauren a participé à Dancing On Ice en 2013. Elle a également fait partie du casting de The Only Way Is Essex comme Amy (saison 8), Kirk (saison 9), Mario (saison 12) et Sam (saison 13).
- Ricci a fait partie du casting de l'émission Geordie Shore, comme Charlotte de la saison 10, de 2012 à 2013.
- Stephanie a fait partie du casting de The Hills comme Heidi & Spencer de la saison 11, et en 2013 de Made in Chelsea comme Ollie de la saison 13, Sam de la saison 20 et d'Ashley de la saison 21.
- Gary a participé à Celebrity Apprentice 4 et 6. LaToya de la saison 6 a également participé à ces deux saisons de Celebrity Apprentice. Stephen de la saison 7 a participé aux saisons 1 et 6, et Dennis de la saison 4 aux 2 et 6.
- Edele est la sœur de Shane de la saison 21.

Nominations
|                          | Jour 7                               | Jour 10                                                  | Jour 14                                         | Jour 17                                       | Jour 21                                                | Jour 26 Finale                          | Jour 26 Finale                          | Nominations reçu |
| ------------------------ | ------------------------------------ | -------------------------------------------------------- | ----------------------------------------------- | --------------------------------------------- | ------------------------------------------------------ | --------------------------------------- | --------------------------------------- | ---------------- |
| Gary                     | Non éligible                         | Leslie, Stephanie                                        | Frenchy, Kellie                                 | Kellie, Stephanie                             | James, Ricci                                           | Vainqueur (Jour 26)                     | Vainqueur (Jour 26)                     | 24               |
| Audley                   | Non éligible                         | Leslie, Kellie                                           | Frenchy, Stephanie                              | James, Edele                                  | George, Dee                                            | Deuxième place (Jour 26)                | Deuxième place (Jour 26)                | 6                |
| James                    | Non éligible                         | Leslie, Gary                                             | Kellie, Frenchy                                 | Kellie, Audley                                | Lauren, Gary                                           | Troisième place (Jour 26)               | Troisième place (Jour 26)               | 5                |
| George                   | Non éligible                         | Frenchy, Gary                                            | Frenchy, Gary                                   | Audley, Gary                                  | Audley, Gary                                           | Éliminé (Jour 26)                       | Éliminé (Jour 26)                       | 3                |
| Dee                      | Non éligible                         | Gary, George                                             | Frenchy, Stephanie                              | Edele, Gary                                   | Gary, James                                            | Éliminée (Jour 26)                      | Éliminée (Jour 26)                      | 1                |
| Edele                    | Non éligible                         | Gary, Frenchy                                            | Frenchy, Gary                                   | Gary, Kellie                                  | Audley, Lauren                                         | Éliminée (Jour 26)                      | Éliminée (Jour 26)                      | 5                |
| Lauren                   | Non éligible                         | Gary, Frenchy                                            | Frenchy, Gary                                   | Gary, Edele                                   | James, Edele                                           | Éliminée (Jour 24)                      | Éliminée (Jour 24)                      | 3                |
| Ricci                    | Non éligible                         | Gary, Frenchy                                            | Frenchy, Gary                                   | Kellie, Gary                                  | Gary, Audley                                           | Éliminé (Jour 24)                       | Éliminé (Jour 24)                       | 2                |
| Kellie                   | Non éligible                         | Gary, Leslie                                             | Frenchy, Stephanie                              | James, Edele                                  | Éliminée (Jour 19)                                     | Éliminée (Jour 19)                      | Éliminée (Jour 19)                      | 10               |
| Stephanie                | Non éligible                         | Frenchy, Gary                                            | Gary, Kellie                                    | Gary, Kellie                                  | Éliminée (Jour 19)                                     | Éliminée (Jour 19)                      | Éliminée (Jour 19)                      | 6                |
| Frenchy                  | Non éligible                         | Leslie, Audley                                           | Ricci, Lauren                                   | Éliminée (Jour 17)                            | Éliminée (Jour 17)                                     | Éliminée (Jour 17)                      | Éliminée (Jour 17)                      | 14               |
| Claire                   | Non éligible                         | George, Stephanie                                        | Absente                                         | Abandon (Jour 16)                             | Abandon (Jour 16)                                      | Abandon (Jour 16)                       | Abandon (Jour 16)                       | 1                |
| Leslie                   | Frenchy, Gary, Kellie, David, Claire | Frenchy, Gary                                            | Éliminé (Jour 12)                               | Éliminé (Jour 12)                             | Éliminé (Jour 12)                                      | Éliminé (Jour 12)                       | Éliminé (Jour 12)                       | 5                |
| David                    | Non éligible                         | Éliminé (Jour 10)                                        | Éliminé (Jour 10)                               | Éliminé (Jour 10)                             | Éliminé (Jour 10)                                      | Éliminé (Jour 10)                       | Éliminé (Jour 10)                       | 1                |
|                          |                                      |                                                          |                                                 |                                               |                                                        |                                         |                                         |                  |
| Soumis au vote du public | Claire, David, Gary, James, Kellie   | Audley, Frenchy, Gary, George, Kellie, Leslie, Stephanie | Frenchy, Gary, Kellie, Lauren, Ricci, Stephanie | Audley, Edele, Gary, James, Kellie, Stephanie | Audley, Dee, Edele, Gary, George, James, Lauren, Ricci | Audley, Dee, Edele, Gary, George, James | Audley, Dee, Edele, Gary, George, James |                  |
| Abandon                  | none                                 | none                                                     | Claire                                          | none                                          | none                                                   | none                                    | none                                    |                  |
| Éliminé(e)s              | David Moins de votes pour rester     | Leslie Moins de votes (sur 4) pour rester                | Frenchy Moins de votes pour rester              | Stephanie Moins de votes (sur 4) pour rester  | Ricci Moins de votes pour rester                       | Edele Moins de votes (sur 6)            | James Moins de votes (sur 3)            |                  |
| Éliminé(e)s              | David Moins de votes pour rester     | Leslie Moins de votes (sur 4) pour rester                | Frenchy Moins de votes pour rester              | Stephanie Moins de votes (sur 4) pour rester  | Ricci Moins de votes pour rester                       | Dee Moins de votes (sur 6)              | James Moins de votes (sur 3)            |                  |
| Éliminé(e)s              | David Moins de votes pour rester     | Leslie Moins de votes (sur 4) pour rester                | Frenchy Moins de votes pour rester              | Stephanie Moins de votes (sur 4) pour rester  | Ricci Moins de votes pour rester                       | Audley Moins de votes (sur 2)           |                                         |                  |
| Éliminé(e)s              | David Moins de votes pour rester     | Leslie Moins de votes (sur 4) pour rester                | Frenchy Moins de votes pour rester              | Kellie Moins de votes (sur 4) pour rester     | Lauren Moins de votes pour rester                      | George Moins de votes (sur 4)           |                                         |                  |
| Éliminé(e)s              | David Moins de votes pour rester     | Leslie Moins de votes (sur 4) pour rester                | Frenchy Moins de votes pour rester              | Kellie Moins de votes (sur 4) pour rester     | Lauren Moins de votes pour rester                      | Gary Plus de votes pour gagner          |                                         |                  |

### Saison 15 (2015)
La saison 15 est diffusée entre le 7 janvier et le 6 février 2015.

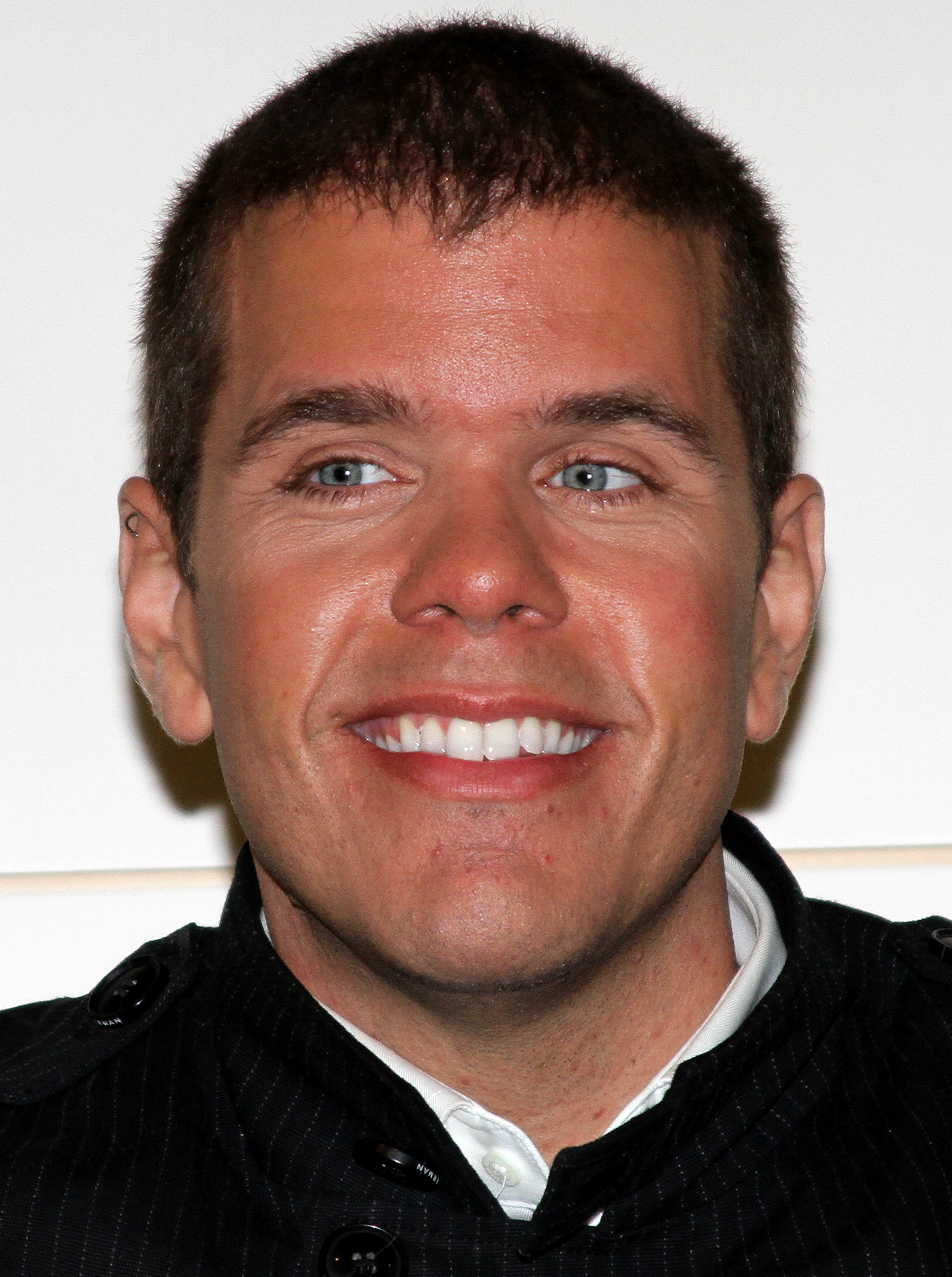
Perez Hilton, candidat de Celebrity Big Brother 15

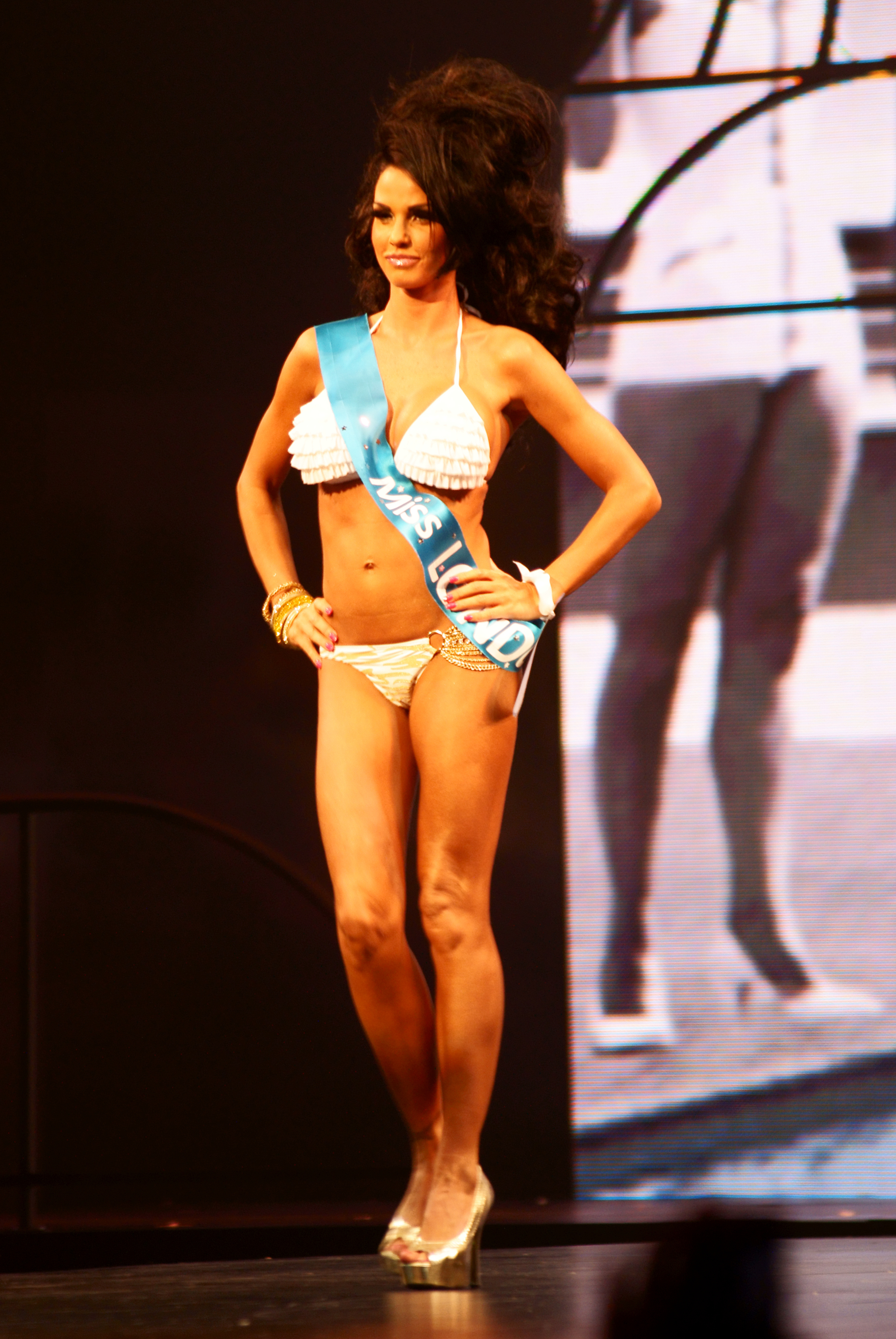
Katie Price, vainqueur de Celebrity Big Brother 15, entrée après les autres

- En 2000 dans le film Best, biopic sur George Best, c'est Patsy Kensit, candidate de cette saison 15, qui interprète Angie Best (en). Angie a ensuite participé en 2017 à la 19e saison de Celebrity Big Brother au côté de son fils Calum Best (en), finaliste de cette 15e saison.
- Cette saison a fait l'objet de beaucoup de controverses à propos de deux candidats : Jeremy Jackson et Ken Morley ont ainsi été exclus durant la première semaine. C'est la première fois de l'histoire de Celebrity Big Brother qu'un candidat est exclu. Coolio, candidat de la saison 6, a été exclu lors de l'Ultimate Big Brother en 2010.
- À la suite de ces deux exclusions, la première élimination est annulée.
- Le 17 janvier 2015 voit l'entrée d'une nouvelle candidate dans la maison en la personne de Katie Price. C'est la première fois sur Channel 5 qu'une célébrité entre en compétition après le lancement officielle. La dernière fois que cela est arrivé (sur Channel 4), c'était en 2010 avec Ivana Trump lors de la saison 7. Depuis 2001, la production de Celebrity Big Brother voulait avoir Katie Price dans son casting. Price était déjà entrée dans la maison en 2011 dans Big Brother 12 aux côtés d'autres invités pour visionner le film Paranormal Activity 3.
- Alexander O'Neal décide d'abandonner le jeu au 11e jour. C'est le premier abandon volontaire depuis Mutya Buena lors de la saison 6 ; en effet Claire King, durant la saison 14, avait dû abandonner pour raison médicale.
- Le 6 février 2015 Katie Price remporte l'aventure. Elle est la seule candidate entrée plus tard dans le jeu à remporter Celebrity Big Brother.

En juillet 2021, Katie Hopkins, qui devait participer à la version australienne, a été expulsé du pays à la suite d'une polémique concernant son isolement dû à la crise du COVID-19.
| Candidat            | Caractéristique                                                     | Arrivée | Départ  | Statut    |
| ------------------- | ------------------------------------------------------------------- | ------- | ------- | --------- |
| Katie Price         | Personnalité de télévision et femme d'affaires                      | Jour 10 | Jour 31 | Vainqueur |
| Katie Hopkins (en)  | Chroniqueuse du Sun et ancienne vedette de télévision               | Jour 1  | Jour 31 | Deuxième  |
| Calum Best (en)     | Personnalité de télévision irlando-américain et fils de George Best | Jour 1  | Jour 31 | Troisième |
| Keith Chegwin       | Animateur de télévision et acteur                                   | Jour 1  | Jour 31 | Quatrième |
| Michelle Visage     | Chanteuse et animatrice de télévision et de radio                   | Jour 1  | Jour 31 | Cinquième |
| Perez Hilton        | Blogueur américain                                                  | Jour 1  | Jour 29 | Éliminé   |
| Kavana              | Chanteur et acteur                                                  | Jour 1  | Jour 29 | Éliminé   |
| Cami-Li (en)        | Mannequin photo                                                     | Jour 1  | Jour 27 | Éliminée  |
| Nadia Sawalha (en)  | Actrice et animatrice de télévision                                 | Jour 1  | Jour 24 | Éliminée  |
| Patsy Kensit        | Actrice et chanteuse                                                | Jour 1  | Jour 21 | Éliminée  |
| Alicia Douvall (en) | Mannequin photo                                                     | Jour 1  | Jour 17 | Éliminée  |
| Alexander O'Neal    | Chanteur                                                            | Jour 1  | Jour 11 | Abandon   |
| Chloe Goodman (en)  | Vedette de télévision et mannequin                                  | Jour 1  | Jour 10 | Éliminée  |
| Ken Morley (en)     | Comédien                                                            | Jour 1  | Jour 6  | Exclu     |
| Jeremy Jackson      | Acteur, notamment dans Alerte à Malibu                              | Jour 1  | Jour 4  | Exclu     |

- Chloe a participé à Ex on the Beach (en), comme Ricci de la saison 14.
- Katie H. a participé à The Apprentice 3 UK et I'm a Celebrity... Get Me Out of Here ! 7.
- Jeremy a participé à Celebrity Rehab 5, comme Brigitte de la saison 3, Dennis de la saison 4, Heidi de la saison 7 et Gary de la saison 14. Il est également connu pour son rôle dans Alerte à Malibu où Pamela de la saison 8 a joué également. Pamela qui est l'ex-épouse de David Hasselhoff (le père de Jeremy dans la série), candidat de la version allemande.
- Patsy a été mariée avec Jim Kerr et Liam Gallagher. Elle a également participé à Strictly Come Dancing 8 en 2010, avec Goldie de la saison 2.
- Keith a participé à Dancing On Ice 8 comme Anthea de la saison 1, Gareth de la saison 9, Lauren de la saison 14, Louie de la saison 12, Kerry de la saison 8, Denise de la saison 9, Coleen de la saison 10, Pamela Anderson invitée à la fin de la saison 8.
- Katie P. a participé à deux reprises à I'm a Celebrity... Get Me Out of Here !, en 2004 (avec son mari Peter Andre, Kerry de la saison 8 et Neill de la saison 11) et en 2009. Ainsi qu'à Bailando por un Sueño en Argentine en 2012 (version locale de Strictly Come Dancing). Elle a également été mariée à Alex Reid de la saison 7 et en couple avec Dane Bowers de cette même saison.
- Nadia a remporté la seconde édition de Celebrity MasterChef UK.

Nominations
|                          | Jour 3                | Jour 8                                   | Jour 11                           | Jour 19                          | Jour 22                          | Jour 26                            | Finale Jour 31                                          | Finale Jour 31                                          | Nominations reçu |
| ------------------------ | --------------------- | ---------------------------------------- | --------------------------------- | -------------------------------- | -------------------------------- | ---------------------------------- | ------------------------------------------------------- | ------------------------------------------------------- | ---------------- |
| Katie P                  | Pas dans la maison    | Pas dans la maison                       | Exempter                          | Patsy, Cami-Li                   | Katie H, Calum                   | Katie H, Kavana                    | Vainqueur (Jour 31)                                     | Vainqueur (Jour 31)                                     | 6                |
| Katie H                  | Perez                 | Non votante                              | Perez, Nadia                      | Patsy, Katie P                   | Katie P, Keith                   | Keith, Katie P                     | Deuxième (Jour 31)                                      | Deuxième (Jour 31)                                      | 12               |
| Calum                    | Ken                   | Non votant                               | Perez, Alicia                     | Nadia, Patsy                     | Nadia, Keith                     | Katie P, Keith                     | Troisième (Jour 31)                                     | Troisième (Jour 31)                                     | 3                |
| Keith                    | Perez                 | Non votant                               | Perez, Kavana                     | Patsy, Kavana                    | Katie H, Kavana                  | Cami-Li, Kavana                    | Éliminé (Jour 31)                                       | Éliminé (Jour 31)                                       | 10               |
| Michelle                 | Ken                   | Non votante                              | Perez, Alicia                     | Patsy, Nadia                     | Nadia, Keith                     | Keith, Katie P                     | Éliminée (Jour 31)                                      | Éliminée (Jour 31)                                      | 2                |
| Perez                    | Ken                   | Chloe, Michelle                          | Katie H, Cami-Li                  | Cami-Li                          | Katie H, Cami-Li                 | Cami-Li, Katie H                   | Éliminé (Jour 29)                                       | Éliminé (Jour 29)                                       | 10               |
| Kavana                   | Ken                   | Non votant                               | Perez, Nadia                      | Patsy, Nadia                     | Nadia, Keith                     | Keith, Cami-Li                     | Éliminé (Jour 29)                                       | Éliminé (Jour 29)                                       | 5                |
| Cami-Li                  | Ken                   | Alexander, Alicia                        | Alicia, Perez                     | Patsy, Nadia                     | Nadia, Keith                     | Keith, Katie P                     | Éliminée (Jour 27)                                      | Éliminée (Jour 27)                                      | 9                |
| Nadia                    | Katie H               | Non votante                              | Katie H, Michelle                 | Katie H, Patsy                   | Katie H, Calum                   | Éliminée (Jour 24)                 | Éliminée (Jour 24)                                      | Éliminée (Jour 24)                                      | 12               |
| Patsy                    | Ken                   | Non votante                              | Perez, Nadia                      | Katie H, Nadia                   | Éliminée (Jour 21)               | Éliminée (Jour 21)                 | Éliminée (Jour 21)                                      | Éliminée (Jour 21)                                      | 9                |
| Alicia                   | Calum                 | Non votante                              | Cami-Li, Katie H                  | Éliminée (Jour 17)               | Éliminée (Jour 17)               | Éliminée (Jour 17)                 | Éliminée (Jour 17)                                      | Éliminée (Jour 17)                                      | 4                |
| Alexander                | Perez                 | Non votant                               | Abandon (Jour 11)                 | Abandon (Jour 11)                | Abandon (Jour 11)                | Abandon (Jour 11)                  | Abandon (Jour 11)                                       | Abandon (Jour 11)                                       | 3                |
| Chloe                    | Ken                   | Non votante                              | Éliminée (Jour 10)                | Éliminée (Jour 10)               | Éliminée (Jour 10)               | Éliminée (Jour 10)                 | Éliminée (Jour 10)                                      | Éliminée (Jour 10)                                      | 1                |
| Ken                      | Cami-Li               | Exclu (Jour 6)                           | Exclu (Jour 6)                    | Exclu (Jour 6)                   | Exclu (Jour 6)                   | Exclu (Jour 6)                     | Exclu (Jour 6)                                          | Exclu (Jour 6)                                          | 7                |
| Jeremy                   | Patsy                 | Exclu (Jour 4)                           | Exclu (Jour 4)                    | Exclu (Jour 4)                   | Exclu (Jour 4)                   | Exclu (Jour 4)                     | Exclu (Jour 4)                                          | Exclu (Jour 4)                                          | 0                |
|                          |                       |                                          |                                   |                                  |                                  |                                    |                                                         |                                                         |                  |
| Soumis au vote du public | Alexander, Chloe, Ken | Alexander, Alicia, Chloe, Michelle       | Alicia, Calum, Nadia, Perez       | Cami-Li, Katie H, Nadia, Patsy   | Katie H, Keith, Nadia, Perez     | Cami-Li, Katie P, Keith, Perez     | Calum, Katie H, Katie P, Kavana, Keith, Michelle, Perez | Calum, Katie H, Katie P, Kavana, Keith, Michelle, Perez |                  |
| Abandon                  | aucun                 | aucun                                    | Alexander                         | aucun                            | aucun                            | aucun                              | aucun                                                   | aucun                                                   |                  |
| Exclu                    | Jeremy, Ken           | aucun                                    | aucun                             | aucun                            | aucun                            | aucun                              | aucun                                                   | aucun                                                   |                  |
| Éliminé(e)s              | Élimination annulée   | Chloe Moins de votes (sur 2) pour rester | Alicia Moins de votes pour rester | Patsy Moins de votes pour rester | Nadia Moins de votes pour rester | Cami-Li Moins de votes pour rester | Kavana Moins de votes (sur 7)                           | Perez Moins de votes (sur 7)                            |                  |
| Éliminé(e)s              | Élimination annulée   | Chloe Moins de votes (sur 2) pour rester | Alicia Moins de votes pour rester | Patsy Moins de votes pour rester | Nadia Moins de votes pour rester | Cami-Li Moins de votes pour rester | Michelle Moins de votes (sur 5)                         | Keith Moins de votes (sur 4)                            |                  |
| Éliminé(e)s              | Élimination annulée   | Chloe Moins de votes (sur 2) pour rester | Alicia Moins de votes pour rester | Patsy Moins de votes pour rester | Nadia Moins de votes pour rester | Cami-Li Moins de votes pour rester | Calum Moins de votes (sur 3)                            | Katie H Moins de votes (sur 2)                          |                  |
| Éliminé(e)s              | Élimination annulée   | Chloe Moins de votes (sur 2) pour rester | Alicia Moins de votes pour rester | Patsy Moins de votes pour rester | Nadia Moins de votes pour rester | Cami-Li Moins de votes pour rester | Katie P Plus de votes pour gagner                       |                                                         |                  |

### Saison 16 (2015)

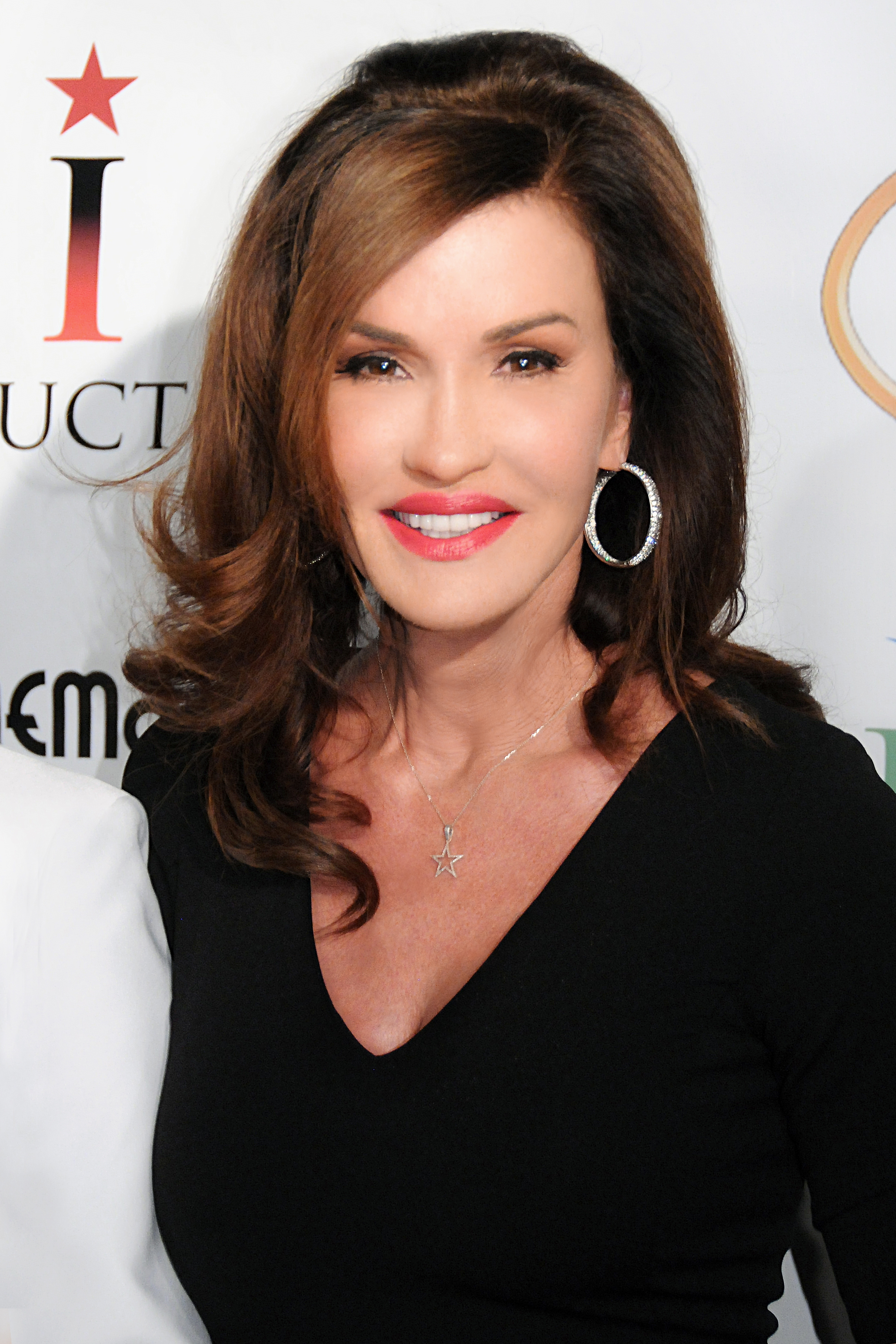
Janice Dickinson, candidate de Celebrity Big Brother 16

La saison 16 est diffusée du 27 août au 24 septembre 2015. Cette saison a pour thème les confrontations américaine ( États-Unis) et anglaise ( Royaume-Uni).
- Le jour du lancement de l'émission, 2,2 millions de téléspectateurs regardaient l'émission[9]. C'est donc moins bien que la saison 14 lancée à la même période, un an auparavant (alors 2,61 millions).
- Le 2e jour, Janice et Bobby entrent dans la maison. Un seul d'entre eux aura le titre de "Premier Ministre" ou "Présidente" de cette saison.
- Le même jour Tila est exclue du jeu à la suite de la découverte de photo sur Facebook où elle pose devant le camp d'Auschwitz en uniforme nazi, ce qui a été jugé inacceptable par la production de l'émission[10],[11].
- Janice Dickinson, après s'être fait piquer par une abeille (et étant allergique aux piqûres (en)), a fait un malaise au cours du 5e jour. Elle a été évacuée, et est revenue dès le lendemain dans l'aventure[12].
- Le 6e jour, Paul Burrell fait son entrée en tant qu'invité. Il est connu pour avoir travaillé pour la famille royale britannique, ainsi que pour avoir été garde du corps de la Princesse Diana. Il était apparu dans l'émission I'm a Celebrity… Get Me Out of Here! 4 en 2004 où il avait terminé à la 2e place. Il quitte la maison lors de la première élimination, le 9e jour.
- Le 7e jour, c'est la journaliste Jennie Bond (en) qui entre en tant qu'invitée.
- Après l'élimination de Chris lors du 13e jour, il est annoncé que la prochaine élimination sera une fausse double élimination. Les deux célébrités choisies bénéficieront d'une luxueuse chambre. Lors du prime-time du 16e jour, ce sont les Américaines Farrah et Jena qui sont ainsi éliminées pour de faux. Après cela, Big Brother leur donne le pouvoir de nommer qui elles veulent : dans l'ordre, Austin, puis Bobby, James et Natacha. Mais finalement, lors de leurs retours dans la maison, Big Brother annonce que ce sont ceux qui n'ont pas été choisis et qui seront soumis aux votes du public, soit Scoop, Gail, Janice et Stevie et Chloé-Jasmine.
- Deux jours avant la finale, lors de la dernière double élimination, Janice a été accompagnée par le garde du corps pour descendre les escaliers de la maison jusqu'au plateau où l'attendait Emma Willis (en). Il ne reste alors plus qu'un Américain dans la maison en la personne d'Austin.

| Candidat                                 | Caractéristique                                                | Pays représentés | Arrivée | Départ  | Statut     |
| ---------------------------------------- | -------------------------------------------------------------- | ---------------- | ------- | ------- | ---------- |
| James Hill                               | Ancien participant de The Apprentice UK 10                     | Royaume-Uni      | Jour 1  | Jour 29 | Vainqueur  |
| Austin Armacost (en)                     | Personnalité de télévision, ancien compagnon de Marc Jacobs    | États-Unis       | Jour 1  | Jour 29 | Deuxième   |
| Natasha Hamilton                         | Chanteuse, membre du groupe Atomic Kitten                      | Royaume-Uni      | Jour 1  | Jour 29 | Troisième  |
| Bobby Davro (en)                         | Comédien et imitateur                                          | Royaume-Uni      | Jour 2  | Jour 29 | Quatrième  |
| Stevi Ritchie (en) et Chloe Jasmine (en) | Chanteurs révélés par X Factor UK 11                           | Royaume-Uni      | Jour 1  | Jour 29 | Cinquièmes |
| Sherrie Hewson (en)                      | Actrice                                                        | Royaume-Uni      | Jour 1  | Jour 29 | Sixième    |
| Janice Dickinson                         | Ancienne mannequin, photographe et personnalité de télévision  | États-Unis       | Jour 2  | Jour 27 | Éliminée   |
| Jenna Jameson                            | Femme d'affaires et ancienne actrice pornographique            | États-Unis       | Jour 1  | Jour 27 | Éliminée   |
| Farrah Abraham                           | Vedette de télévision                                          | États-Unis       | Jour 1  | Jour 23 | Éliminée   |
| Gail Porter                              | Animatrice de télévision                                       | Royaume-Uni      | Jour 1  | Jour 20 | Éliminée   |
| Fatman Scoop                             | Rappeur et personnalité de la radio                            | États-Unis       | Jour 1  | Jour 20 | Éliminé    |
| Chris Ellison (en)                       | Acteur                                                         | Royaume-Uni      | Jour 1  | Jour 13 | Éliminé    |
| Daniel Baldwin                           | Acteur, producteur et réalisateur                              | États-Unis       | Jour 1  | Jour 9  | Éliminé    |
| Tila Tequila                             | Personnalité de la télévision, chanteuse, actrice et blogueuse | États-Unis       | Jour 1  | Jour 2  | Exclue     |

- Austin a participé à l'émission de télé-réalité The A-List: New York entre 2010 et 2011.
- Daniel est le frère de Stephen de la saison 7. Ils ont participé en 2009 à I'm a Celebrity... Get Me Out of Here! 2 (US) (au côté de Janice, Heidi et Spencer de la saison 11). Il a également participé à Celebrity Rehab.
- Janice a participé en 2007 à la version anglaise d'I'm a Celebrity... Get Me Out of Here! et en 2009 à l'aversion américaine au côté de Daniel, Stephen ainsi qu'Heidi et Spencer de la saison 11. Elle a également participé à Celebrity Rehab et en 2015 à Couples Therapy, que Jenna, Farrah et Courtney de la saison 12 ont également faites. Elle a également fait The Surreal Life, que de nombreux anciens de Celebrity Big Brother ont fait (Verne, Dennis, Brigitte...).
- Jenna a participé à l'émission Couples Therapy.
- Natasha est la deuxième membre du groupe Atomic Kitten à participer à l'émission, après Kerry, la finaliste de la saison 8.
- Sherry a joué dans la même série que Ken Morley de la saison 15.
- Farrah s'est fait connaître en participant à l'émission 16 ans et enceinte d'MTV. Elle a également participé à Couples Therapy, comme Jenna et Janice, ainsi que Courtney de la saison 12.

### Saison 17 (2016)

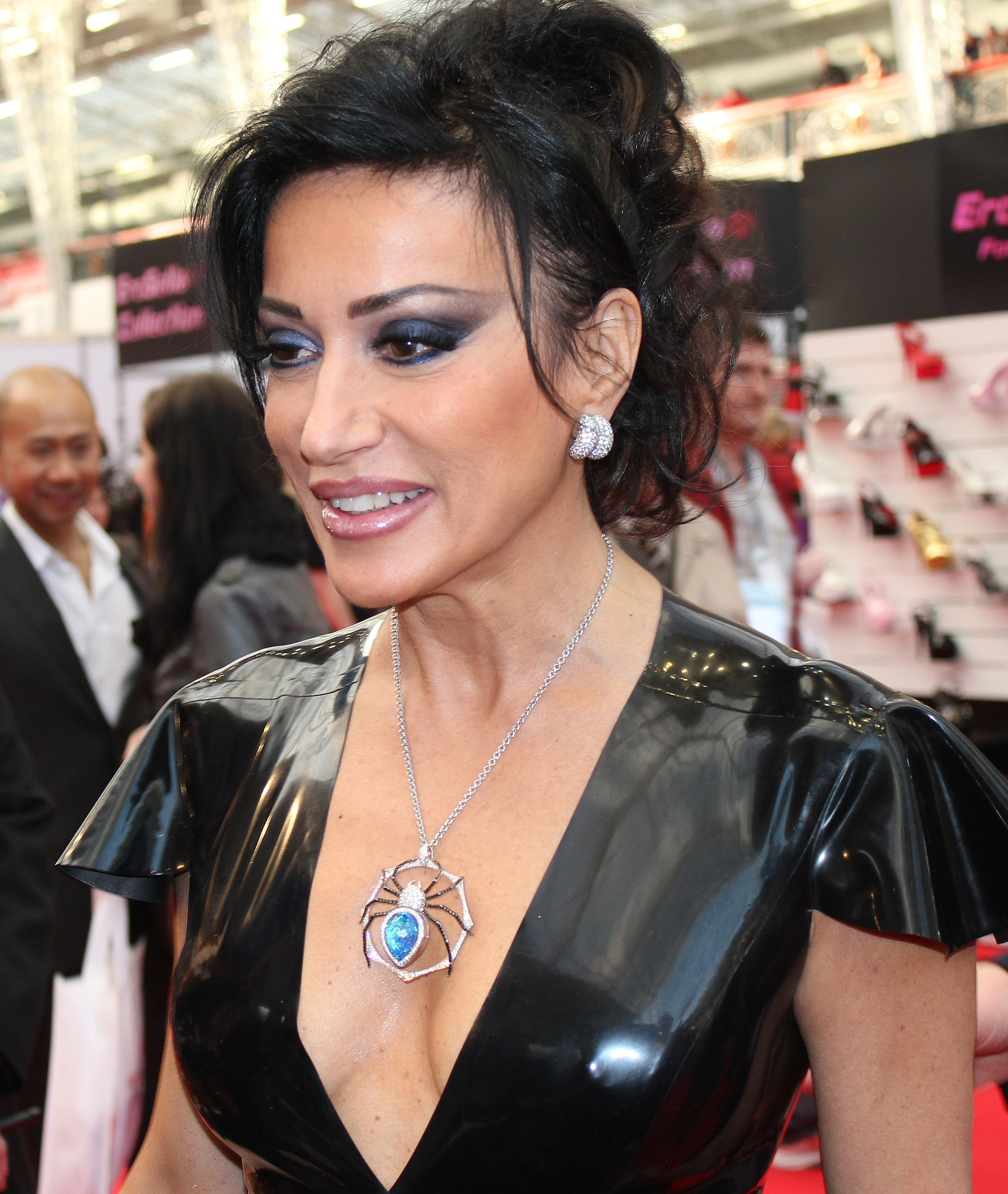
Nancy Dell'Olio, candidate de Celebrity Big Brother 17

La saison 17 est diffusée du 5 janvier au 5 février 2016. Avec une durée de 32 jours, elle devient la plus longue saison de l'histoire de l'émission, battant d'un jour la 15e saison.
- C'est la saison qui connait le plus grand nombre de candidats depuis sa création en 2001, avec 16 célébrités. Parmi elles, Stephanie Davis (en) et John Partridge (en) avaient participé en 2010 à l'émission Over the Rainbow (en) sur BBC One, Davis en tant que candidate et Partridge comme juré.
- Cette saison voit trois abandons de célébrités. C'est le plus grand nombre d'abandons, ex-aequo avec la saison 5 en 2007.
- Le 3e jour, Kristina annonce aux autres habitants qu'elle est enceinte de 3 mois[13] de l'ancien rugbyman Ben Cohen. Tous les deux s'étaient rencontrés sur le plateau de l'émission Strictly Come Dancing 11 en 2013.
- Le 4e jour, lors du prime-time, Winston est éliminé par les votes des habitants. Il était face à Nancy, puisque Kristina avait reçu le plus de votes du public pour rester.
- Le 7e jour, Angie a été informée hors caméra que son ex-mari, David Bowie, était décédé, mais elle a décidé de rester dans la maison malgré la possibilité qu'elle a eue de quitter la maison[14],[15],[16].
- Le 13e jour, pour raison médicale, David abandonne l'aventure.
- Deux jours plus tard, soit le 15e jour, Angie décide finalement de quitter volontairement la maison.
- Lors du 22e jour, la nutritionniste Gillian McKeith (en) (qui a participé à I'm a Celebrity... Get Me Out of Here ! en 2010), est invitée dans la maison. C'est elle qui décide seule des nommés pour l'élimination du 29 janvier 2016, à savoir Jeremy, Stephanie et Tiffany.
- Le 1er février 2016 Stephanie fait quelques révélations sur son ancienne relation amoureuse avec Zayn Malik[17].
- Durant l'aventure, Stephanie et Jeremy ont connu une relation amoureuse. À la suite de cela, ils ont eu un fils, Caben-Albi George Davis, né le 13 janvier 2017.
- Scotty T est le deuxième membre de l'émission Geordie Shore à remporter l'émission, après Charlotte lors de la saison 12.

| Candidat                     | Caractéristique                                                        | Arrivée | Départ  | Statut    |
| ---------------------------- | ---------------------------------------------------------------------- | ------- | ------- | --------- |
| Scott "Scotty T" Timlin (en) | Vedette de télévision                                                  | Jour 1  | Jour 32 | Vainqueur |
| Stephanie Davis (en)         | Actrice, ancienne petite amie de Zayn Malik                            | Jour 1  | Jour 32 | Deuxième  |
| Darren Day (en)              | Acteur, chanteur et animateur de télévision                            | Jour 1  | Jour 32 | Troisième |
| Tiffany Pollard (en)         | Vedette de télévision américaine                                       | Jour 1  | Jour 32 | Quatrième |
| Danniella Westbrook (en)     | Actrice de télévision                                                  | Jour 1  | Jour 32 | Cinquième |
| John Partridge (en)          | Comédien (dont EastEnders)                                             | Jour 1  | Jour 32 | Sixième   |
| Gemma Collins (en)           | Vedette de télévision                                                  | Jour 1  | Jour 29 | Éliminée  |
| Jeremy McConnell (en)        | Mannequin et vedette de télévision                                     | Jour 1  | Jour 25 | Éliminé   |
| Christopher Maloney (en)     | Chanteur révélé par X Factor 9                                         | Jour 1  | Jour 22 | Éliminé   |
| Megan McKenna (en)           | Chanteuse et vedette de télévision                                     | Jour 1  | Jour 18 | Éliminée  |
| Kristina Rihanoff (en)       | Danseuse de salon et chorégraphe                                       | Jour 1  | Jour 15 | Éliminée  |
| Angie Bowie                  | Ancienne épouse de David Bowie et mère de Duncan Jones                 | Jour 1  | Jour 15 | Abandon   |
| David Gest (en)              | Producteur de télévision et mémorialiste, ancien mari de Liza Minnelli | Jour 1  | Jour 13 | Abandon   |
| Nancy Dell'Olio (en)         | Avocate, ancienne compagne de Sven-Göran Eriksson                      | Jour 1  | Jour 11 | Éliminée  |
| Jonathan Cheban              | Homme d'affaires, meilleur ami de Kim Kardashian                       | Jour 1  | Jour 7  | Abandon   |
| Winston McKenzie             | Ancien boxeur                                                          | Jour 1  | Jour 4  | Éliminé   |

- Darren a été finaliste du premier I'm a Celebrity... Get Me Out of Here ! en 2002.
- Christopher a participé à la même saison de The X Factor que Rylan Clark de la saison 11.
- Danniella a participé à I'm a Celebrity... Get Me Out of Here ! en 2003.
- David a participé à la 6e saison de I'm a Celebrity.
- Gemma a participé en 2014 à I'm a Celebrity. Elle participe également à The Only Way Is Essex, comme Amy (saison 8), Kirk (saison 9), Mario (saison 12), Sam (saison 13) et Lauren (saison 14).
- Jeremy est le meilleur ami de Marc de Big Brother 16.
- Kristina a participé en tant que partenaire professionnelle de l'émission Strictly Come Dancing des saisons 6 à 13, comme James Jordan (saison 14).
- Nancy a participé à la 9e saison de Strictly Come Dancing en 2011.

### Saison 18 (2016)

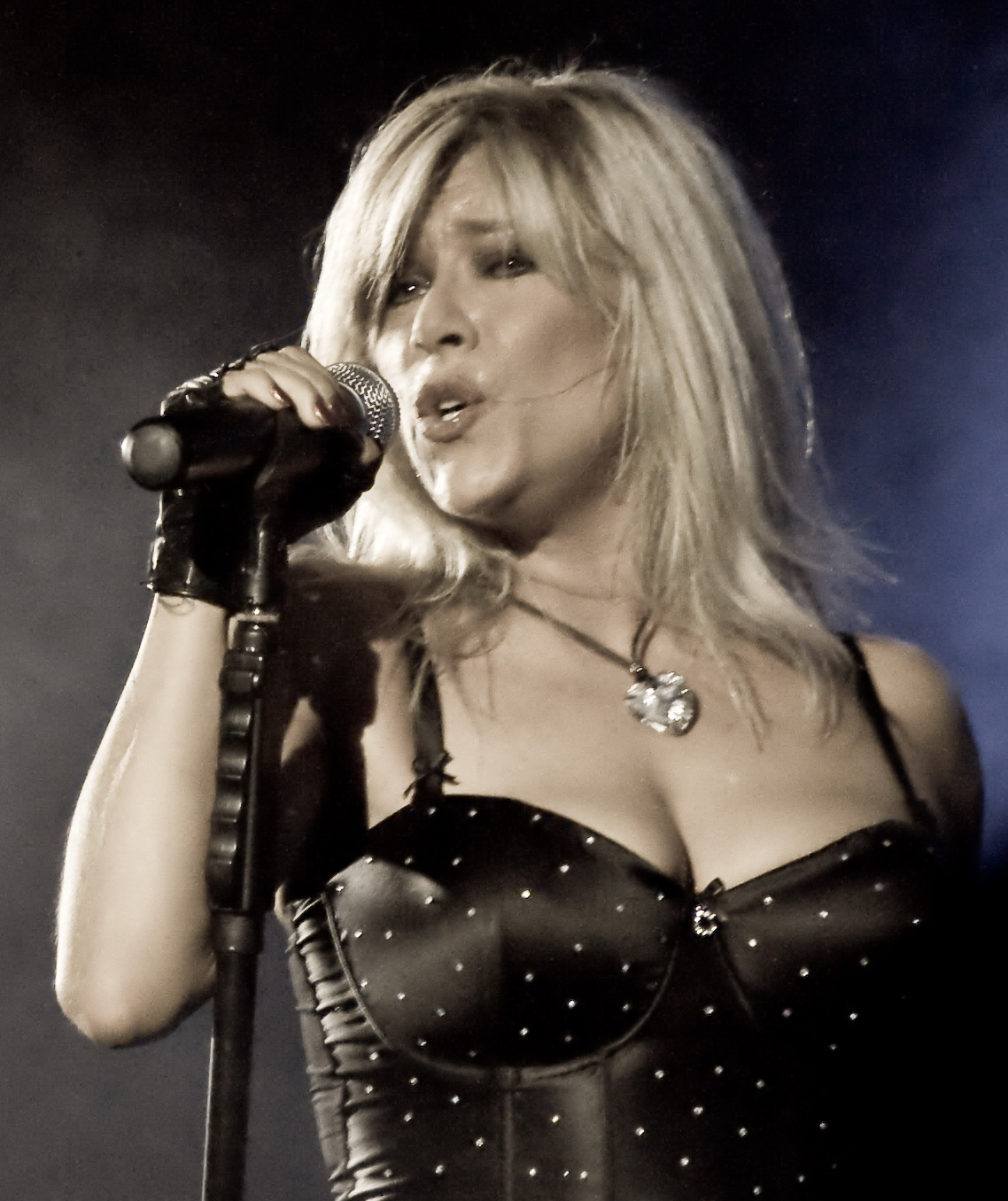
Samantha Fox, candidate de Celebrity Big Brother 18

Cette saison débute deux jours après la finale de Big Brother 17, soit le 28 juillet 2016. Elle se termine le 26 août 2016.
- Le 9e jour, avant le prime-time, Biggins est exclu du jeu par Big Brother à cause de propos déplacés.

| Candidat                 | Caractéristique                                       | Arrivée | Départ  | Statut    |
| ------------------------ | ----------------------------------------------------- | ------- | ------- | --------- |
| Stephen Bear (en)        | Vedette de télévision                                 | Jour 1  | Jour 30 | Vainqueur |
| Ricky Norwood (en)       | Acteur (dont EastEnders)                              | Jour 1  | Jour 30 | Deuxième  |
| Renee Graziano (en)      | Vedette de l'émission américaine Mob Wives            | Jour 1  | Jour 30 | Troisième |
| Marnie Simpson (en)      | Vedette de télévision                                 | Jour 1  | Jour 30 | Quatrième |
| Aubrey O'Day             | Chanteuse et personnalité de télévision               | Jour 1  | Jour 30 | Cinquième |
| Frankie Grande (en)      | Youtubeur, frère d'Ariana Grande                      | Jour 1  | Jour 30 | Sixième   |
| Samantha Fox             | Chanteuse des années 1980                             | Jour 1  | Jour 27 | Éliminée  |
| Katie Waissel (en)       | Chanteuse révélée par The X Factor 7                  | Jour 1  | Jour 27 | Éliminée  |
| James Whale (en)         | Animateur de radio et de télévision                   | Jour 1  | Jour 23 | Éliminé   |
| Lewis Bloor (en)         | Vedette de télévision                                 | Jour 1  | Jour 23 | Éliminé   |
| Heavy D (en)             | Membre de l'émission Storage Hunters UK               | Jour 1  | Jour 20 | Éliminé   |
| Chloé Khan               | Mannequin Playboy                                     | Jour 1  | Jour 16 | Éliminée  |
| Saira Khan (en)          | Personnalité médiatique révélée par The Apprentice UK | Jour 1  | Jour 13 | Éliminée  |
| Grant Bovey (en)         | Homme d'affaires                                      | Jour 1  | Jour 9  | Éliminé   |
| Christopher Biggins (en) | Comédien et personnalité de la télévision             | Jour 1  | Jour 9  | Exclu     |

- Aubrey est arrivée 3e lors de Celebrity Apprentice 5 en 2012. Elle a également participé à Marriage Boot Camp: Reality Stars 3 au côté de Michael "Mike" Sorrentino de la saison 10 (Tara Reid participera également à une saison de cette émission).
- Grant a été marié durant de nombreuses années avec Anthea de la saison 1.
- Christopher a remporté la 7e saison de l'émission I'm a Celebrity... Get Me Out of Here ! en 2007. Durant cette même saison, Katie Hopkins et Janice Dickinson, des saisons 15 et 16, faisaient partie des célébrités participant à l'émission.
- Samantha a participé à I'm a Celebrity saison 9 en 2009.
- Stephen a participé à Ex on the Beach, comme Chloe de la saison 15.
- Lewis a participé à The Only Way Is Essex comme de nombreux anciens candidats (Amy de la saison 8, Kirk de la saison 9, Mario de la saison 12, Sam de la saison 13, Lauren de la saison14 et Gemma de la saison 17).
- Marnie a participé à Geordie Shore comme Charlotte de la saison 12, Ricci de la saison 14 et de Scotty T de la saison 17.

### Saison 19 (2017)

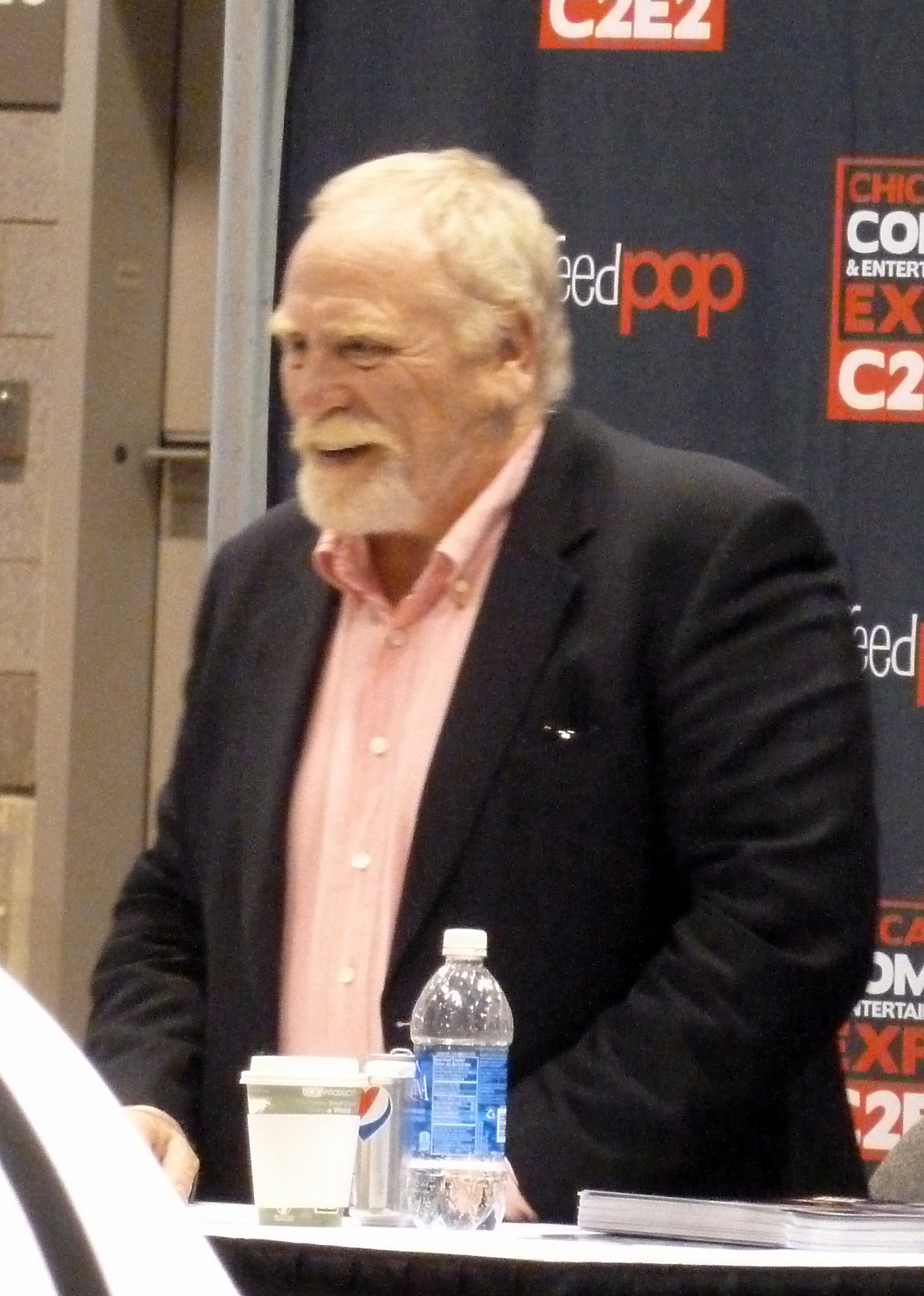
James Cosmo, candidat de Celebrity Big Brother 19

La saison 19 est diffusée du 3 janvier 2017, pour se terminer 32 jours plus tard, le 3 février 2017. Elle égale ainsi le record de durée de la saison 17 en 2016.
Cette saison voit s'affronter d'anciens participants de l'émission (All Stars) et de nouvelles célébrités (New Stars). Avec 18 candidats (20 personnes au total puisque John et Edward d'une part, et Heidi et Spencer d'autre part, ne comptent que pour une candidature), c'est la saison avec le plus de célébrités.
- C'est la deuxième fois qu'une mère et son enfant sont en compétition dans Celebrity Big Brother. Angie et Calum Best succèdent ainsi à Jade Goody et sa mère Jackiey Budden, candidates de la saison 5. Lors de la saison 3, Jackie Stallone avait retrouvée son ancienne belle-fille, Brigitte Nielsen.
- En 2000 dans le film Best, biopic sur George Best, c'est Patsy Kensit qui interprète Angie Best (en). Patsy a participé à la 15e saison de Celebrity Big Brother au côté de Calum Best (en), qui participe donc à l'émission pour la deuxième fois.
- Le 4e jour, John et Edward entrent dans la maison en tant que candidats. Ils étaient arrivés en finale de la première saison de Celebrity Big Brother sur Channel 5 en 2011.
- Ray J quitte la maison le 8e jour, à cause d'une rage de dent[18]. Il était nommé pour la première élimination de vendredi, face à Angie, Austin, Heidi et Spencer, James C, et Stacy.
- Le lendemain, c'est au tour de Brandon d'abandonner l'aventure.
- Le 11e jour, après les deux abandons, Chloe, Jessica et Kim font leurs entrées dans la maison. Le même soir, après l'élimination d'Angie, les célébrités doivent voter en direct pour éliminer une autre personne. Austin reçoit le plus de votes et doit donc quitter la maison.
- C'est la première fois que des célébrités entrent si tardivement dans l'émission. Le record précèdent était détenu par Katie Price, entrée le 10e jour de la saison 15. C'est également la première fois qu'il y a des entrées tardives à deux reprises (les 4e et 11e jours). D'autre part, c'est la deuxième fois, après la saison 5, que trois célébrités entrent en même temps après le lancement.
- Woodburn était déjà entrée dans la maison, en tant qu'invitée, lors du 55e jour de la saison 12 de Big Brother, en 2011.
- Le 18e jour, après l'élimination de Chloe, les candidats décident, en votant un par un, d'immuniser James C jusqu'à la finale. Pour la même occasion, ils décident de nommer jusqu'à la fin du jeu Heidi et Spencer.
- Le 26e jour, a lieu le "Jugement Final" avec Vanessa Feltz (en) comme juge, qui est entrée dans la maison. Elle avait participé à la première saison de Celebrity Big Brother ainsi qu'à Ultimate Big Brother. Des invités se joignent à elle : John McCririck (en) (CBB 3 et UBB), Luisa Zissman (en) (CBB 13), Saira Khan (CBB 18) et Austin de cette saison. À l'issue de cela, le lendemain, il est annoncé que Jaimie est éliminé.
- Le 29e jour, le public élimine Calum. À la fin du prime-time, les noms des 6 finalistes sont connus : Bianca, Coleen, James C, Jedward, Kim et Nicola.

| Candidat                | Caractéristique                                              | Équipe    | Arrivée | Départ  | Statut    |
| ----------------------- | ------------------------------------------------------------ | --------- | ------- | ------- | --------- |
| Coleen Nolan            | Deuxième de la saison 10                                     | All Stars | Jour 1  | Jour 32 | Vainqueur |
| Jedward                 | Troisièmes de la saison 8                                    | All Stars | Jour 4  | Jour 32 | Deuxièmes |
| Kim Woodburn            | Personnalité de télévision                                   | New Stars | Jour 11 | Jour 32 | Troisième |
| James Cosmo             | Comédien (dont Game of Thrones, Trainspotting et Braveheart) | New Stars | Jour 1  | Jour 32 | Quatrième |
| Nicola McLean (en)      | Candidate de la saison 9                                     | All Stars | Jour 1  | Jour 32 | Cinquième |
| Bianca Gascoigne (en)   | Mannequin glamour, fille adoptive de Paul Gascoigne          | New Stars | Jour 1  | Jour 32 | Sixième   |
| Calum Best (en)         | Troisième de la saison 15                                    | All Stars | Jour 1  | Jour 29 | Éliminé   |
| Jamie O'Hara            | Footballeur                                                  | New Stars | Jour 1  | Jour 27 | Éliminé   |
| Heidi et Spencer Pratt  | Deuxièmes de la saison 11                                    | All Stars | Jour 1  | Jour 25 | Éliminés  |
| Jessica Cunningham (en) | Femme d'affaires, ancienne participante à The Apprentice     | New Stars | Jour 11 | Jour 25 | Éliminée  |
| Stacy Francis (en)      | Chanteuse, ancienne candidate de The X Factor US             | New Stars | Jour 1  | Jour 22 | Éliminée  |
| Chloe Ferry (en)        | Vedette de télévision                                        | New Stars | Jour 11 | Jour 18 | Éliminée  |
| James Jordan (en)       | Troisième de la saison 14                                    | All Stars | Jour 1  | Jour 15 | Éliminé   |
| Jasmine Waltz (en)      | Candidate de la saison 13                                    | All Stars | Jour 1  | Jour 13 | Éliminée  |
| Austin Armacost (en)    | Deuxième de la saison 16                                     | All Stars | Jour 1  | Jour 11 | Éliminé   |
| Angie Best (en)         | Ancienne femme de George Best et mère de Calum               | New Stars | Jour 1  | Jour 11 | Éliminée  |
| Brandon Block (en)      | DJ                                                           | New Stars | Jour 1  | Jour 9  | Abandon   |
| Ray J                   | Chanteur de RnB et acteur                                    | New Stars | Jour 1  | Jour 8  | Abandon   |

- Jamie[19] a été marié à Danielle Lloyd de la saison 5.
- Ray J est le petit frère de la chanteuse Brandy Norwood (candidate de Dancing with the Stars 11), et a réalisé une sextape[20] avec Kim Kardashian (dont son ami Jonathan Cheban avait participé à Celebrity Big Brother 17).
- Bianca et Calum ont remporté la deuxième saison de l'émission Love Island en 2006.
- Bianca est la fille de Sheryl Gascoigne, participante à I'm a Celebrity... Get Me Out of Here! 10 en 2010.
- Angie était la coache fitness de Cher, Sharon Stone et Daryl Hannah.
- Kim a participé à la saison 9 de I'm a Celebrity... Get Me Out of Here!, au côté notamment de Katie Price (saison 15), Samantha Fox (saison 18) ou encore George Hamilton (candidat de Dancing with the Stars 2).
- Chloe a participé à la série réalité Geordie Shore, comme Charlotte (saison 12), Ricci (saison 14), Scotty-T (saison 17) et Marnie (saison 18).

### Saison 20 (2017)

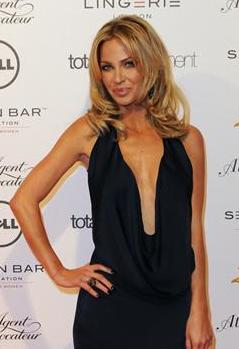
Sarah Harding, vainqueur de Celebrity Big Brother 20

La saison 20 est diffusée du 1er août 2017 au 25 août 2017. Avec 25 jours d'aventure, c'est la plus courte saison de Celebrity Big Brother depuis la saison 12 durant l'été 2013. La finale se déroule le même soir que celle de la saison 5 en Allemagne.
- Le lancement de l'émission a réuni 1,8 million de téléspectateurs, soit le plus mauvais lancement de Celebrity Big Brother depuis sa création en 2001[21].
- Le soir du lancement, est apparu Arron Lowe, ancien candidat de Big Brother 13[22]. Il était resté dans la maison, durant lété 2012, du 1er jour au 32e.
- Au bout de seulement une semaine, le programme a reçu plusieurs plaintes pour sexisme, racisme et homophobie. L'émission connait régulièrement ce genre de situation, à l'image de la saison 5 en 2007 (avec Shilpa Shetty, Jade Goody ou encore Danielle Lloyd), ou la saison 13 en 2014 (avec Evander Holyfield)[23].
- Le soir de la deuxième élimination, où Karthik a été éliminé par le public, Trisha a décidé d'abandonner l'aventure. C'est la deuxième fois, après Mutya Buena en 2009 lors de la saison 6, qu'une célébrité abandonne le soir d'une élimination.

| Candidat              | Caractéristique                                                                                               | Arrivée | Départ  | Statut    |
| --------------------- | --- | ------- | ------- | --------- |
| Sarah Harding         | Chanteuse , ancienne membre du groupe Girls Aloud                                                             | Jour 1  | Jour 25 | Vainqueur |
| Amelia Lily           | Chanteuse révélée par The X Factor                                                                            | Jour 1  | Jour 25 | Deuxième  |
| Sam Thompson          | Vedette de Made in Chelsea                                                                                    | Jour 1  | Jour 25 | Troisième |
| Derek Acorah (en)     | Médium spirituel                                                                                              | Jour 1  | Jour 25 | Quatrième |
| Chad Johnson (en)     | Agent immobilier et vedette de télévision                                                                     | Jour 1  | Jour 25 | Cinquième |
| Jemma Lucy (en)       | Vedette d'Ex on the Beach (en)                                                                                | Jour 1  | Jour 25 | Sixième   |
| Shaun Williamson (en) | Acteur (dont EastEnders)                                                                                      | Jour 1  | Jour 23 | Éliminé   |
| Helen Lederer (en)    | Comédienne (dont Absolutely Fabulous)                                                                         | Jour 1  | Jour 22 | Éliminée  |
| Sandi Bogle (en)      | Vedette de Gogglebox (en), cousine de Naomi Campbell                                                          | Jour 1  | Jour 22 | Éliminée  |
| Paul Danan (en)       | Acteur (dont Hollyoaks) et personnalité de télévision                                                         | Jour 1  | Jour 18 | Éliminé   |
| Brandi Glanville      | Personnalité de télévision américaine (The Real Housewives of Beverly Hills), ancienne épouse d'Eddie Cibrian | Jour 1  | Jour 18 | Éliminée  |
| Jordan Davies (en)    | Vedette d'Ex on the Beach (en)                                                                                | Jour 1  | Jour 15 | Éliminé   |
| Trisha Paytas (en)    | Vedette de YouTube                                                                                            | Jour 1  | Jour 11 | Abandon   |
| Karthik Nagesan       | Homme d'affaires révélé par The Apprentice UK                                                                 | Jour 1  | Jour 11 | Éliminé   |
| Marissa Jade          | Vedette de télévision                                                                                         | Jour 1  | Jour 8  | Éliminée  |

- Marissa a participé à la série de télé-réalité Mob Wives, comme Renee de la saison 18.
- Brandi a participé à The Celebrity Apprentice 7 en 2015. En 2016, elle participe à Famously Single (en) aux côtés d'Aubrey (saison 16) et de Calum (saisons 15 et 19). En 2018 elle participe à la première saison américaine.
- Chad a participé à la deuxième saison de Famously Single aux côtés de Calum (saisons 15 et 19), et de Tiffany (saison 17), en 2016. Il est également apparu sur les programmes The Bachelorette 12 et Bachelor in Paradise 3.
- Jemma est l'ancienne petite amie de Stephen de la saison 18.
- Jordan est l'ancien petit ami de Megan de la saison 17.
- Paul a participé à Love Island en 2005 et 2006, aux côtés de Calum (saison 15 et 19), Bianca (saison 19), et Sophie (saison 12).

### Saison 21 (2018)

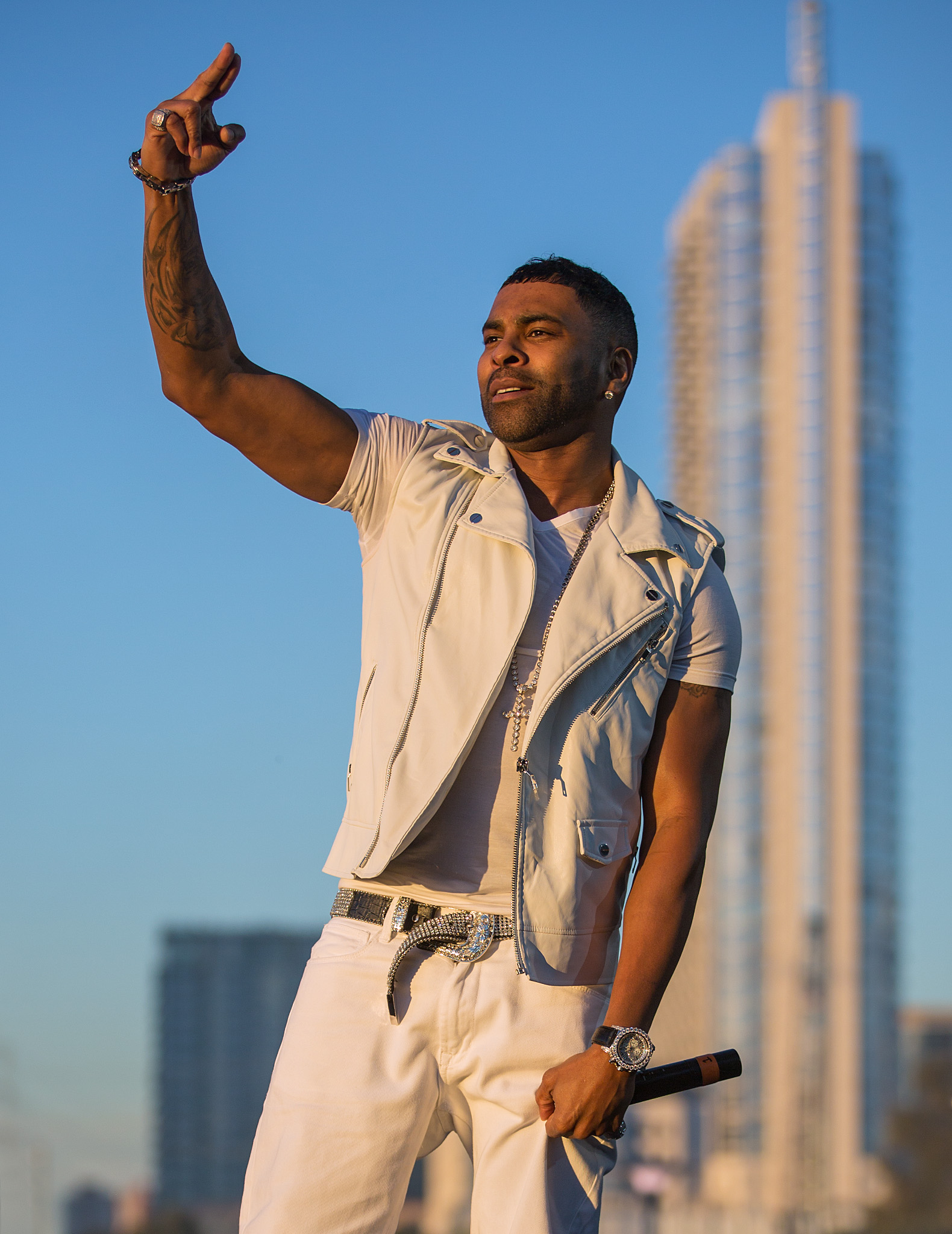
Ginuwine, candidat de Celebrity Big Brother 21

Le soir du lancement, le casting est 100% féminin. Cette initiative fait référence au centenaire du Droit de vote des femmes au Royaume-Uni. Les hommes arriveront dans la maison le 4e jour de l'aventure.
Il y a onze ans (lorsque l’émission était sur Channel 4), seul des femmes étaient entrées lors du lancement de la saison 7 de Big Brother. Les hommes étaient entrés lors des jours suivants.
La saison 21 est diffusée à partir du 2 janvier 2018, soit le même jour que le lancement de la 6e saison en 2009. Elle se termine le 2 février 2018.
- Maggie Oliver est la deuxième candidate de Celebrity Big Brother qui n'est pas célèbre lors de son passage dans la maison. La première étant Chantelle Houghton, qui avait fini par remporter la saison 4, et était arrivée plus tard en finale de l'Ultimate Big Brother.
- Le 4e jour au soir, lors de l'arrivée des hommes, Courtney Act (Shane Jenek) est tombée dans les escaliers. Cela a déchiré sa robe, et elle s'est retrouvée presque nue.
- Ashley et Ginuwine ont développé une romance dans la maison.

| Candidat                   | Caractéristique                                       | Arrivée | Départ  | Statut    |
| -------------------------- | ----------------------------------------------------- | ------- | ------- | --------- |
| Shane Jenek (Courtney Act) | Drag queen australienne                               | Jour 4  | Jour 32 | Vainqueur |
| Ann Widdecombe             | Ancienne femme politique du Parti conservateur        | Jour 1  | Jour 32 | Deuxième  |
| Shane Lynch                | Chanteur irlandais membre du groupe Boyzone           | Jour 4  | Jour 32 | Troisième |
| Jess Impiazzi              | Vedette de télévision et model glamour                | Jour 1  | Jour 32 | Quatrième |
| Wayne Sleep                | Danseur et acteur                                     | Jour 4  | Jour 32 | Cinquième |
| Amanda Barrie              | Actrice dont anciennement Coronation Street           | Jour 1  | Jour 29 | Éliminée  |
| Malika Haqq                | Vedette américaine de L'incroyable famille Kardashian | Jour 1  | Jour 29 | Éliminée  |
| Ashley James               | DJ et féministe                                       | Jour 1  | Jour 29 | Éliminée  |
| Daniel O'Reilly            | Comédien ayant Dapper Laughs comme nom de scène       | Jour 4  | Jour 25 | Éliminé   |
| Jonny Mitchell             | Vedette de télévision, notamment Love Island          | Jour 4  | Jour 25 | Éliminé   |
| Andrew Brady               | Ingénieur de projet révélé par The Apprentice UK      | Jour 4  | Jour 25 | Éliminé   |
| Ginuwine                   | Rappeur américain                                     | Jour 4  | Jour 22 | Éliminé   |
| John Barnes                | Ancien footballeur                                    | Jour 4  | Jour 20 | Éliminé   |
| Maggie Oliver              | Ancienne Détective de Police                          | Jour 1  | Jour 18 | Éliminée  |
| Rachel Johnson             | Journaliste, sœur de Boris Johnson                    | Jour 1  | Jour 18 | Éliminée  |
| India Willoughby           | Animatrice de télévision transgenre                   | Jour 1  | Jour 11 | Éliminée  |

- Rachel est la fille de Stanley Johnson, qui a participé en décembre 2017 à I'm a Celebrity... Get Me Out of Here !.
- Malika est apparue dans L'incroyable Famille Kardashian, comme Jonathan de la saison 17.
- Ashley a participé à la série-réalité Made in Chelsea, comme Ollie (saison 13), Stephanie (saison 14) et Sam (saison 20).
- Ann a participé à la saison 8 de Strictly Come Dancing, comme Goldie (saison 2) et Patsy (saison 15).
- Jess a participé à Ex on the Beach durant la saison 2 et 5.
- Shane est le deuxième membre du groupe de Boyzone, après Keith de la saison 1. Il est le frère d'Edele de la saison 14. En 2004 il a participé à The Games 2 au côté de Jodie de la saison 4, et d'MC Romeo de la saison 9. Bobby de la saison 16 avait participé en 2003. En 2006 il participe à Love Island 2, au côté de Bianca (saison 19), Calum (saisons 15 et 19), Sophie (saison 15), Paul (saison 20) et ou Dennis Rodman (saison 4) était invité.
- Jonny a été en couple avec Stephanie Pratt, de la saison 14. Il a également participé à la même saison de Love Island que Gabby de la saison 22.
- Amanda et Wayne ont participé à l'émission documentaire The Real Marigold Hotel, comme Lionel de la saison 13, Stephanie de la saison 7, et Stanley Johnson, le père de Rachel.
- Courtney Act (de son vrai nom Shane Gilberto Jenek) a participé en 2014 à RuPaul's Drag Race 6, dans lequel Michelle de la saison 15 est juge. En 2003 elle a participé à Australian Idol.
- Wayne a participé à I'm a Celebrity... Get Me Out of Here ! en 2003, avec Danniella de la saison 17.

### Saison 22 (2018)

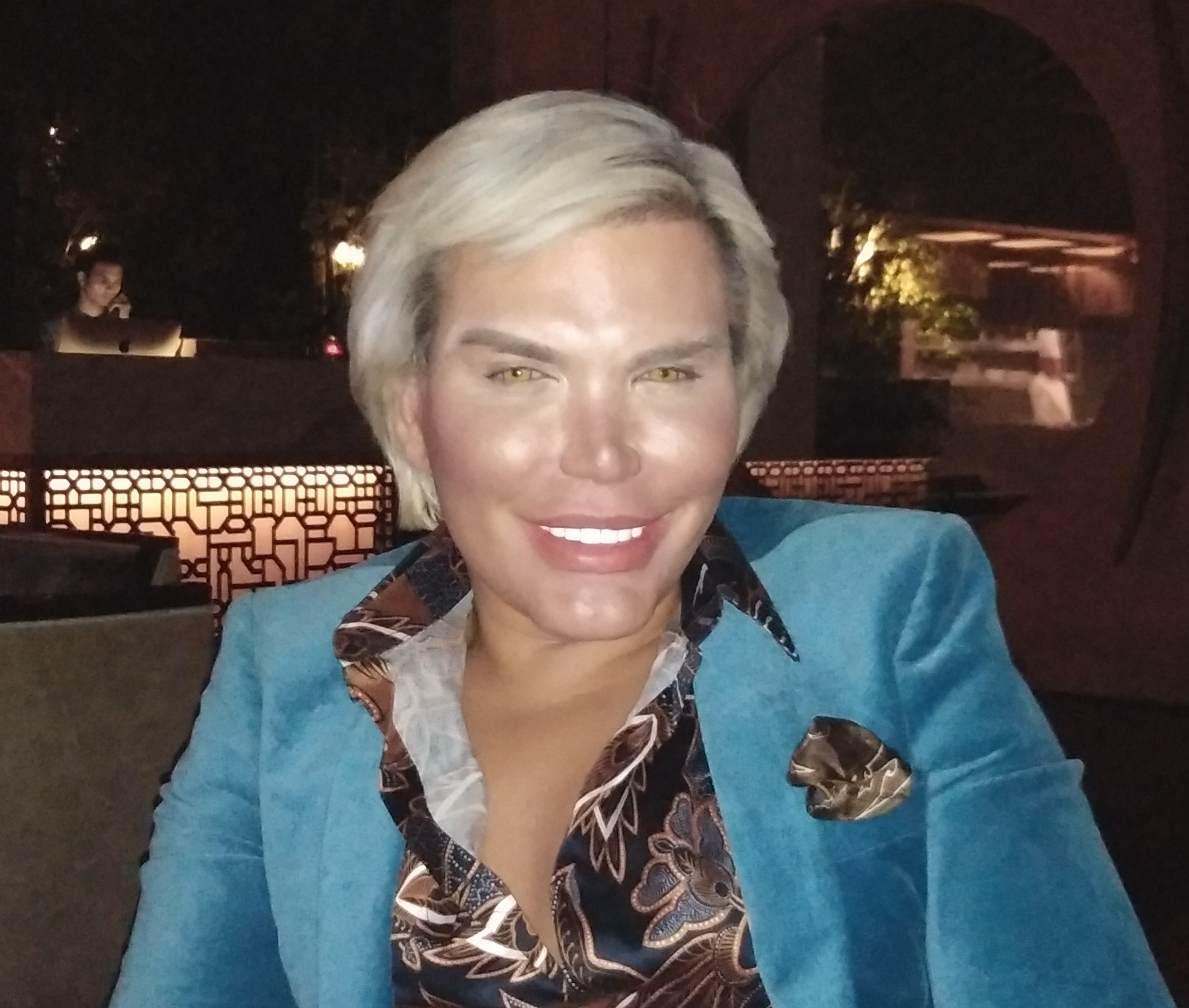
Rodrigo Alves, candidat de Celebrity Big Brother 22

La saison 22 est diffusée à partir du 16 août 2018, soit un jour avant le lancement de la 6e saison de la version allemande, Promi Big Brother. Elle se termine le 10 septembre 2018, soit 26 jours d'enfermement pour les célébrités finalistes. C'est comme lors des saisons 5 (Shilpa Shetty) et 14 (Gary Busey) en 2007 et 2014.
Cette saison a pour thème "Eye Of The Storm" (L'œil du cyclone).
- Lors du lancement 13 célébrités entrent dans la maison. Comme lors des saisons 10 et 12, en 2012 et 2013.
- Le soir du lancement, Kirstie est déclaré "Présidente", et Ryan "Vice président". Ce procédé est en partie tiré de la saison 16 lors des arrivées de Janice Dickinson et Bobby Davro dans l'aventure.
- L'audience du lancement a été de 2,51 millions de téléspéctateurs[24]. C'est mieux que les lancements des saisons 20 et 21.
- Le lendemain du lancement la presse annonce que Stormy Daniels (ancienne actrice pornographique ayant eu une liaison avec Donald Trump) a annulé sa participation au dernier moment[25]. Elle a été remplacée par Hardeep Singh Kohli.
- Deux polémiques sont nés dans cette saison de Celebrity Big Brother :
- d'abord, le soir du lancement, Rodrigo a tenu des propos à tendance raciste. Big Brother lui donnera un avertissement. Des téléspectateurs ne comprendront pas pourquoi il n'a pas été exclu à ce moment-là (par exemple lors de la saison 8 de Big Brother (UK) Emily Parr a été exclue le 9e jour pour ce même type de comportement). Rodrigo sera finalement exclu au cours de l'aventure pour un autre incident.
  - ensuite, Roxanne a dit qu'elle avait été frappée par Ryan, alors que les images ne montrent pas du tout cela[26]. Des comédiens dEmmerdale ont pris la défense de Ryan. Elle décidera de quitter volontairement la maison, à la suite de milliers de plaintes, atteignant un record depuis la saison 5 en 2007. Elle reviendra finalement sur le plateau pour être interviewée par Emma Willis, et avouera avoir commis une erreur horrible[27].
  - Cette saison n'a pas connu de double élimination comme c'est très souvent le cas.
- Le soir de la finale, Rodrigo et Roxanne sont absents à la suite des polémiques.

| Candidat            | Caractéristique                                                        | Arrivée | Départ  | Statut    |
| ------------------- | ---------------------------------------------------------------------- | ------- | ------- | --------- |
| Ryan Thomas         | Acteur, dont Coronation Street                                         | Jour 1  | Jour 26 | Vainqueur |
| Kirstie Alley       | Actrice américaine récompensée par les Emmy Award et les Golden Globes | Jour 1  | Jour 26 | Deuxième  |
| Dan Osborne         | Vedette de télévision, anciennement dans The Only Way Is Essex         | Jour 1  | Jour 26 | Troisième |
| Nick Leeson         | Ancien trader                                                          | Jour 1  | Jour 26 | Quatrième |
| Sally Morgan        | Médium de stars                                                        | Jour 1  | Jour 26 | Cinquième |
| Gabby Allen         | Vedette de télévision dont Love Island                                 | Jour 1  | Jour 26 | Sixième   |
| Hardeep Singh Kohli | Comédien et présentateur                                               | Jour 1  | Jour 23 | Éliminé   |
| Jermaine Pennant    | Footballeur                                                            | Jour 1  | Jour 19 | Éliminé   |
| Roxanne Pallette    | Actrice dont anciennement Emmerdale                                    | Jour 1  | Jour 17 | Abandon   |
| Ben Jardine         | Participant de Married at First Sight                                  | Jour 1  | Jour 16 | Éliminé   |
| Chloe Ayling        | Mannequin ayant été enlevé                                             | Jour 1  | Jour 13 | Éliminée  |
| Rodrigo Alves       | Ken humain                                                             | Jour 1  | Jour 10 | Exclu     |
| Natalie Nunn        | Vedette de télévision américaine                                       | Jour 1  | Jour 9  | Éliminée  |

- Kirstie a participé à deux reprises à Dancing with the Stars, lors des saisons 12 et 15.
- Ryan a participé en 2017 à Celebrity Island with Bear Grylls. Il est le frère d'Adam d'I'm a Celebrity... Get Me Out of Here! saison 16.
- Gabby a participé à la 3e saison de Love Island en 2017, comme Jonny de la saison 21.
- Roxanne a participé à la 4e saison de Dancing on Ice en 2009, comme Melinda de la saison 2, et Coleen des saisons 10 et 19.
- Dan a été finaliste de la saison 2 Splash! en 2014, avec notamment comme candidats Keith (saison 1), Danielle (saison 7), et Gemma (saison 17).

### Saison 23 (2024)
La 23e saison, première sur ITV, débute le 4 mars 2024, et se termine le 22 mars 2024.
Sharon Osbourne et Louis Walsh se retrouvent de nouveaux ensemble, après avoir été jurés sur The X Factor.
| Candidat           | Occupation                                    | Entrée jour | Sortie jour | Résultat       |
| ------------------ | --------------------------------------------- | ----------- | ----------- | -------------- |
| David Potts        | Personnalité de télévision                    | 1           | 19          | Vainqueur      |
| Nikita Kuzmin      | Danseur sur Strictly Come Dancing             | 1           | 19          | Deuxième       |
| Colson Smith       | Acteur dont Coronation Street                 | 1           | 19          | Dans la maison |
| Louis Walsh        | Producteur de musique irlandais               | 1           | 19          | Quatrième      |
| Fern Britton       | Animatrice de télévision et autrice           | 1           | 19          | Cinquième      |
| Bradley Riches     | Acteur dont Heartstopper                      | 1           | 17          | Éliminé        |
| Zeze Millz         | Youtubeuse                                    | 1           | 16          | Éliminée       |
| Marisha Wallace    | Actrice américaine                            | 1           | 16          | Éliminée       |
| Ekin-Su Cülcüloğlu | Vedette de télévision révélée par Love Island | 1           | 12          | Éliminée       |
| Levi Roots         | Personnalité médiatique anglo-jamaïcain       | 1           | 12          | Éliminé        |
| Sharon Osbourne    | Femme d'affaires et personnalité médiatique   | 1           | 9           | Invitée        |
| Lauren Simon       | Vedette de Real Housewives of Cheshire        | 1           | 9           | Éliminée       |
| Gary Goldsmith     | Oncle de Kate Middleton                       | 1           | 5           | Éliminé        |

- Sharon a été candidate de The Celebrity Apprentice en 2009.

### Saison 24 (2025)
La 24e saison, toujours sur ITV, débute le 7 avril 2025, et se termine le 25 avril 2025.
L'actrice hollywoodienne Goldie Hawn a refusé de participer à cette saison, après avoir été en négociation. Tous comme la chanteuse américaine Macy Gray (ayant déjà participé à Dancing with the stars en 2009, et The Masked Singer UK en 2025).
L'acteur Mickey Rourke est la dernière célébrités à signer pour cette saison 24.
À noter que Chesney Hawkes avait été invité lors de la saison 6 en 2009 (saison avec La Toya Jackson, Coolio, Mutya Buena ou encore Verne Troyer).
À la suite de l'exclusion de Mickey Rourke par la production, il ne percevra pas son cachet entièrement.
| Candidat              | Occupation                                              | Entrée jour | Sortie jour | Résultat       |
| --------------------- | ------------------------------------------------------- | ----------- | ----------- | -------------- |
| Jack P. Shepherd      | Acteur dont la série Coronation Street                  | 1           | 19          | Dans la maison |
| Danny Beard           | Vainqueur de RuPaul's Drag Race UK                      | 1           | 19          | Deuxième       |
| JoJo Siwa             | Personnalité médiatique américaine                      | 1           | 19          | Troisième      |
| Chesney Hawkes        | Chanteur                                                | 1           | 19          | Quatrième      |
| Donna Preston         | Actrice et scénariste                                   | 1           | 19          | Cinquième      |
| Chris Hughes          | Vedette de télévision révélé par Love Island            | 1           | 19          | Sixième        |
| Patsy Palmer          | Actrice dont EastEnders                                 | 1           | 16          | Éliminée       |
| Ella Rae Wise         | Vedette de télévision révélée par The Only Way Is Essex | 1           | 16          | Éliminée       |
| Angellica Bell        | Animatrice de télévision                                | 1           | 16          | Éliminée       |
| Daley Thompson        | champion Olympique de décathlon                         | 1           | 12          | Éliminé        |
| Trisha Goddard        | Animatrice de télévision                                | 1           | 9           | Éliminée       |
| Mickey Rourke         | Acteur américain et ancien boxeur                       | 1           | 6           | Exclu          |
| Sir Michael Fabricant | Homme politique et ancien député du Parti conservateur  | 1           | 5           | Éliminé        |

- JoJo a participé en 2020 à The Masked Singer 5, et en 2021 à Dancing with the stars 30. Elle a terminée à la 2e place à chaque fois.
- Chesney devait participer en 2012 à Dancing on Ice 7, mais après avoir été blessé à l'entraînement, a été remplacé par Chico Slimani (qui finira 3e lors de la finale).
- Patsy a participé à la saison 3 en 2005 de Strictly Come Dancing, à la saison 1 en 2020 de The Masked Singer, et à la saison 15 en 2023 de Dancing on Ice.

## Détails des saisons et audimat

### Channel 4 (2000–2010)
| Saison | Date de lancement | Date de la finale | Total jour | Candidat | Vainqueur          | Audimat moyen (en millions) | Nombres d'épisodes |
| ------ | ----------------- | ----------------- | ---------- | -------- | ------------------ | --------------------------- | ------------------ |
| 1      | 9 mars 2001       | 16 mars 2001      | 8          | 6        | Jack Dee           | 5.2                         | 8                  |
| 2      | 20 novembre 2002  | 29 novembre 2002  | 10         | 6        | Mark Owen          | 4.4                         | 12                 |
| 3      | 6 janvier 2005    | 23 janvier 2005   | 18         | 9        | Mark "Bez" Berry   | 4.3                         | 19                 |
| 4      | 5 janvier 2006    | 27 janvier 2006   | 23         | 11       | Chantelle Houghton | 4.9                         | 26                 |
| 5      | 3 janvier 2007    | 28 janvier 2007   | 26         | 14       | Shilpa Shetty      | 4.6                         | 30                 |
| 6      | 2 janvier 2009    | 23 janvier 2009   | 22         | 11       | Ulrika Jonsson     | 3.1                         | 28                 |
| 7      | 3 janvier 2010    | 29 janvier 2010   | 27         | 12       | Alex Reid          | 3.7                         | 32                 |

### Channel 5 (2011–2018)
| Saison | Date de lancement | Date de la finale | Total jour | Candidat | Vainqueur                  | Audimat moyen (en millions) | Nombres d'épisodes |
| ------ | ----------------- | ----------------- | ---------- | -------- | -------------------------- | --------------------------- | ------------------ |
| 8      | 18 août 2011      | 8 septembre 2011  | 22         | 10       | Paddy Doherty              | 2.8                         | 23                 |
| 9      | 5 janvier 2012    | 27 janvier 2012   | 23         | 12       | Denise Welch               | 2.6                         | 25                 |
| 10     | 15 août 2012      | 7 septembre 2012  | 24         | 13       | Julian Clary               | 2.2                         | 26                 |
| 11     | 3 janvier 2013    | 25 janvier 2013   | 23         | 11       | Rylan Clark                | 2.8                         | 23                 |
| 12     | 22 août 2013      | 13 septembre 2013 | 23         | 13       | Charlotte Crosby           | 2.3                         | 26                 |
| 13     | 3 janvier 2014    | 29 janvier 2014   | 27         | 12       | Jim Davidson               | 3.1                         | 27                 |
| 14     | 18 août 2014      | 12 septembre 2014 | 26         | 14       | Gary Busey                 | 2.1                         | 26                 |
| 15     | 7 janvier 2015    | 6 février 2015    | 31         | 15       | Katie Price                | 3.1                         | 32                 |
| 16     | 27 août 2015      | 24 septembre 2015 | 29         | 14       | James Hill                 | 1.9                         | 29                 |
| 17     | 5 janvier 2016    | 5 février 2016    | 32         | 16       | Scott "Scotty T" Timlin    | 2.8                         | 36                 |
| 18     | 28 août 2016      | 26 août 2016      | 30         | 15       | Stephen Bear               | 2.1                         | 33                 |
| 19     | 3 janvier 2017    | 3 février 2017    | 32         | 18       | Coleen Nolan               | 2.4                         | 36                 |
| 20     | 1er août 2017     | 25 août 2017      | 25         | 15       | Sarah Harding              | 1.8                         | 25                 |
| 21     | 2 janvier 2018    | 2 février 2018    | 32         | 16       | Shane "Courtney Act" Jenek | 1.9                         | 37                 |
| 22     | 16 août 2018      | 10 septembre 2018 | 26         | 13       | Ryan Thomas                | 2.0                         | 27                 |

### ITV (2024-)
| Saison | Date de lancement | Date de la finale | Total jour | Candidat | Vainqueur        | Audimat moyen (en millions) | Nombres d'épisodes |
| ------ | ----------------- | ----------------- | ---------- | -------- | ---------------- | --------------------------- | ------------------ |
| 23     | 4 mars 2024       | 22 mars 2024      | 19         | 12       | David Potts      | 2.51                        | 17                 |
| 24     | 7 avril 2025      | 25 avril 2025     | 19         | 13       | Jack P. Shepherd | 2.43                        | 17                 |

## Décès
Dix neuf anciens participants de la franchise Big Brother sont décédés :
- Le 22 mars 2009 - Jade Goody, candidate à Big Brother 3, Big Brother Panto et Celebrity Big Brother 5 (à l'âge de 27 ans)[32].
- Le 27 novembre 2011 - Ken Russell, candidat à Celebrity Big Brother 5 (à l'âge de 84 ans)[33].
- Le 17 mai 2012 - Sophia Brown, candidate à Big Brother 10 (à l'âge de 30 ans)[34].
- Le 12 avril 2016 - David Gest, candidat à Celebrity Big Brother 17 (à l'âge de 62 ans)[35].
- Le 23 octobre 2016 - Pete Burns, candidat à Celebrity Big Brother 4 (à l'âge de 57 ans)[36].
- Le 11 décembre 2017 - Keith Chegwin, candidat de Celebrity Big Brother 15 (à l'âge de 60 ans).
- Le 21 avril 2018 - Verne Troyer, candidat à Celebrity Big Brother 6 (à l'âge de 49 ans)[37].
- Le 5 juillet 2019 - John McCririck, candidat de Celebrity Big Brother 4 et Ultimate Big Brother (à l’âge de 79 ans)[38].
- Le 3 janvier 2020 - Derek Acorah, candidat de Celebrity Big Brother 20 (à l'âge de 69 ans)[39].
- Le 21 septembre 2020 - Jackie Stallone, candidate de Celebrity Big Brother 3 (à l'âge de 98 ans)[40].
- Le 25 novembre 2020 - Heavy D (de son vrai nom Colin Newell), candidat de Celebrity Big Brother 18 (à l'âge 47 ans)[41].
- Le 1er février 2021 - Dustin Diamond, candidat de Celebrity Big Brother 12 (à l'âge de 44 ans) [42]
- Le 9 avril 2021 - Nikki Grahame, candidate de Big Brother 7, Ultimate Big Brother et de Big Brother Canada 4 (à l'âge de 38 ans)[43]
- Le 5 septembre 2021 - Sarah Harding, candidate de Celebrity Big Brother 20 (à l'âge de 39 ans)[44].
- Le 14 juillet 2022 - Ivana Trump, candidate de Celebrity Big Brother 7 (à l'âge de 73 ans)[45]
- Le 28 septembre 2022 - Coolio, candidat de Celebrity Big Brother 6 et Ultimate Big Brother (à l'âge de 59 ans)[46]
- Le 5 décembre 2022 - Kirstie Alley, candidate de Celebrity Big Brother 22 (à l'âge de 71 ans)[47]
- Le 27 mars 2024 - George Gilbey, candidat de Celebrity Big Brother 14 (à l'âge de 40 ans)[48]
- Le 15 janvier 2025 - Paul Danan, candidat de Celebrity Big Brother 20 (à l'âge de 46 ans)[49]
- Le 5 mars 2025 - Pamela Bach, candidate de Celebrity Big Brother 8 (à l'âge de 61 ans)[50]